# Defesa índia do rei
A Defesa Índia do Rei ou Defesa Indiana do Rei é uma defesa de xadrez pertencente ao grupo das Defesas Índias que ocorre após os lances:
1.d4 Cf6
2.c4 g6
As pretas pretendem seguir com 3...Bg7 e 4...d6 (a Defesa Grünfeld surge quando as pretas jogam 3...d5 em vez disso e é considerada uma abertura separada). As principais opções de terceiro movimento das brancas são 3.Cc3, 3.Cf3 ou 3.g3, com a Índia do Rei e Grünfeld jogáveis contra esses movimentos. A Encyclopaedia of Chess Openings classifica a Defesa Índia do Rei sob os códigos E60 a E99.
A Índia do Rei é uma abertura hipermoderna, onde as Pretas deliberadamente permitem que as Brancas controlem o centro com peões, com a visão de desafiá-lo posteriormente. Nas linhas mais críticas da Índia do Rei, as Brancas erguem um centro de peões imponente com Nc3 seguido por e4. As Pretas reivindicam seu próprio centro com o estilo Benoni ...c5, ou ...e5. Se as Brancas resolverem a tensão do peão central com d5, então as Pretas seguem com ...b5 e jogo pelo lado da rainha, ou ...f5 e um eventual ataque pelo lado do rei. Enquanto isso, as Brancas tentam expandir na ala oposta. As posições desequilibradas resultantes oferecem espaço para ambos os lados jogarem por uma vitória.

## História
O primeiro uso conhecido do termo "Defesa Indiana" foi em 1884. Os nomes modernos "Defesa Indiana do Rei", "Ataque Indiano do Rei", etc. surgiram em meados do século XX e são atribuídos a Hans Kmoch. Até meados da década de 1930, a Defesa Indiana do Rei era geralmente considerada altamente suspeita, mas a análise e o jogo de três fortes jogadores soviéticos em particular — Alexander Konstantinopolsky, Isaac Boleslavsky e David Bronstein — ajudaram a tornar a defesa muito mais respeitada e popular. É uma abertura dinâmica, excepcionalmente complexa e a favorita dos ex-campeões mundiais Garry Kasparov, Bobby Fischer e Mikhail Tal, com os proeminentes grandes mestres Viktor Korchnoi, Miguel Najdorf, Efim Geller, John Nunn, Svetozar Gligorić, Wolfgang Uhlmann e Ilya Smirin também tendo contribuído muito para a teoria e prática desta abertura.
No início dos anos 2000, a popularidade da abertura sofreu depois que Vladimir Kramnik começou a pontuar excelentemente contra ela, tanto que Kasparov desistiu da abertura após várias derrotas críticas para Kramnik. No entanto, o próprio Kramnik venceu um jogo com as Pretas usando a Índia do Rei em 2012, e os melhores jogadores atuais, incluindo Hikaru Nakamura, Teimour Radjabov e Ding Liren, jogam a abertura.

## Variações
As principais variações da Índia do Rei são:

### 3.Cc3 Bg7 4.e4 d6

#### Variante Clássica 5.Cf3 0-0 6.Be2 e5
|   | a | b | c | d | e | f | g | h |   |
| 8 | a8 preto torre · b8 preto cavalo · c8 preto bispo · d8 preto rainha · f8 preto torre · g8 preto rei · a7 preto peão · b7 preto peão · c7 preto peão · f7 preto peão · g7 preto bispo · h7 preto peão · d6 preto peão · f6 preto cavalo · g6 preto peão · e5 preto peão · c4 branco peão · d4 branco peão · e4 branco peão · c3 branco cavalo · f3 branco cavalo · a2 branco peão · b2 branco peão · e2 branco bispo · f2 branco peão · g2 branco peão · h2 branco peão · a1 branco torre · c1 branco bispo · d1 branco rainha · e1 branco rei · h1 branco torre | a8 preto torre · b8 preto cavalo · c8 preto bispo · d8 preto rainha · f8 preto torre · g8 preto rei · a7 preto peão · b7 preto peão · c7 preto peão · f7 preto peão · g7 preto bispo · h7 preto peão · d6 preto peão · f6 preto cavalo · g6 preto peão · e5 preto peão · c4 branco peão · d4 branco peão · e4 branco peão · c3 branco cavalo · f3 branco cavalo · a2 branco peão · b2 branco peão · e2 branco bispo · f2 branco peão · g2 branco peão · h2 branco peão · a1 branco torre · c1 branco bispo · d1 branco rainha · e1 branco rei · h1 branco torre | a8 preto torre · b8 preto cavalo · c8 preto bispo · d8 preto rainha · f8 preto torre · g8 preto rei · a7 preto peão · b7 preto peão · c7 preto peão · f7 preto peão · g7 preto bispo · h7 preto peão · d6 preto peão · f6 preto cavalo · g6 preto peão · e5 preto peão · c4 branco peão · d4 branco peão · e4 branco peão · c3 branco cavalo · f3 branco cavalo · a2 branco peão · b2 branco peão · e2 branco bispo · f2 branco peão · g2 branco peão · h2 branco peão · a1 branco torre · c1 branco bispo · d1 branco rainha · e1 branco rei · h1 branco torre | a8 preto torre · b8 preto cavalo · c8 preto bispo · d8 preto rainha · f8 preto torre · g8 preto rei · a7 preto peão · b7 preto peão · c7 preto peão · f7 preto peão · g7 preto bispo · h7 preto peão · d6 preto peão · f6 preto cavalo · g6 preto peão · e5 preto peão · c4 branco peão · d4 branco peão · e4 branco peão · c3 branco cavalo · f3 branco cavalo · a2 branco peão · b2 branco peão · e2 branco bispo · f2 branco peão · g2 branco peão · h2 branco peão · a1 branco torre · c1 branco bispo · d1 branco rainha · e1 branco rei · h1 branco torre | a8 preto torre · b8 preto cavalo · c8 preto bispo · d8 preto rainha · f8 preto torre · g8 preto rei · a7 preto peão · b7 preto peão · c7 preto peão · f7 preto peão · g7 preto bispo · h7 preto peão · d6 preto peão · f6 preto cavalo · g6 preto peão · e5 preto peão · c4 branco peão · d4 branco peão · e4 branco peão · c3 branco cavalo · f3 branco cavalo · a2 branco peão · b2 branco peão · e2 branco bispo · f2 branco peão · g2 branco peão · h2 branco peão · a1 branco torre · c1 branco bispo · d1 branco rainha · e1 branco rei · h1 branco torre | a8 preto torre · b8 preto cavalo · c8 preto bispo · d8 preto rainha · f8 preto torre · g8 preto rei · a7 preto peão · b7 preto peão · c7 preto peão · f7 preto peão · g7 preto bispo · h7 preto peão · d6 preto peão · f6 preto cavalo · g6 preto peão · e5 preto peão · c4 branco peão · d4 branco peão · e4 branco peão · c3 branco cavalo · f3 branco cavalo · a2 branco peão · b2 branco peão · e2 branco bispo · f2 branco peão · g2 branco peão · h2 branco peão · a1 branco torre · c1 branco bispo · d1 branco rainha · e1 branco rei · h1 branco torre | a8 preto torre · b8 preto cavalo · c8 preto bispo · d8 preto rainha · f8 preto torre · g8 preto rei · a7 preto peão · b7 preto peão · c7 preto peão · f7 preto peão · g7 preto bispo · h7 preto peão · d6 preto peão · f6 preto cavalo · g6 preto peão · e5 preto peão · c4 branco peão · d4 branco peão · e4 branco peão · c3 branco cavalo · f3 branco cavalo · a2 branco peão · b2 branco peão · e2 branco bispo · f2 branco peão · g2 branco peão · h2 branco peão · a1 branco torre · c1 branco bispo · d1 branco rainha · e1 branco rei · h1 branco torre | a8 preto torre · b8 preto cavalo · c8 preto bispo · d8 preto rainha · f8 preto torre · g8 preto rei · a7 preto peão · b7 preto peão · c7 preto peão · f7 preto peão · g7 preto bispo · h7 preto peão · d6 preto peão · f6 preto cavalo · g6 preto peão · e5 preto peão · c4 branco peão · d4 branco peão · e4 branco peão · c3 branco cavalo · f3 branco cavalo · a2 branco peão · b2 branco peão · e2 branco bispo · f2 branco peão · g2 branco peão · h2 branco peão · a1 branco torre · c1 branco bispo · d1 branco rainha · e1 branco rei · h1 branco torre | 8 |
| 7 | a8 preto torre · b8 preto cavalo · c8 preto bispo · d8 preto rainha · f8 preto torre · g8 preto rei · a7 preto peão · b7 preto peão · c7 preto peão · f7 preto peão · g7 preto bispo · h7 preto peão · d6 preto peão · f6 preto cavalo · g6 preto peão · e5 preto peão · c4 branco peão · d4 branco peão · e4 branco peão · c3 branco cavalo · f3 branco cavalo · a2 branco peão · b2 branco peão · e2 branco bispo · f2 branco peão · g2 branco peão · h2 branco peão · a1 branco torre · c1 branco bispo · d1 branco rainha · e1 branco rei · h1 branco torre | a8 preto torre · b8 preto cavalo · c8 preto bispo · d8 preto rainha · f8 preto torre · g8 preto rei · a7 preto peão · b7 preto peão · c7 preto peão · f7 preto peão · g7 preto bispo · h7 preto peão · d6 preto peão · f6 preto cavalo · g6 preto peão · e5 preto peão · c4 branco peão · d4 branco peão · e4 branco peão · c3 branco cavalo · f3 branco cavalo · a2 branco peão · b2 branco peão · e2 branco bispo · f2 branco peão · g2 branco peão · h2 branco peão · a1 branco torre · c1 branco bispo · d1 branco rainha · e1 branco rei · h1 branco torre | a8 preto torre · b8 preto cavalo · c8 preto bispo · d8 preto rainha · f8 preto torre · g8 preto rei · a7 preto peão · b7 preto peão · c7 preto peão · f7 preto peão · g7 preto bispo · h7 preto peão · d6 preto peão · f6 preto cavalo · g6 preto peão · e5 preto peão · c4 branco peão · d4 branco peão · e4 branco peão · c3 branco cavalo · f3 branco cavalo · a2 branco peão · b2 branco peão · e2 branco bispo · f2 branco peão · g2 branco peão · h2 branco peão · a1 branco torre · c1 branco bispo · d1 branco rainha · e1 branco rei · h1 branco torre | a8 preto torre · b8 preto cavalo · c8 preto bispo · d8 preto rainha · f8 preto torre · g8 preto rei · a7 preto peão · b7 preto peão · c7 preto peão · f7 preto peão · g7 preto bispo · h7 preto peão · d6 preto peão · f6 preto cavalo · g6 preto peão · e5 preto peão · c4 branco peão · d4 branco peão · e4 branco peão · c3 branco cavalo · f3 branco cavalo · a2 branco peão · b2 branco peão · e2 branco bispo · f2 branco peão · g2 branco peão · h2 branco peão · a1 branco torre · c1 branco bispo · d1 branco rainha · e1 branco rei · h1 branco torre | a8 preto torre · b8 preto cavalo · c8 preto bispo · d8 preto rainha · f8 preto torre · g8 preto rei · a7 preto peão · b7 preto peão · c7 preto peão · f7 preto peão · g7 preto bispo · h7 preto peão · d6 preto peão · f6 preto cavalo · g6 preto peão · e5 preto peão · c4 branco peão · d4 branco peão · e4 branco peão · c3 branco cavalo · f3 branco cavalo · a2 branco peão · b2 branco peão · e2 branco bispo · f2 branco peão · g2 branco peão · h2 branco peão · a1 branco torre · c1 branco bispo · d1 branco rainha · e1 branco rei · h1 branco torre | a8 preto torre · b8 preto cavalo · c8 preto bispo · d8 preto rainha · f8 preto torre · g8 preto rei · a7 preto peão · b7 preto peão · c7 preto peão · f7 preto peão · g7 preto bispo · h7 preto peão · d6 preto peão · f6 preto cavalo · g6 preto peão · e5 preto peão · c4 branco peão · d4 branco peão · e4 branco peão · c3 branco cavalo · f3 branco cavalo · a2 branco peão · b2 branco peão · e2 branco bispo · f2 branco peão · g2 branco peão · h2 branco peão · a1 branco torre · c1 branco bispo · d1 branco rainha · e1 branco rei · h1 branco torre | a8 preto torre · b8 preto cavalo · c8 preto bispo · d8 preto rainha · f8 preto torre · g8 preto rei · a7 preto peão · b7 preto peão · c7 preto peão · f7 preto peão · g7 preto bispo · h7 preto peão · d6 preto peão · f6 preto cavalo · g6 preto peão · e5 preto peão · c4 branco peão · d4 branco peão · e4 branco peão · c3 branco cavalo · f3 branco cavalo · a2 branco peão · b2 branco peão · e2 branco bispo · f2 branco peão · g2 branco peão · h2 branco peão · a1 branco torre · c1 branco bispo · d1 branco rainha · e1 branco rei · h1 branco torre | a8 preto torre · b8 preto cavalo · c8 preto bispo · d8 preto rainha · f8 preto torre · g8 preto rei · a7 preto peão · b7 preto peão · c7 preto peão · f7 preto peão · g7 preto bispo · h7 preto peão · d6 preto peão · f6 preto cavalo · g6 preto peão · e5 preto peão · c4 branco peão · d4 branco peão · e4 branco peão · c3 branco cavalo · f3 branco cavalo · a2 branco peão · b2 branco peão · e2 branco bispo · f2 branco peão · g2 branco peão · h2 branco peão · a1 branco torre · c1 branco bispo · d1 branco rainha · e1 branco rei · h1 branco torre | 7 |
| 6 | a8 preto torre · b8 preto cavalo · c8 preto bispo · d8 preto rainha · f8 preto torre · g8 preto rei · a7 preto peão · b7 preto peão · c7 preto peão · f7 preto peão · g7 preto bispo · h7 preto peão · d6 preto peão · f6 preto cavalo · g6 preto peão · e5 preto peão · c4 branco peão · d4 branco peão · e4 branco peão · c3 branco cavalo · f3 branco cavalo · a2 branco peão · b2 branco peão · e2 branco bispo · f2 branco peão · g2 branco peão · h2 branco peão · a1 branco torre · c1 branco bispo · d1 branco rainha · e1 branco rei · h1 branco torre | a8 preto torre · b8 preto cavalo · c8 preto bispo · d8 preto rainha · f8 preto torre · g8 preto rei · a7 preto peão · b7 preto peão · c7 preto peão · f7 preto peão · g7 preto bispo · h7 preto peão · d6 preto peão · f6 preto cavalo · g6 preto peão · e5 preto peão · c4 branco peão · d4 branco peão · e4 branco peão · c3 branco cavalo · f3 branco cavalo · a2 branco peão · b2 branco peão · e2 branco bispo · f2 branco peão · g2 branco peão · h2 branco peão · a1 branco torre · c1 branco bispo · d1 branco rainha · e1 branco rei · h1 branco torre | a8 preto torre · b8 preto cavalo · c8 preto bispo · d8 preto rainha · f8 preto torre · g8 preto rei · a7 preto peão · b7 preto peão · c7 preto peão · f7 preto peão · g7 preto bispo · h7 preto peão · d6 preto peão · f6 preto cavalo · g6 preto peão · e5 preto peão · c4 branco peão · d4 branco peão · e4 branco peão · c3 branco cavalo · f3 branco cavalo · a2 branco peão · b2 branco peão · e2 branco bispo · f2 branco peão · g2 branco peão · h2 branco peão · a1 branco torre · c1 branco bispo · d1 branco rainha · e1 branco rei · h1 branco torre | a8 preto torre · b8 preto cavalo · c8 preto bispo · d8 preto rainha · f8 preto torre · g8 preto rei · a7 preto peão · b7 preto peão · c7 preto peão · f7 preto peão · g7 preto bispo · h7 preto peão · d6 preto peão · f6 preto cavalo · g6 preto peão · e5 preto peão · c4 branco peão · d4 branco peão · e4 branco peão · c3 branco cavalo · f3 branco cavalo · a2 branco peão · b2 branco peão · e2 branco bispo · f2 branco peão · g2 branco peão · h2 branco peão · a1 branco torre · c1 branco bispo · d1 branco rainha · e1 branco rei · h1 branco torre | a8 preto torre · b8 preto cavalo · c8 preto bispo · d8 preto rainha · f8 preto torre · g8 preto rei · a7 preto peão · b7 preto peão · c7 preto peão · f7 preto peão · g7 preto bispo · h7 preto peão · d6 preto peão · f6 preto cavalo · g6 preto peão · e5 preto peão · c4 branco peão · d4 branco peão · e4 branco peão · c3 branco cavalo · f3 branco cavalo · a2 branco peão · b2 branco peão · e2 branco bispo · f2 branco peão · g2 branco peão · h2 branco peão · a1 branco torre · c1 branco bispo · d1 branco rainha · e1 branco rei · h1 branco torre | a8 preto torre · b8 preto cavalo · c8 preto bispo · d8 preto rainha · f8 preto torre · g8 preto rei · a7 preto peão · b7 preto peão · c7 preto peão · f7 preto peão · g7 preto bispo · h7 preto peão · d6 preto peão · f6 preto cavalo · g6 preto peão · e5 preto peão · c4 branco peão · d4 branco peão · e4 branco peão · c3 branco cavalo · f3 branco cavalo · a2 branco peão · b2 branco peão · e2 branco bispo · f2 branco peão · g2 branco peão · h2 branco peão · a1 branco torre · c1 branco bispo · d1 branco rainha · e1 branco rei · h1 branco torre | a8 preto torre · b8 preto cavalo · c8 preto bispo · d8 preto rainha · f8 preto torre · g8 preto rei · a7 preto peão · b7 preto peão · c7 preto peão · f7 preto peão · g7 preto bispo · h7 preto peão · d6 preto peão · f6 preto cavalo · g6 preto peão · e5 preto peão · c4 branco peão · d4 branco peão · e4 branco peão · c3 branco cavalo · f3 branco cavalo · a2 branco peão · b2 branco peão · e2 branco bispo · f2 branco peão · g2 branco peão · h2 branco peão · a1 branco torre · c1 branco bispo · d1 branco rainha · e1 branco rei · h1 branco torre | a8 preto torre · b8 preto cavalo · c8 preto bispo · d8 preto rainha · f8 preto torre · g8 preto rei · a7 preto peão · b7 preto peão · c7 preto peão · f7 preto peão · g7 preto bispo · h7 preto peão · d6 preto peão · f6 preto cavalo · g6 preto peão · e5 preto peão · c4 branco peão · d4 branco peão · e4 branco peão · c3 branco cavalo · f3 branco cavalo · a2 branco peão · b2 branco peão · e2 branco bispo · f2 branco peão · g2 branco peão · h2 branco peão · a1 branco torre · c1 branco bispo · d1 branco rainha · e1 branco rei · h1 branco torre | 6 |
| 5 | a8 preto torre · b8 preto cavalo · c8 preto bispo · d8 preto rainha · f8 preto torre · g8 preto rei · a7 preto peão · b7 preto peão · c7 preto peão · f7 preto peão · g7 preto bispo · h7 preto peão · d6 preto peão · f6 preto cavalo · g6 preto peão · e5 preto peão · c4 branco peão · d4 branco peão · e4 branco peão · c3 branco cavalo · f3 branco cavalo · a2 branco peão · b2 branco peão · e2 branco bispo · f2 branco peão · g2 branco peão · h2 branco peão · a1 branco torre · c1 branco bispo · d1 branco rainha · e1 branco rei · h1 branco torre | a8 preto torre · b8 preto cavalo · c8 preto bispo · d8 preto rainha · f8 preto torre · g8 preto rei · a7 preto peão · b7 preto peão · c7 preto peão · f7 preto peão · g7 preto bispo · h7 preto peão · d6 preto peão · f6 preto cavalo · g6 preto peão · e5 preto peão · c4 branco peão · d4 branco peão · e4 branco peão · c3 branco cavalo · f3 branco cavalo · a2 branco peão · b2 branco peão · e2 branco bispo · f2 branco peão · g2 branco peão · h2 branco peão · a1 branco torre · c1 branco bispo · d1 branco rainha · e1 branco rei · h1 branco torre | a8 preto torre · b8 preto cavalo · c8 preto bispo · d8 preto rainha · f8 preto torre · g8 preto rei · a7 preto peão · b7 preto peão · c7 preto peão · f7 preto peão · g7 preto bispo · h7 preto peão · d6 preto peão · f6 preto cavalo · g6 preto peão · e5 preto peão · c4 branco peão · d4 branco peão · e4 branco peão · c3 branco cavalo · f3 branco cavalo · a2 branco peão · b2 branco peão · e2 branco bispo · f2 branco peão · g2 branco peão · h2 branco peão · a1 branco torre · c1 branco bispo · d1 branco rainha · e1 branco rei · h1 branco torre | a8 preto torre · b8 preto cavalo · c8 preto bispo · d8 preto rainha · f8 preto torre · g8 preto rei · a7 preto peão · b7 preto peão · c7 preto peão · f7 preto peão · g7 preto bispo · h7 preto peão · d6 preto peão · f6 preto cavalo · g6 preto peão · e5 preto peão · c4 branco peão · d4 branco peão · e4 branco peão · c3 branco cavalo · f3 branco cavalo · a2 branco peão · b2 branco peão · e2 branco bispo · f2 branco peão · g2 branco peão · h2 branco peão · a1 branco torre · c1 branco bispo · d1 branco rainha · e1 branco rei · h1 branco torre | a8 preto torre · b8 preto cavalo · c8 preto bispo · d8 preto rainha · f8 preto torre · g8 preto rei · a7 preto peão · b7 preto peão · c7 preto peão · f7 preto peão · g7 preto bispo · h7 preto peão · d6 preto peão · f6 preto cavalo · g6 preto peão · e5 preto peão · c4 branco peão · d4 branco peão · e4 branco peão · c3 branco cavalo · f3 branco cavalo · a2 branco peão · b2 branco peão · e2 branco bispo · f2 branco peão · g2 branco peão · h2 branco peão · a1 branco torre · c1 branco bispo · d1 branco rainha · e1 branco rei · h1 branco torre | a8 preto torre · b8 preto cavalo · c8 preto bispo · d8 preto rainha · f8 preto torre · g8 preto rei · a7 preto peão · b7 preto peão · c7 preto peão · f7 preto peão · g7 preto bispo · h7 preto peão · d6 preto peão · f6 preto cavalo · g6 preto peão · e5 preto peão · c4 branco peão · d4 branco peão · e4 branco peão · c3 branco cavalo · f3 branco cavalo · a2 branco peão · b2 branco peão · e2 branco bispo · f2 branco peão · g2 branco peão · h2 branco peão · a1 branco torre · c1 branco bispo · d1 branco rainha · e1 branco rei · h1 branco torre | a8 preto torre · b8 preto cavalo · c8 preto bispo · d8 preto rainha · f8 preto torre · g8 preto rei · a7 preto peão · b7 preto peão · c7 preto peão · f7 preto peão · g7 preto bispo · h7 preto peão · d6 preto peão · f6 preto cavalo · g6 preto peão · e5 preto peão · c4 branco peão · d4 branco peão · e4 branco peão · c3 branco cavalo · f3 branco cavalo · a2 branco peão · b2 branco peão · e2 branco bispo · f2 branco peão · g2 branco peão · h2 branco peão · a1 branco torre · c1 branco bispo · d1 branco rainha · e1 branco rei · h1 branco torre | a8 preto torre · b8 preto cavalo · c8 preto bispo · d8 preto rainha · f8 preto torre · g8 preto rei · a7 preto peão · b7 preto peão · c7 preto peão · f7 preto peão · g7 preto bispo · h7 preto peão · d6 preto peão · f6 preto cavalo · g6 preto peão · e5 preto peão · c4 branco peão · d4 branco peão · e4 branco peão · c3 branco cavalo · f3 branco cavalo · a2 branco peão · b2 branco peão · e2 branco bispo · f2 branco peão · g2 branco peão · h2 branco peão · a1 branco torre · c1 branco bispo · d1 branco rainha · e1 branco rei · h1 branco torre | 5 |
| 4 | a8 preto torre · b8 preto cavalo · c8 preto bispo · d8 preto rainha · f8 preto torre · g8 preto rei · a7 preto peão · b7 preto peão · c7 preto peão · f7 preto peão · g7 preto bispo · h7 preto peão · d6 preto peão · f6 preto cavalo · g6 preto peão · e5 preto peão · c4 branco peão · d4 branco peão · e4 branco peão · c3 branco cavalo · f3 branco cavalo · a2 branco peão · b2 branco peão · e2 branco bispo · f2 branco peão · g2 branco peão · h2 branco peão · a1 branco torre · c1 branco bispo · d1 branco rainha · e1 branco rei · h1 branco torre | a8 preto torre · b8 preto cavalo · c8 preto bispo · d8 preto rainha · f8 preto torre · g8 preto rei · a7 preto peão · b7 preto peão · c7 preto peão · f7 preto peão · g7 preto bispo · h7 preto peão · d6 preto peão · f6 preto cavalo · g6 preto peão · e5 preto peão · c4 branco peão · d4 branco peão · e4 branco peão · c3 branco cavalo · f3 branco cavalo · a2 branco peão · b2 branco peão · e2 branco bispo · f2 branco peão · g2 branco peão · h2 branco peão · a1 branco torre · c1 branco bispo · d1 branco rainha · e1 branco rei · h1 branco torre | a8 preto torre · b8 preto cavalo · c8 preto bispo · d8 preto rainha · f8 preto torre · g8 preto rei · a7 preto peão · b7 preto peão · c7 preto peão · f7 preto peão · g7 preto bispo · h7 preto peão · d6 preto peão · f6 preto cavalo · g6 preto peão · e5 preto peão · c4 branco peão · d4 branco peão · e4 branco peão · c3 branco cavalo · f3 branco cavalo · a2 branco peão · b2 branco peão · e2 branco bispo · f2 branco peão · g2 branco peão · h2 branco peão · a1 branco torre · c1 branco bispo · d1 branco rainha · e1 branco rei · h1 branco torre | a8 preto torre · b8 preto cavalo · c8 preto bispo · d8 preto rainha · f8 preto torre · g8 preto rei · a7 preto peão · b7 preto peão · c7 preto peão · f7 preto peão · g7 preto bispo · h7 preto peão · d6 preto peão · f6 preto cavalo · g6 preto peão · e5 preto peão · c4 branco peão · d4 branco peão · e4 branco peão · c3 branco cavalo · f3 branco cavalo · a2 branco peão · b2 branco peão · e2 branco bispo · f2 branco peão · g2 branco peão · h2 branco peão · a1 branco torre · c1 branco bispo · d1 branco rainha · e1 branco rei · h1 branco torre | a8 preto torre · b8 preto cavalo · c8 preto bispo · d8 preto rainha · f8 preto torre · g8 preto rei · a7 preto peão · b7 preto peão · c7 preto peão · f7 preto peão · g7 preto bispo · h7 preto peão · d6 preto peão · f6 preto cavalo · g6 preto peão · e5 preto peão · c4 branco peão · d4 branco peão · e4 branco peão · c3 branco cavalo · f3 branco cavalo · a2 branco peão · b2 branco peão · e2 branco bispo · f2 branco peão · g2 branco peão · h2 branco peão · a1 branco torre · c1 branco bispo · d1 branco rainha · e1 branco rei · h1 branco torre | a8 preto torre · b8 preto cavalo · c8 preto bispo · d8 preto rainha · f8 preto torre · g8 preto rei · a7 preto peão · b7 preto peão · c7 preto peão · f7 preto peão · g7 preto bispo · h7 preto peão · d6 preto peão · f6 preto cavalo · g6 preto peão · e5 preto peão · c4 branco peão · d4 branco peão · e4 branco peão · c3 branco cavalo · f3 branco cavalo · a2 branco peão · b2 branco peão · e2 branco bispo · f2 branco peão · g2 branco peão · h2 branco peão · a1 branco torre · c1 branco bispo · d1 branco rainha · e1 branco rei · h1 branco torre | a8 preto torre · b8 preto cavalo · c8 preto bispo · d8 preto rainha · f8 preto torre · g8 preto rei · a7 preto peão · b7 preto peão · c7 preto peão · f7 preto peão · g7 preto bispo · h7 preto peão · d6 preto peão · f6 preto cavalo · g6 preto peão · e5 preto peão · c4 branco peão · d4 branco peão · e4 branco peão · c3 branco cavalo · f3 branco cavalo · a2 branco peão · b2 branco peão · e2 branco bispo · f2 branco peão · g2 branco peão · h2 branco peão · a1 branco torre · c1 branco bispo · d1 branco rainha · e1 branco rei · h1 branco torre | a8 preto torre · b8 preto cavalo · c8 preto bispo · d8 preto rainha · f8 preto torre · g8 preto rei · a7 preto peão · b7 preto peão · c7 preto peão · f7 preto peão · g7 preto bispo · h7 preto peão · d6 preto peão · f6 preto cavalo · g6 preto peão · e5 preto peão · c4 branco peão · d4 branco peão · e4 branco peão · c3 branco cavalo · f3 branco cavalo · a2 branco peão · b2 branco peão · e2 branco bispo · f2 branco peão · g2 branco peão · h2 branco peão · a1 branco torre · c1 branco bispo · d1 branco rainha · e1 branco rei · h1 branco torre | 4 |
| 3 | a8 preto torre · b8 preto cavalo · c8 preto bispo · d8 preto rainha · f8 preto torre · g8 preto rei · a7 preto peão · b7 preto peão · c7 preto peão · f7 preto peão · g7 preto bispo · h7 preto peão · d6 preto peão · f6 preto cavalo · g6 preto peão · e5 preto peão · c4 branco peão · d4 branco peão · e4 branco peão · c3 branco cavalo · f3 branco cavalo · a2 branco peão · b2 branco peão · e2 branco bispo · f2 branco peão · g2 branco peão · h2 branco peão · a1 branco torre · c1 branco bispo · d1 branco rainha · e1 branco rei · h1 branco torre | a8 preto torre · b8 preto cavalo · c8 preto bispo · d8 preto rainha · f8 preto torre · g8 preto rei · a7 preto peão · b7 preto peão · c7 preto peão · f7 preto peão · g7 preto bispo · h7 preto peão · d6 preto peão · f6 preto cavalo · g6 preto peão · e5 preto peão · c4 branco peão · d4 branco peão · e4 branco peão · c3 branco cavalo · f3 branco cavalo · a2 branco peão · b2 branco peão · e2 branco bispo · f2 branco peão · g2 branco peão · h2 branco peão · a1 branco torre · c1 branco bispo · d1 branco rainha · e1 branco rei · h1 branco torre | a8 preto torre · b8 preto cavalo · c8 preto bispo · d8 preto rainha · f8 preto torre · g8 preto rei · a7 preto peão · b7 preto peão · c7 preto peão · f7 preto peão · g7 preto bispo · h7 preto peão · d6 preto peão · f6 preto cavalo · g6 preto peão · e5 preto peão · c4 branco peão · d4 branco peão · e4 branco peão · c3 branco cavalo · f3 branco cavalo · a2 branco peão · b2 branco peão · e2 branco bispo · f2 branco peão · g2 branco peão · h2 branco peão · a1 branco torre · c1 branco bispo · d1 branco rainha · e1 branco rei · h1 branco torre | a8 preto torre · b8 preto cavalo · c8 preto bispo · d8 preto rainha · f8 preto torre · g8 preto rei · a7 preto peão · b7 preto peão · c7 preto peão · f7 preto peão · g7 preto bispo · h7 preto peão · d6 preto peão · f6 preto cavalo · g6 preto peão · e5 preto peão · c4 branco peão · d4 branco peão · e4 branco peão · c3 branco cavalo · f3 branco cavalo · a2 branco peão · b2 branco peão · e2 branco bispo · f2 branco peão · g2 branco peão · h2 branco peão · a1 branco torre · c1 branco bispo · d1 branco rainha · e1 branco rei · h1 branco torre | a8 preto torre · b8 preto cavalo · c8 preto bispo · d8 preto rainha · f8 preto torre · g8 preto rei · a7 preto peão · b7 preto peão · c7 preto peão · f7 preto peão · g7 preto bispo · h7 preto peão · d6 preto peão · f6 preto cavalo · g6 preto peão · e5 preto peão · c4 branco peão · d4 branco peão · e4 branco peão · c3 branco cavalo · f3 branco cavalo · a2 branco peão · b2 branco peão · e2 branco bispo · f2 branco peão · g2 branco peão · h2 branco peão · a1 branco torre · c1 branco bispo · d1 branco rainha · e1 branco rei · h1 branco torre | a8 preto torre · b8 preto cavalo · c8 preto bispo · d8 preto rainha · f8 preto torre · g8 preto rei · a7 preto peão · b7 preto peão · c7 preto peão · f7 preto peão · g7 preto bispo · h7 preto peão · d6 preto peão · f6 preto cavalo · g6 preto peão · e5 preto peão · c4 branco peão · d4 branco peão · e4 branco peão · c3 branco cavalo · f3 branco cavalo · a2 branco peão · b2 branco peão · e2 branco bispo · f2 branco peão · g2 branco peão · h2 branco peão · a1 branco torre · c1 branco bispo · d1 branco rainha · e1 branco rei · h1 branco torre | a8 preto torre · b8 preto cavalo · c8 preto bispo · d8 preto rainha · f8 preto torre · g8 preto rei · a7 preto peão · b7 preto peão · c7 preto peão · f7 preto peão · g7 preto bispo · h7 preto peão · d6 preto peão · f6 preto cavalo · g6 preto peão · e5 preto peão · c4 branco peão · d4 branco peão · e4 branco peão · c3 branco cavalo · f3 branco cavalo · a2 branco peão · b2 branco peão · e2 branco bispo · f2 branco peão · g2 branco peão · h2 branco peão · a1 branco torre · c1 branco bispo · d1 branco rainha · e1 branco rei · h1 branco torre | a8 preto torre · b8 preto cavalo · c8 preto bispo · d8 preto rainha · f8 preto torre · g8 preto rei · a7 preto peão · b7 preto peão · c7 preto peão · f7 preto peão · g7 preto bispo · h7 preto peão · d6 preto peão · f6 preto cavalo · g6 preto peão · e5 preto peão · c4 branco peão · d4 branco peão · e4 branco peão · c3 branco cavalo · f3 branco cavalo · a2 branco peão · b2 branco peão · e2 branco bispo · f2 branco peão · g2 branco peão · h2 branco peão · a1 branco torre · c1 branco bispo · d1 branco rainha · e1 branco rei · h1 branco torre | 3 |
| 2 | a8 preto torre · b8 preto cavalo · c8 preto bispo · d8 preto rainha · f8 preto torre · g8 preto rei · a7 preto peão · b7 preto peão · c7 preto peão · f7 preto peão · g7 preto bispo · h7 preto peão · d6 preto peão · f6 preto cavalo · g6 preto peão · e5 preto peão · c4 branco peão · d4 branco peão · e4 branco peão · c3 branco cavalo · f3 branco cavalo · a2 branco peão · b2 branco peão · e2 branco bispo · f2 branco peão · g2 branco peão · h2 branco peão · a1 branco torre · c1 branco bispo · d1 branco rainha · e1 branco rei · h1 branco torre | a8 preto torre · b8 preto cavalo · c8 preto bispo · d8 preto rainha · f8 preto torre · g8 preto rei · a7 preto peão · b7 preto peão · c7 preto peão · f7 preto peão · g7 preto bispo · h7 preto peão · d6 preto peão · f6 preto cavalo · g6 preto peão · e5 preto peão · c4 branco peão · d4 branco peão · e4 branco peão · c3 branco cavalo · f3 branco cavalo · a2 branco peão · b2 branco peão · e2 branco bispo · f2 branco peão · g2 branco peão · h2 branco peão · a1 branco torre · c1 branco bispo · d1 branco rainha · e1 branco rei · h1 branco torre | a8 preto torre · b8 preto cavalo · c8 preto bispo · d8 preto rainha · f8 preto torre · g8 preto rei · a7 preto peão · b7 preto peão · c7 preto peão · f7 preto peão · g7 preto bispo · h7 preto peão · d6 preto peão · f6 preto cavalo · g6 preto peão · e5 preto peão · c4 branco peão · d4 branco peão · e4 branco peão · c3 branco cavalo · f3 branco cavalo · a2 branco peão · b2 branco peão · e2 branco bispo · f2 branco peão · g2 branco peão · h2 branco peão · a1 branco torre · c1 branco bispo · d1 branco rainha · e1 branco rei · h1 branco torre | a8 preto torre · b8 preto cavalo · c8 preto bispo · d8 preto rainha · f8 preto torre · g8 preto rei · a7 preto peão · b7 preto peão · c7 preto peão · f7 preto peão · g7 preto bispo · h7 preto peão · d6 preto peão · f6 preto cavalo · g6 preto peão · e5 preto peão · c4 branco peão · d4 branco peão · e4 branco peão · c3 branco cavalo · f3 branco cavalo · a2 branco peão · b2 branco peão · e2 branco bispo · f2 branco peão · g2 branco peão · h2 branco peão · a1 branco torre · c1 branco bispo · d1 branco rainha · e1 branco rei · h1 branco torre | a8 preto torre · b8 preto cavalo · c8 preto bispo · d8 preto rainha · f8 preto torre · g8 preto rei · a7 preto peão · b7 preto peão · c7 preto peão · f7 preto peão · g7 preto bispo · h7 preto peão · d6 preto peão · f6 preto cavalo · g6 preto peão · e5 preto peão · c4 branco peão · d4 branco peão · e4 branco peão · c3 branco cavalo · f3 branco cavalo · a2 branco peão · b2 branco peão · e2 branco bispo · f2 branco peão · g2 branco peão · h2 branco peão · a1 branco torre · c1 branco bispo · d1 branco rainha · e1 branco rei · h1 branco torre | a8 preto torre · b8 preto cavalo · c8 preto bispo · d8 preto rainha · f8 preto torre · g8 preto rei · a7 preto peão · b7 preto peão · c7 preto peão · f7 preto peão · g7 preto bispo · h7 preto peão · d6 preto peão · f6 preto cavalo · g6 preto peão · e5 preto peão · c4 branco peão · d4 branco peão · e4 branco peão · c3 branco cavalo · f3 branco cavalo · a2 branco peão · b2 branco peão · e2 branco bispo · f2 branco peão · g2 branco peão · h2 branco peão · a1 branco torre · c1 branco bispo · d1 branco rainha · e1 branco rei · h1 branco torre | a8 preto torre · b8 preto cavalo · c8 preto bispo · d8 preto rainha · f8 preto torre · g8 preto rei · a7 preto peão · b7 preto peão · c7 preto peão · f7 preto peão · g7 preto bispo · h7 preto peão · d6 preto peão · f6 preto cavalo · g6 preto peão · e5 preto peão · c4 branco peão · d4 branco peão · e4 branco peão · c3 branco cavalo · f3 branco cavalo · a2 branco peão · b2 branco peão · e2 branco bispo · f2 branco peão · g2 branco peão · h2 branco peão · a1 branco torre · c1 branco bispo · d1 branco rainha · e1 branco rei · h1 branco torre | a8 preto torre · b8 preto cavalo · c8 preto bispo · d8 preto rainha · f8 preto torre · g8 preto rei · a7 preto peão · b7 preto peão · c7 preto peão · f7 preto peão · g7 preto bispo · h7 preto peão · d6 preto peão · f6 preto cavalo · g6 preto peão · e5 preto peão · c4 branco peão · d4 branco peão · e4 branco peão · c3 branco cavalo · f3 branco cavalo · a2 branco peão · b2 branco peão · e2 branco bispo · f2 branco peão · g2 branco peão · h2 branco peão · a1 branco torre · c1 branco bispo · d1 branco rainha · e1 branco rei · h1 branco torre | 2 |
| 1 | a8 preto torre · b8 preto cavalo · c8 preto bispo · d8 preto rainha · f8 preto torre · g8 preto rei · a7 preto peão · b7 preto peão · c7 preto peão · f7 preto peão · g7 preto bispo · h7 preto peão · d6 preto peão · f6 preto cavalo · g6 preto peão · e5 preto peão · c4 branco peão · d4 branco peão · e4 branco peão · c3 branco cavalo · f3 branco cavalo · a2 branco peão · b2 branco peão · e2 branco bispo · f2 branco peão · g2 branco peão · h2 branco peão · a1 branco torre · c1 branco bispo · d1 branco rainha · e1 branco rei · h1 branco torre | a8 preto torre · b8 preto cavalo · c8 preto bispo · d8 preto rainha · f8 preto torre · g8 preto rei · a7 preto peão · b7 preto peão · c7 preto peão · f7 preto peão · g7 preto bispo · h7 preto peão · d6 preto peão · f6 preto cavalo · g6 preto peão · e5 preto peão · c4 branco peão · d4 branco peão · e4 branco peão · c3 branco cavalo · f3 branco cavalo · a2 branco peão · b2 branco peão · e2 branco bispo · f2 branco peão · g2 branco peão · h2 branco peão · a1 branco torre · c1 branco bispo · d1 branco rainha · e1 branco rei · h1 branco torre | a8 preto torre · b8 preto cavalo · c8 preto bispo · d8 preto rainha · f8 preto torre · g8 preto rei · a7 preto peão · b7 preto peão · c7 preto peão · f7 preto peão · g7 preto bispo · h7 preto peão · d6 preto peão · f6 preto cavalo · g6 preto peão · e5 preto peão · c4 branco peão · d4 branco peão · e4 branco peão · c3 branco cavalo · f3 branco cavalo · a2 branco peão · b2 branco peão · e2 branco bispo · f2 branco peão · g2 branco peão · h2 branco peão · a1 branco torre · c1 branco bispo · d1 branco rainha · e1 branco rei · h1 branco torre | a8 preto torre · b8 preto cavalo · c8 preto bispo · d8 preto rainha · f8 preto torre · g8 preto rei · a7 preto peão · b7 preto peão · c7 preto peão · f7 preto peão · g7 preto bispo · h7 preto peão · d6 preto peão · f6 preto cavalo · g6 preto peão · e5 preto peão · c4 branco peão · d4 branco peão · e4 branco peão · c3 branco cavalo · f3 branco cavalo · a2 branco peão · b2 branco peão · e2 branco bispo · f2 branco peão · g2 branco peão · h2 branco peão · a1 branco torre · c1 branco bispo · d1 branco rainha · e1 branco rei · h1 branco torre | a8 preto torre · b8 preto cavalo · c8 preto bispo · d8 preto rainha · f8 preto torre · g8 preto rei · a7 preto peão · b7 preto peão · c7 preto peão · f7 preto peão · g7 preto bispo · h7 preto peão · d6 preto peão · f6 preto cavalo · g6 preto peão · e5 preto peão · c4 branco peão · d4 branco peão · e4 branco peão · c3 branco cavalo · f3 branco cavalo · a2 branco peão · b2 branco peão · e2 branco bispo · f2 branco peão · g2 branco peão · h2 branco peão · a1 branco torre · c1 branco bispo · d1 branco rainha · e1 branco rei · h1 branco torre | a8 preto torre · b8 preto cavalo · c8 preto bispo · d8 preto rainha · f8 preto torre · g8 preto rei · a7 preto peão · b7 preto peão · c7 preto peão · f7 preto peão · g7 preto bispo · h7 preto peão · d6 preto peão · f6 preto cavalo · g6 preto peão · e5 preto peão · c4 branco peão · d4 branco peão · e4 branco peão · c3 branco cavalo · f3 branco cavalo · a2 branco peão · b2 branco peão · e2 branco bispo · f2 branco peão · g2 branco peão · h2 branco peão · a1 branco torre · c1 branco bispo · d1 branco rainha · e1 branco rei · h1 branco torre | a8 preto torre · b8 preto cavalo · c8 preto bispo · d8 preto rainha · f8 preto torre · g8 preto rei · a7 preto peão · b7 preto peão · c7 preto peão · f7 preto peão · g7 preto bispo · h7 preto peão · d6 preto peão · f6 preto cavalo · g6 preto peão · e5 preto peão · c4 branco peão · d4 branco peão · e4 branco peão · c3 branco cavalo · f3 branco cavalo · a2 branco peão · b2 branco peão · e2 branco bispo · f2 branco peão · g2 branco peão · h2 branco peão · a1 branco torre · c1 branco bispo · d1 branco rainha · e1 branco rei · h1 branco torre | a8 preto torre · b8 preto cavalo · c8 preto bispo · d8 preto rainha · f8 preto torre · g8 preto rei · a7 preto peão · b7 preto peão · c7 preto peão · f7 preto peão · g7 preto bispo · h7 preto peão · d6 preto peão · f6 preto cavalo · g6 preto peão · e5 preto peão · c4 branco peão · d4 branco peão · e4 branco peão · c3 branco cavalo · f3 branco cavalo · a2 branco peão · b2 branco peão · e2 branco bispo · f2 branco peão · g2 branco peão · h2 branco peão · a1 branco torre · c1 branco bispo · d1 branco rainha · e1 branco rei · h1 branco torre | 1 |
|   | a | b | c | d | e | f | g | h |   |

Dentro da Variante Clássica temos algumas sub-variantes:
- A Linha Principal ou Variação Mar del Plata continua com 7.0-0 Cc6 8.d5 Ce7. Nessa linha, as Brancas vão tentar atacar no flanco da Dama por meio da quebra c4-c5, com as Pretas atacando no flanco do Rei ao transferir o Cavalo de f6 para d7.
- A Linha Principal Antiga, ainda jogável mas menos comum que 7. ..Cc6
- 7.0-0 exd4 8.Cxd4 embora o espaço extra das Brancas geralmente seja de maior valor do que o contrajogo das Pretas contra o centro das Brancas. Tornadas populares em meados da década de 1990 pelo Grande Mestre Russo Igor Glek, novas ideias foram encontradas para as Brancas, mas algumas das melhores linhas para as Brancas foram posteriormente refutadas. As Brancas ainda têm uma vantagem na maioria das linhas.
- 7. d5 é a Variante Petrosian assim nomeada em homenagem ao campeão mundial de 1963–69 Tigran Petrosian, que frequentemente ensaiava a linha na década de 1960, com Vladimir Kramnik jogando essa variação extensivamente na década de 1990. Os planos para ambos os lados são aproximadamente os mesmos da variação principal. Após 7...a5, as brancas jogam 8.Bg5 para imobilizar o cavalo, dificultando para as pretas atingirem a quebra ...f7–f5. Nos primeiros dias do sistema, as pretas empurravam o bispo para trás com ...h6 e ...g5, embora os jogadores posteriormente tenham mudado para ideias envolvendo ...Ca6, ...De8 e ...Bd7, dificultando a quebra c4–c5 das brancas, apenas então jogando para atividade no lado do rei. Joe Gallagher[2] recomendou o flexível 7...Ca6, que tem ideias semelhantes a 7...a5.
- 7. Be3 é frequentemente conhecido como Sistema Gligoric, em homenagem ao Candidato ao Campeonato Mundial Svetozar Gligorić, que contribuiu muito para a teoria e prática indiana do Rei com ambas as cores. Mais recentemente, outros jogadores fortes como Korchnoi, Anatoly Karpov e Kasparov jogaram esta linha. A ideia principal por trás deste movimento é evitar as linhas teóricas que surgem após 7.0-0 Cc6. Este movimento permite que as Brancas mantenham, por enquanto, a tensão no centro. Se as Pretas jogarem mecanicamente com 7...Cc6, 8.d5 Ce7 9.Cd2! é uma configuração favorável, então as Pretas geralmente respondem cruzando os planos do oponente com 7...Cg4 8.Bg5 f6 9.Bh4 Cc6, mas outros movimentos também são vistos, como:
  - 7...Ca6 8.0-0 transpondo para o moderno.
  - 7...h6!? é um favorito de John Nunn. A linha principal é 8.0-0 Cg4 9.Bc1 Cc6 10.d5 Ce7 11.Ce1 f5 12.Bxg4 fxg4. Nesta subvariação, o jogo do lado do rei das pretas é de um tipo diferente das linhas normais da Índia do Rei, pois não tem as quebras de peão padrão, então elas agora jogarão g6–g5 e Cg6–f4, frequentemente investindo material em um ataque de peça na coluna f contra o rei branco, enquanto as brancas jogam para o avanço usual do lado da rainha com c4–c5.
  - 7...exd4 imediatamente rende o centro, com vistas a jogar um rápido c7–c6 e d6–d5. Por exemplo, 8.Cxd4 Te8 9.f3 c6 10.Dd2 (10.Bf2!?) 10...d5 11.exd5 cxd5 12.0-0 Cc6 13.c5 e 13...Txe3!? (que foi visto pela primeira vez no jogo 11 do Campeonato Mundial de Xadrez de 1990 entre Kasparov e Karpov).
- Na Variação de Troca (7.dxe5 dxe5 8.Qxd8 Txd8), as Brancas trocam rainhas e se contentam em jogar por uma pequena vantagem segura nas posições relativamente calmas que ocorrerão neste meio-jogo sem rainhas. A linha é frequentemente jogada por jogadores Brancos esperando um empate precoce, mas ainda há muito jogo restante na posição. As Brancas tentam explorar d6 com movimentos como b4, c5, Cf3–d2–c4–d6, etc., enquanto as Pretas jogarão para controlar o buraco em d4. Na prática, é mais fácil explorar d4, e as chances são equilibradas. Se as Pretas forem capazes de jogar ...Cd4, elas frequentemente terão pelo menos uma posição igual, mesmo quando isso envolve o sacrifício de um peão para eliminar o bispo de casa escura das Brancas.

#### Variantes Marginais
Uma linha lateral menor, mas ainda significativa, ocorre para as Brancas no lance 6, com 6.Bg5, a Variação Zinnowitz, em vez de 6.Be2 e5. A linha foi jogada várias vezes pelo Grande Mestre Alemão Burkhard Malich nas décadas de 1960 e 1970. Atualmente, está fora de moda no nível Mestre; as Pretas conseguem uma boa partida com 6...h6 ou 6...Cbd7. Esta linha é distinta da Variação Averbakh muito mais popular, descrita abaixo, já que na Zinnowitz, as Brancas jogaram 5.Cf3 em vez de 5.Be2, como na Averbakh, e então seguem com 6.Bg5.
Outra linha lateral mais significativa e bastante popular ocorre para as Pretas no lance 6, com 6...Bg4, no lugar da linha principal 6...e5. Uma ideia para as Pretas aqui é aliviar sua posição um tanto apertada trocando seu bispo de casas claras, que é frequentemente relegado a um papel passivo na Índia do Rei. A resposta mais popular das Brancas é 7.Be3, similar ao Sistema Gligoric; as Brancas parecem reter uma pequena vantagem em cada variação. Os melhores jogadores que usaram essa linha para as Pretas incluem dois ex-Campeões Mundiais: os GMs Mikhail Tal e Boris Spassky.[4]
Após 6...c5 7.O-O cxd4 8.Cxd4 Cc6, o jogo transpõe para a variação Dragão Acelerado da Defesa Siciliana.

#### Variante Sämisch: 5. f3
A Variação Sämisch é 3.Cc3 Bg7 4.e4 d6 5.f3. Ela recebeu esse nome em homenagem a Friedrich Sämisch, que desenvolveu o sistema na década de 1920. Isso geralmente leva a um jogo muito acirrado, com os jogadores fazendo roque em alas opostas e atacando os reis uns dos outros, como no jogo Bagirov–Gufeld dado abaixo, embora também possa dar origem a lutas posicionais pesadas. As pretas têm uma variedade de quebras de peões, como ...e5, ...c5 e ...b5 (preparadas por ...c6 e/ou ...a6). Isso pode ser transposto para o Benoni Moderno após 5...0-0 6.Bg5 c5 7.d5 e6. Os campeões mundiais Mikhail Botvinnik, Mikhail Tal, Tigran Petrosian, Boris Spassky, Anatoly Karpov e Garry Kasparov jogaram essa variação. Esta linha defende o peão e4 para criar um centro seguro e permite que as Brancas comecem um ataque no lado do rei com Be3, Qd2, Bh6, g2–g4 e h2–h4. Ela permite a colocação de um bispo em e3 sem permitir ...Ng4; no entanto, sua desvantagem é que priva o cavalo em g1 de sua casa mais natural, impedindo assim o desenvolvimento do lado do rei. As Pretas podem atacar pelo centro como mencionado anteriormente ou atrasar com 6...Nc6, 7...a6 e 8...Tb8 para que as Pretas possam jogar ...b7–b5 para abrir linhas no lado da rainha.

A Defesa Clássica para o Sämisch é 5...0-0 6.Be3 e5, quando as Brancas têm uma escolha entre fechar o centro com 7.d5 ou manter a tensão com 7.Nge2. Kasparov foi um grande proponente desta defesa.
|   | a | b | c | d | e | f | g | h |   |
| 8 | a8 preto torre · c8 preto bispo · d8 preto torre · g8 preto rei · a7 preto peão · b7 preto peão · e7 preto peão · f7 preto peão · g7 preto bispo · h7 preto peão · c6 preto cavalo · f6 preto cavalo · g6 preto peão · c5 branco bispo · c4 branco peão · e4 branco peão · c3 branco cavalo · f3 branco peão · a2 branco peão · b2 branco peão · g2 branco peão · h2 branco peão · a1 branco torre · e1 branco rei · f1 branco bispo · g1 branco cavalo · h1 branco torre | a8 preto torre · c8 preto bispo · d8 preto torre · g8 preto rei · a7 preto peão · b7 preto peão · e7 preto peão · f7 preto peão · g7 preto bispo · h7 preto peão · c6 preto cavalo · f6 preto cavalo · g6 preto peão · c5 branco bispo · c4 branco peão · e4 branco peão · c3 branco cavalo · f3 branco peão · a2 branco peão · b2 branco peão · g2 branco peão · h2 branco peão · a1 branco torre · e1 branco rei · f1 branco bispo · g1 branco cavalo · h1 branco torre | a8 preto torre · c8 preto bispo · d8 preto torre · g8 preto rei · a7 preto peão · b7 preto peão · e7 preto peão · f7 preto peão · g7 preto bispo · h7 preto peão · c6 preto cavalo · f6 preto cavalo · g6 preto peão · c5 branco bispo · c4 branco peão · e4 branco peão · c3 branco cavalo · f3 branco peão · a2 branco peão · b2 branco peão · g2 branco peão · h2 branco peão · a1 branco torre · e1 branco rei · f1 branco bispo · g1 branco cavalo · h1 branco torre | a8 preto torre · c8 preto bispo · d8 preto torre · g8 preto rei · a7 preto peão · b7 preto peão · e7 preto peão · f7 preto peão · g7 preto bispo · h7 preto peão · c6 preto cavalo · f6 preto cavalo · g6 preto peão · c5 branco bispo · c4 branco peão · e4 branco peão · c3 branco cavalo · f3 branco peão · a2 branco peão · b2 branco peão · g2 branco peão · h2 branco peão · a1 branco torre · e1 branco rei · f1 branco bispo · g1 branco cavalo · h1 branco torre | a8 preto torre · c8 preto bispo · d8 preto torre · g8 preto rei · a7 preto peão · b7 preto peão · e7 preto peão · f7 preto peão · g7 preto bispo · h7 preto peão · c6 preto cavalo · f6 preto cavalo · g6 preto peão · c5 branco bispo · c4 branco peão · e4 branco peão · c3 branco cavalo · f3 branco peão · a2 branco peão · b2 branco peão · g2 branco peão · h2 branco peão · a1 branco torre · e1 branco rei · f1 branco bispo · g1 branco cavalo · h1 branco torre | a8 preto torre · c8 preto bispo · d8 preto torre · g8 preto rei · a7 preto peão · b7 preto peão · e7 preto peão · f7 preto peão · g7 preto bispo · h7 preto peão · c6 preto cavalo · f6 preto cavalo · g6 preto peão · c5 branco bispo · c4 branco peão · e4 branco peão · c3 branco cavalo · f3 branco peão · a2 branco peão · b2 branco peão · g2 branco peão · h2 branco peão · a1 branco torre · e1 branco rei · f1 branco bispo · g1 branco cavalo · h1 branco torre | a8 preto torre · c8 preto bispo · d8 preto torre · g8 preto rei · a7 preto peão · b7 preto peão · e7 preto peão · f7 preto peão · g7 preto bispo · h7 preto peão · c6 preto cavalo · f6 preto cavalo · g6 preto peão · c5 branco bispo · c4 branco peão · e4 branco peão · c3 branco cavalo · f3 branco peão · a2 branco peão · b2 branco peão · g2 branco peão · h2 branco peão · a1 branco torre · e1 branco rei · f1 branco bispo · g1 branco cavalo · h1 branco torre | a8 preto torre · c8 preto bispo · d8 preto torre · g8 preto rei · a7 preto peão · b7 preto peão · e7 preto peão · f7 preto peão · g7 preto bispo · h7 preto peão · c6 preto cavalo · f6 preto cavalo · g6 preto peão · c5 branco bispo · c4 branco peão · e4 branco peão · c3 branco cavalo · f3 branco peão · a2 branco peão · b2 branco peão · g2 branco peão · h2 branco peão · a1 branco torre · e1 branco rei · f1 branco bispo · g1 branco cavalo · h1 branco torre | 8 |
| 7 | a8 preto torre · c8 preto bispo · d8 preto torre · g8 preto rei · a7 preto peão · b7 preto peão · e7 preto peão · f7 preto peão · g7 preto bispo · h7 preto peão · c6 preto cavalo · f6 preto cavalo · g6 preto peão · c5 branco bispo · c4 branco peão · e4 branco peão · c3 branco cavalo · f3 branco peão · a2 branco peão · b2 branco peão · g2 branco peão · h2 branco peão · a1 branco torre · e1 branco rei · f1 branco bispo · g1 branco cavalo · h1 branco torre | a8 preto torre · c8 preto bispo · d8 preto torre · g8 preto rei · a7 preto peão · b7 preto peão · e7 preto peão · f7 preto peão · g7 preto bispo · h7 preto peão · c6 preto cavalo · f6 preto cavalo · g6 preto peão · c5 branco bispo · c4 branco peão · e4 branco peão · c3 branco cavalo · f3 branco peão · a2 branco peão · b2 branco peão · g2 branco peão · h2 branco peão · a1 branco torre · e1 branco rei · f1 branco bispo · g1 branco cavalo · h1 branco torre | a8 preto torre · c8 preto bispo · d8 preto torre · g8 preto rei · a7 preto peão · b7 preto peão · e7 preto peão · f7 preto peão · g7 preto bispo · h7 preto peão · c6 preto cavalo · f6 preto cavalo · g6 preto peão · c5 branco bispo · c4 branco peão · e4 branco peão · c3 branco cavalo · f3 branco peão · a2 branco peão · b2 branco peão · g2 branco peão · h2 branco peão · a1 branco torre · e1 branco rei · f1 branco bispo · g1 branco cavalo · h1 branco torre | a8 preto torre · c8 preto bispo · d8 preto torre · g8 preto rei · a7 preto peão · b7 preto peão · e7 preto peão · f7 preto peão · g7 preto bispo · h7 preto peão · c6 preto cavalo · f6 preto cavalo · g6 preto peão · c5 branco bispo · c4 branco peão · e4 branco peão · c3 branco cavalo · f3 branco peão · a2 branco peão · b2 branco peão · g2 branco peão · h2 branco peão · a1 branco torre · e1 branco rei · f1 branco bispo · g1 branco cavalo · h1 branco torre | a8 preto torre · c8 preto bispo · d8 preto torre · g8 preto rei · a7 preto peão · b7 preto peão · e7 preto peão · f7 preto peão · g7 preto bispo · h7 preto peão · c6 preto cavalo · f6 preto cavalo · g6 preto peão · c5 branco bispo · c4 branco peão · e4 branco peão · c3 branco cavalo · f3 branco peão · a2 branco peão · b2 branco peão · g2 branco peão · h2 branco peão · a1 branco torre · e1 branco rei · f1 branco bispo · g1 branco cavalo · h1 branco torre | a8 preto torre · c8 preto bispo · d8 preto torre · g8 preto rei · a7 preto peão · b7 preto peão · e7 preto peão · f7 preto peão · g7 preto bispo · h7 preto peão · c6 preto cavalo · f6 preto cavalo · g6 preto peão · c5 branco bispo · c4 branco peão · e4 branco peão · c3 branco cavalo · f3 branco peão · a2 branco peão · b2 branco peão · g2 branco peão · h2 branco peão · a1 branco torre · e1 branco rei · f1 branco bispo · g1 branco cavalo · h1 branco torre | a8 preto torre · c8 preto bispo · d8 preto torre · g8 preto rei · a7 preto peão · b7 preto peão · e7 preto peão · f7 preto peão · g7 preto bispo · h7 preto peão · c6 preto cavalo · f6 preto cavalo · g6 preto peão · c5 branco bispo · c4 branco peão · e4 branco peão · c3 branco cavalo · f3 branco peão · a2 branco peão · b2 branco peão · g2 branco peão · h2 branco peão · a1 branco torre · e1 branco rei · f1 branco bispo · g1 branco cavalo · h1 branco torre | a8 preto torre · c8 preto bispo · d8 preto torre · g8 preto rei · a7 preto peão · b7 preto peão · e7 preto peão · f7 preto peão · g7 preto bispo · h7 preto peão · c6 preto cavalo · f6 preto cavalo · g6 preto peão · c5 branco bispo · c4 branco peão · e4 branco peão · c3 branco cavalo · f3 branco peão · a2 branco peão · b2 branco peão · g2 branco peão · h2 branco peão · a1 branco torre · e1 branco rei · f1 branco bispo · g1 branco cavalo · h1 branco torre | 7 |
| 6 | a8 preto torre · c8 preto bispo · d8 preto torre · g8 preto rei · a7 preto peão · b7 preto peão · e7 preto peão · f7 preto peão · g7 preto bispo · h7 preto peão · c6 preto cavalo · f6 preto cavalo · g6 preto peão · c5 branco bispo · c4 branco peão · e4 branco peão · c3 branco cavalo · f3 branco peão · a2 branco peão · b2 branco peão · g2 branco peão · h2 branco peão · a1 branco torre · e1 branco rei · f1 branco bispo · g1 branco cavalo · h1 branco torre | a8 preto torre · c8 preto bispo · d8 preto torre · g8 preto rei · a7 preto peão · b7 preto peão · e7 preto peão · f7 preto peão · g7 preto bispo · h7 preto peão · c6 preto cavalo · f6 preto cavalo · g6 preto peão · c5 branco bispo · c4 branco peão · e4 branco peão · c3 branco cavalo · f3 branco peão · a2 branco peão · b2 branco peão · g2 branco peão · h2 branco peão · a1 branco torre · e1 branco rei · f1 branco bispo · g1 branco cavalo · h1 branco torre | a8 preto torre · c8 preto bispo · d8 preto torre · g8 preto rei · a7 preto peão · b7 preto peão · e7 preto peão · f7 preto peão · g7 preto bispo · h7 preto peão · c6 preto cavalo · f6 preto cavalo · g6 preto peão · c5 branco bispo · c4 branco peão · e4 branco peão · c3 branco cavalo · f3 branco peão · a2 branco peão · b2 branco peão · g2 branco peão · h2 branco peão · a1 branco torre · e1 branco rei · f1 branco bispo · g1 branco cavalo · h1 branco torre | a8 preto torre · c8 preto bispo · d8 preto torre · g8 preto rei · a7 preto peão · b7 preto peão · e7 preto peão · f7 preto peão · g7 preto bispo · h7 preto peão · c6 preto cavalo · f6 preto cavalo · g6 preto peão · c5 branco bispo · c4 branco peão · e4 branco peão · c3 branco cavalo · f3 branco peão · a2 branco peão · b2 branco peão · g2 branco peão · h2 branco peão · a1 branco torre · e1 branco rei · f1 branco bispo · g1 branco cavalo · h1 branco torre | a8 preto torre · c8 preto bispo · d8 preto torre · g8 preto rei · a7 preto peão · b7 preto peão · e7 preto peão · f7 preto peão · g7 preto bispo · h7 preto peão · c6 preto cavalo · f6 preto cavalo · g6 preto peão · c5 branco bispo · c4 branco peão · e4 branco peão · c3 branco cavalo · f3 branco peão · a2 branco peão · b2 branco peão · g2 branco peão · h2 branco peão · a1 branco torre · e1 branco rei · f1 branco bispo · g1 branco cavalo · h1 branco torre | a8 preto torre · c8 preto bispo · d8 preto torre · g8 preto rei · a7 preto peão · b7 preto peão · e7 preto peão · f7 preto peão · g7 preto bispo · h7 preto peão · c6 preto cavalo · f6 preto cavalo · g6 preto peão · c5 branco bispo · c4 branco peão · e4 branco peão · c3 branco cavalo · f3 branco peão · a2 branco peão · b2 branco peão · g2 branco peão · h2 branco peão · a1 branco torre · e1 branco rei · f1 branco bispo · g1 branco cavalo · h1 branco torre | a8 preto torre · c8 preto bispo · d8 preto torre · g8 preto rei · a7 preto peão · b7 preto peão · e7 preto peão · f7 preto peão · g7 preto bispo · h7 preto peão · c6 preto cavalo · f6 preto cavalo · g6 preto peão · c5 branco bispo · c4 branco peão · e4 branco peão · c3 branco cavalo · f3 branco peão · a2 branco peão · b2 branco peão · g2 branco peão · h2 branco peão · a1 branco torre · e1 branco rei · f1 branco bispo · g1 branco cavalo · h1 branco torre | a8 preto torre · c8 preto bispo · d8 preto torre · g8 preto rei · a7 preto peão · b7 preto peão · e7 preto peão · f7 preto peão · g7 preto bispo · h7 preto peão · c6 preto cavalo · f6 preto cavalo · g6 preto peão · c5 branco bispo · c4 branco peão · e4 branco peão · c3 branco cavalo · f3 branco peão · a2 branco peão · b2 branco peão · g2 branco peão · h2 branco peão · a1 branco torre · e1 branco rei · f1 branco bispo · g1 branco cavalo · h1 branco torre | 6 |
| 5 | a8 preto torre · c8 preto bispo · d8 preto torre · g8 preto rei · a7 preto peão · b7 preto peão · e7 preto peão · f7 preto peão · g7 preto bispo · h7 preto peão · c6 preto cavalo · f6 preto cavalo · g6 preto peão · c5 branco bispo · c4 branco peão · e4 branco peão · c3 branco cavalo · f3 branco peão · a2 branco peão · b2 branco peão · g2 branco peão · h2 branco peão · a1 branco torre · e1 branco rei · f1 branco bispo · g1 branco cavalo · h1 branco torre | a8 preto torre · c8 preto bispo · d8 preto torre · g8 preto rei · a7 preto peão · b7 preto peão · e7 preto peão · f7 preto peão · g7 preto bispo · h7 preto peão · c6 preto cavalo · f6 preto cavalo · g6 preto peão · c5 branco bispo · c4 branco peão · e4 branco peão · c3 branco cavalo · f3 branco peão · a2 branco peão · b2 branco peão · g2 branco peão · h2 branco peão · a1 branco torre · e1 branco rei · f1 branco bispo · g1 branco cavalo · h1 branco torre | a8 preto torre · c8 preto bispo · d8 preto torre · g8 preto rei · a7 preto peão · b7 preto peão · e7 preto peão · f7 preto peão · g7 preto bispo · h7 preto peão · c6 preto cavalo · f6 preto cavalo · g6 preto peão · c5 branco bispo · c4 branco peão · e4 branco peão · c3 branco cavalo · f3 branco peão · a2 branco peão · b2 branco peão · g2 branco peão · h2 branco peão · a1 branco torre · e1 branco rei · f1 branco bispo · g1 branco cavalo · h1 branco torre | a8 preto torre · c8 preto bispo · d8 preto torre · g8 preto rei · a7 preto peão · b7 preto peão · e7 preto peão · f7 preto peão · g7 preto bispo · h7 preto peão · c6 preto cavalo · f6 preto cavalo · g6 preto peão · c5 branco bispo · c4 branco peão · e4 branco peão · c3 branco cavalo · f3 branco peão · a2 branco peão · b2 branco peão · g2 branco peão · h2 branco peão · a1 branco torre · e1 branco rei · f1 branco bispo · g1 branco cavalo · h1 branco torre | a8 preto torre · c8 preto bispo · d8 preto torre · g8 preto rei · a7 preto peão · b7 preto peão · e7 preto peão · f7 preto peão · g7 preto bispo · h7 preto peão · c6 preto cavalo · f6 preto cavalo · g6 preto peão · c5 branco bispo · c4 branco peão · e4 branco peão · c3 branco cavalo · f3 branco peão · a2 branco peão · b2 branco peão · g2 branco peão · h2 branco peão · a1 branco torre · e1 branco rei · f1 branco bispo · g1 branco cavalo · h1 branco torre | a8 preto torre · c8 preto bispo · d8 preto torre · g8 preto rei · a7 preto peão · b7 preto peão · e7 preto peão · f7 preto peão · g7 preto bispo · h7 preto peão · c6 preto cavalo · f6 preto cavalo · g6 preto peão · c5 branco bispo · c4 branco peão · e4 branco peão · c3 branco cavalo · f3 branco peão · a2 branco peão · b2 branco peão · g2 branco peão · h2 branco peão · a1 branco torre · e1 branco rei · f1 branco bispo · g1 branco cavalo · h1 branco torre | a8 preto torre · c8 preto bispo · d8 preto torre · g8 preto rei · a7 preto peão · b7 preto peão · e7 preto peão · f7 preto peão · g7 preto bispo · h7 preto peão · c6 preto cavalo · f6 preto cavalo · g6 preto peão · c5 branco bispo · c4 branco peão · e4 branco peão · c3 branco cavalo · f3 branco peão · a2 branco peão · b2 branco peão · g2 branco peão · h2 branco peão · a1 branco torre · e1 branco rei · f1 branco bispo · g1 branco cavalo · h1 branco torre | a8 preto torre · c8 preto bispo · d8 preto torre · g8 preto rei · a7 preto peão · b7 preto peão · e7 preto peão · f7 preto peão · g7 preto bispo · h7 preto peão · c6 preto cavalo · f6 preto cavalo · g6 preto peão · c5 branco bispo · c4 branco peão · e4 branco peão · c3 branco cavalo · f3 branco peão · a2 branco peão · b2 branco peão · g2 branco peão · h2 branco peão · a1 branco torre · e1 branco rei · f1 branco bispo · g1 branco cavalo · h1 branco torre | 5 |
| 4 | a8 preto torre · c8 preto bispo · d8 preto torre · g8 preto rei · a7 preto peão · b7 preto peão · e7 preto peão · f7 preto peão · g7 preto bispo · h7 preto peão · c6 preto cavalo · f6 preto cavalo · g6 preto peão · c5 branco bispo · c4 branco peão · e4 branco peão · c3 branco cavalo · f3 branco peão · a2 branco peão · b2 branco peão · g2 branco peão · h2 branco peão · a1 branco torre · e1 branco rei · f1 branco bispo · g1 branco cavalo · h1 branco torre | a8 preto torre · c8 preto bispo · d8 preto torre · g8 preto rei · a7 preto peão · b7 preto peão · e7 preto peão · f7 preto peão · g7 preto bispo · h7 preto peão · c6 preto cavalo · f6 preto cavalo · g6 preto peão · c5 branco bispo · c4 branco peão · e4 branco peão · c3 branco cavalo · f3 branco peão · a2 branco peão · b2 branco peão · g2 branco peão · h2 branco peão · a1 branco torre · e1 branco rei · f1 branco bispo · g1 branco cavalo · h1 branco torre | a8 preto torre · c8 preto bispo · d8 preto torre · g8 preto rei · a7 preto peão · b7 preto peão · e7 preto peão · f7 preto peão · g7 preto bispo · h7 preto peão · c6 preto cavalo · f6 preto cavalo · g6 preto peão · c5 branco bispo · c4 branco peão · e4 branco peão · c3 branco cavalo · f3 branco peão · a2 branco peão · b2 branco peão · g2 branco peão · h2 branco peão · a1 branco torre · e1 branco rei · f1 branco bispo · g1 branco cavalo · h1 branco torre | a8 preto torre · c8 preto bispo · d8 preto torre · g8 preto rei · a7 preto peão · b7 preto peão · e7 preto peão · f7 preto peão · g7 preto bispo · h7 preto peão · c6 preto cavalo · f6 preto cavalo · g6 preto peão · c5 branco bispo · c4 branco peão · e4 branco peão · c3 branco cavalo · f3 branco peão · a2 branco peão · b2 branco peão · g2 branco peão · h2 branco peão · a1 branco torre · e1 branco rei · f1 branco bispo · g1 branco cavalo · h1 branco torre | a8 preto torre · c8 preto bispo · d8 preto torre · g8 preto rei · a7 preto peão · b7 preto peão · e7 preto peão · f7 preto peão · g7 preto bispo · h7 preto peão · c6 preto cavalo · f6 preto cavalo · g6 preto peão · c5 branco bispo · c4 branco peão · e4 branco peão · c3 branco cavalo · f3 branco peão · a2 branco peão · b2 branco peão · g2 branco peão · h2 branco peão · a1 branco torre · e1 branco rei · f1 branco bispo · g1 branco cavalo · h1 branco torre | a8 preto torre · c8 preto bispo · d8 preto torre · g8 preto rei · a7 preto peão · b7 preto peão · e7 preto peão · f7 preto peão · g7 preto bispo · h7 preto peão · c6 preto cavalo · f6 preto cavalo · g6 preto peão · c5 branco bispo · c4 branco peão · e4 branco peão · c3 branco cavalo · f3 branco peão · a2 branco peão · b2 branco peão · g2 branco peão · h2 branco peão · a1 branco torre · e1 branco rei · f1 branco bispo · g1 branco cavalo · h1 branco torre | a8 preto torre · c8 preto bispo · d8 preto torre · g8 preto rei · a7 preto peão · b7 preto peão · e7 preto peão · f7 preto peão · g7 preto bispo · h7 preto peão · c6 preto cavalo · f6 preto cavalo · g6 preto peão · c5 branco bispo · c4 branco peão · e4 branco peão · c3 branco cavalo · f3 branco peão · a2 branco peão · b2 branco peão · g2 branco peão · h2 branco peão · a1 branco torre · e1 branco rei · f1 branco bispo · g1 branco cavalo · h1 branco torre | a8 preto torre · c8 preto bispo · d8 preto torre · g8 preto rei · a7 preto peão · b7 preto peão · e7 preto peão · f7 preto peão · g7 preto bispo · h7 preto peão · c6 preto cavalo · f6 preto cavalo · g6 preto peão · c5 branco bispo · c4 branco peão · e4 branco peão · c3 branco cavalo · f3 branco peão · a2 branco peão · b2 branco peão · g2 branco peão · h2 branco peão · a1 branco torre · e1 branco rei · f1 branco bispo · g1 branco cavalo · h1 branco torre | 4 |
| 3 | a8 preto torre · c8 preto bispo · d8 preto torre · g8 preto rei · a7 preto peão · b7 preto peão · e7 preto peão · f7 preto peão · g7 preto bispo · h7 preto peão · c6 preto cavalo · f6 preto cavalo · g6 preto peão · c5 branco bispo · c4 branco peão · e4 branco peão · c3 branco cavalo · f3 branco peão · a2 branco peão · b2 branco peão · g2 branco peão · h2 branco peão · a1 branco torre · e1 branco rei · f1 branco bispo · g1 branco cavalo · h1 branco torre | a8 preto torre · c8 preto bispo · d8 preto torre · g8 preto rei · a7 preto peão · b7 preto peão · e7 preto peão · f7 preto peão · g7 preto bispo · h7 preto peão · c6 preto cavalo · f6 preto cavalo · g6 preto peão · c5 branco bispo · c4 branco peão · e4 branco peão · c3 branco cavalo · f3 branco peão · a2 branco peão · b2 branco peão · g2 branco peão · h2 branco peão · a1 branco torre · e1 branco rei · f1 branco bispo · g1 branco cavalo · h1 branco torre | a8 preto torre · c8 preto bispo · d8 preto torre · g8 preto rei · a7 preto peão · b7 preto peão · e7 preto peão · f7 preto peão · g7 preto bispo · h7 preto peão · c6 preto cavalo · f6 preto cavalo · g6 preto peão · c5 branco bispo · c4 branco peão · e4 branco peão · c3 branco cavalo · f3 branco peão · a2 branco peão · b2 branco peão · g2 branco peão · h2 branco peão · a1 branco torre · e1 branco rei · f1 branco bispo · g1 branco cavalo · h1 branco torre | a8 preto torre · c8 preto bispo · d8 preto torre · g8 preto rei · a7 preto peão · b7 preto peão · e7 preto peão · f7 preto peão · g7 preto bispo · h7 preto peão · c6 preto cavalo · f6 preto cavalo · g6 preto peão · c5 branco bispo · c4 branco peão · e4 branco peão · c3 branco cavalo · f3 branco peão · a2 branco peão · b2 branco peão · g2 branco peão · h2 branco peão · a1 branco torre · e1 branco rei · f1 branco bispo · g1 branco cavalo · h1 branco torre | a8 preto torre · c8 preto bispo · d8 preto torre · g8 preto rei · a7 preto peão · b7 preto peão · e7 preto peão · f7 preto peão · g7 preto bispo · h7 preto peão · c6 preto cavalo · f6 preto cavalo · g6 preto peão · c5 branco bispo · c4 branco peão · e4 branco peão · c3 branco cavalo · f3 branco peão · a2 branco peão · b2 branco peão · g2 branco peão · h2 branco peão · a1 branco torre · e1 branco rei · f1 branco bispo · g1 branco cavalo · h1 branco torre | a8 preto torre · c8 preto bispo · d8 preto torre · g8 preto rei · a7 preto peão · b7 preto peão · e7 preto peão · f7 preto peão · g7 preto bispo · h7 preto peão · c6 preto cavalo · f6 preto cavalo · g6 preto peão · c5 branco bispo · c4 branco peão · e4 branco peão · c3 branco cavalo · f3 branco peão · a2 branco peão · b2 branco peão · g2 branco peão · h2 branco peão · a1 branco torre · e1 branco rei · f1 branco bispo · g1 branco cavalo · h1 branco torre | a8 preto torre · c8 preto bispo · d8 preto torre · g8 preto rei · a7 preto peão · b7 preto peão · e7 preto peão · f7 preto peão · g7 preto bispo · h7 preto peão · c6 preto cavalo · f6 preto cavalo · g6 preto peão · c5 branco bispo · c4 branco peão · e4 branco peão · c3 branco cavalo · f3 branco peão · a2 branco peão · b2 branco peão · g2 branco peão · h2 branco peão · a1 branco torre · e1 branco rei · f1 branco bispo · g1 branco cavalo · h1 branco torre | a8 preto torre · c8 preto bispo · d8 preto torre · g8 preto rei · a7 preto peão · b7 preto peão · e7 preto peão · f7 preto peão · g7 preto bispo · h7 preto peão · c6 preto cavalo · f6 preto cavalo · g6 preto peão · c5 branco bispo · c4 branco peão · e4 branco peão · c3 branco cavalo · f3 branco peão · a2 branco peão · b2 branco peão · g2 branco peão · h2 branco peão · a1 branco torre · e1 branco rei · f1 branco bispo · g1 branco cavalo · h1 branco torre | 3 |
| 2 | a8 preto torre · c8 preto bispo · d8 preto torre · g8 preto rei · a7 preto peão · b7 preto peão · e7 preto peão · f7 preto peão · g7 preto bispo · h7 preto peão · c6 preto cavalo · f6 preto cavalo · g6 preto peão · c5 branco bispo · c4 branco peão · e4 branco peão · c3 branco cavalo · f3 branco peão · a2 branco peão · b2 branco peão · g2 branco peão · h2 branco peão · a1 branco torre · e1 branco rei · f1 branco bispo · g1 branco cavalo · h1 branco torre | a8 preto torre · c8 preto bispo · d8 preto torre · g8 preto rei · a7 preto peão · b7 preto peão · e7 preto peão · f7 preto peão · g7 preto bispo · h7 preto peão · c6 preto cavalo · f6 preto cavalo · g6 preto peão · c5 branco bispo · c4 branco peão · e4 branco peão · c3 branco cavalo · f3 branco peão · a2 branco peão · b2 branco peão · g2 branco peão · h2 branco peão · a1 branco torre · e1 branco rei · f1 branco bispo · g1 branco cavalo · h1 branco torre | a8 preto torre · c8 preto bispo · d8 preto torre · g8 preto rei · a7 preto peão · b7 preto peão · e7 preto peão · f7 preto peão · g7 preto bispo · h7 preto peão · c6 preto cavalo · f6 preto cavalo · g6 preto peão · c5 branco bispo · c4 branco peão · e4 branco peão · c3 branco cavalo · f3 branco peão · a2 branco peão · b2 branco peão · g2 branco peão · h2 branco peão · a1 branco torre · e1 branco rei · f1 branco bispo · g1 branco cavalo · h1 branco torre | a8 preto torre · c8 preto bispo · d8 preto torre · g8 preto rei · a7 preto peão · b7 preto peão · e7 preto peão · f7 preto peão · g7 preto bispo · h7 preto peão · c6 preto cavalo · f6 preto cavalo · g6 preto peão · c5 branco bispo · c4 branco peão · e4 branco peão · c3 branco cavalo · f3 branco peão · a2 branco peão · b2 branco peão · g2 branco peão · h2 branco peão · a1 branco torre · e1 branco rei · f1 branco bispo · g1 branco cavalo · h1 branco torre | a8 preto torre · c8 preto bispo · d8 preto torre · g8 preto rei · a7 preto peão · b7 preto peão · e7 preto peão · f7 preto peão · g7 preto bispo · h7 preto peão · c6 preto cavalo · f6 preto cavalo · g6 preto peão · c5 branco bispo · c4 branco peão · e4 branco peão · c3 branco cavalo · f3 branco peão · a2 branco peão · b2 branco peão · g2 branco peão · h2 branco peão · a1 branco torre · e1 branco rei · f1 branco bispo · g1 branco cavalo · h1 branco torre | a8 preto torre · c8 preto bispo · d8 preto torre · g8 preto rei · a7 preto peão · b7 preto peão · e7 preto peão · f7 preto peão · g7 preto bispo · h7 preto peão · c6 preto cavalo · f6 preto cavalo · g6 preto peão · c5 branco bispo · c4 branco peão · e4 branco peão · c3 branco cavalo · f3 branco peão · a2 branco peão · b2 branco peão · g2 branco peão · h2 branco peão · a1 branco torre · e1 branco rei · f1 branco bispo · g1 branco cavalo · h1 branco torre | a8 preto torre · c8 preto bispo · d8 preto torre · g8 preto rei · a7 preto peão · b7 preto peão · e7 preto peão · f7 preto peão · g7 preto bispo · h7 preto peão · c6 preto cavalo · f6 preto cavalo · g6 preto peão · c5 branco bispo · c4 branco peão · e4 branco peão · c3 branco cavalo · f3 branco peão · a2 branco peão · b2 branco peão · g2 branco peão · h2 branco peão · a1 branco torre · e1 branco rei · f1 branco bispo · g1 branco cavalo · h1 branco torre | a8 preto torre · c8 preto bispo · d8 preto torre · g8 preto rei · a7 preto peão · b7 preto peão · e7 preto peão · f7 preto peão · g7 preto bispo · h7 preto peão · c6 preto cavalo · f6 preto cavalo · g6 preto peão · c5 branco bispo · c4 branco peão · e4 branco peão · c3 branco cavalo · f3 branco peão · a2 branco peão · b2 branco peão · g2 branco peão · h2 branco peão · a1 branco torre · e1 branco rei · f1 branco bispo · g1 branco cavalo · h1 branco torre | 2 |
| 1 | a8 preto torre · c8 preto bispo · d8 preto torre · g8 preto rei · a7 preto peão · b7 preto peão · e7 preto peão · f7 preto peão · g7 preto bispo · h7 preto peão · c6 preto cavalo · f6 preto cavalo · g6 preto peão · c5 branco bispo · c4 branco peão · e4 branco peão · c3 branco cavalo · f3 branco peão · a2 branco peão · b2 branco peão · g2 branco peão · h2 branco peão · a1 branco torre · e1 branco rei · f1 branco bispo · g1 branco cavalo · h1 branco torre | a8 preto torre · c8 preto bispo · d8 preto torre · g8 preto rei · a7 preto peão · b7 preto peão · e7 preto peão · f7 preto peão · g7 preto bispo · h7 preto peão · c6 preto cavalo · f6 preto cavalo · g6 preto peão · c5 branco bispo · c4 branco peão · e4 branco peão · c3 branco cavalo · f3 branco peão · a2 branco peão · b2 branco peão · g2 branco peão · h2 branco peão · a1 branco torre · e1 branco rei · f1 branco bispo · g1 branco cavalo · h1 branco torre | a8 preto torre · c8 preto bispo · d8 preto torre · g8 preto rei · a7 preto peão · b7 preto peão · e7 preto peão · f7 preto peão · g7 preto bispo · h7 preto peão · c6 preto cavalo · f6 preto cavalo · g6 preto peão · c5 branco bispo · c4 branco peão · e4 branco peão · c3 branco cavalo · f3 branco peão · a2 branco peão · b2 branco peão · g2 branco peão · h2 branco peão · a1 branco torre · e1 branco rei · f1 branco bispo · g1 branco cavalo · h1 branco torre | a8 preto torre · c8 preto bispo · d8 preto torre · g8 preto rei · a7 preto peão · b7 preto peão · e7 preto peão · f7 preto peão · g7 preto bispo · h7 preto peão · c6 preto cavalo · f6 preto cavalo · g6 preto peão · c5 branco bispo · c4 branco peão · e4 branco peão · c3 branco cavalo · f3 branco peão · a2 branco peão · b2 branco peão · g2 branco peão · h2 branco peão · a1 branco torre · e1 branco rei · f1 branco bispo · g1 branco cavalo · h1 branco torre | a8 preto torre · c8 preto bispo · d8 preto torre · g8 preto rei · a7 preto peão · b7 preto peão · e7 preto peão · f7 preto peão · g7 preto bispo · h7 preto peão · c6 preto cavalo · f6 preto cavalo · g6 preto peão · c5 branco bispo · c4 branco peão · e4 branco peão · c3 branco cavalo · f3 branco peão · a2 branco peão · b2 branco peão · g2 branco peão · h2 branco peão · a1 branco torre · e1 branco rei · f1 branco bispo · g1 branco cavalo · h1 branco torre | a8 preto torre · c8 preto bispo · d8 preto torre · g8 preto rei · a7 preto peão · b7 preto peão · e7 preto peão · f7 preto peão · g7 preto bispo · h7 preto peão · c6 preto cavalo · f6 preto cavalo · g6 preto peão · c5 branco bispo · c4 branco peão · e4 branco peão · c3 branco cavalo · f3 branco peão · a2 branco peão · b2 branco peão · g2 branco peão · h2 branco peão · a1 branco torre · e1 branco rei · f1 branco bispo · g1 branco cavalo · h1 branco torre | a8 preto torre · c8 preto bispo · d8 preto torre · g8 preto rei · a7 preto peão · b7 preto peão · e7 preto peão · f7 preto peão · g7 preto bispo · h7 preto peão · c6 preto cavalo · f6 preto cavalo · g6 preto peão · c5 branco bispo · c4 branco peão · e4 branco peão · c3 branco cavalo · f3 branco peão · a2 branco peão · b2 branco peão · g2 branco peão · h2 branco peão · a1 branco torre · e1 branco rei · f1 branco bispo · g1 branco cavalo · h1 branco torre | a8 preto torre · c8 preto bispo · d8 preto torre · g8 preto rei · a7 preto peão · b7 preto peão · e7 preto peão · f7 preto peão · g7 preto bispo · h7 preto peão · c6 preto cavalo · f6 preto cavalo · g6 preto peão · c5 branco bispo · c4 branco peão · e4 branco peão · c3 branco cavalo · f3 branco peão · a2 branco peão · b2 branco peão · g2 branco peão · h2 branco peão · a1 branco torre · e1 branco rei · f1 branco bispo · g1 branco cavalo · h1 branco torre | 1 |
|   | a | b | c | d | e | f | g | h |   |

O Gambito Sämisch surge após 5...0-0 6.Be3 c5. Este é um sacrifício de peão e já foi considerado duvidoso. Conforme o jogo das Pretas foi elaborado, esta avaliação mudou, e o gambito agora desfruta de uma boa reputação. Uma desvantagem prática, no entanto, é que um jogador Branco bem preparado, mas pouco ambicioso, pode frequentemente entrar em linhas que levam a um empate forçado. A linha onde as Brancas aceitam o gambito é 5...0-0 6.Be3 c5 7.dxc5 dxc5 8.Dxd8 (8.e5 Cfd7 9.f4 f6 10.exf6 também é possível aqui, embora menos frequentemente visto) Txd8 9.Bxc5 Nc6. Acredita-se que a atividade das Pretas dá compensação suficiente. O jogo mais frequente das Brancas é recusar o gambito e, em vez disso, jogar 7.Cge2, e ir para posições do tipo Benoni após um avanço d4–d5. No entanto, após 7...cxd4 (impedindo o avanço d4-d5) 8.Cxd4 Cc6, o jogo transpõe para a variação Dragão Acelerado da Defesa Siciliana.
5...0-0 6.Be3 Cc6 7.Cge2 a6 8.Dd2 Tb8 leva à Variação Panno do Sämisch. As pretas se preparam para responder apropriadamente dependendo da escolha do plano das brancas. Se as brancas jogarem 0-0-0 e tentarem um ataque pelo lado do rei, então 7...a6 preparam ...b7–b5 com um contra-ataque contra a posição de roque das brancas. Se, em vez disso, as brancas jogarem com mais cautela, então as pretas desafiam o centro das brancas com ...e5.

#### Variante Averbakh
|   | a | b | c | d | e | f | g | h |   |
| 8 | a8 preto torre · b8 preto cavalo · c8 preto bispo · d8 preto rainha · f8 preto torre · g8 preto rei · a7 preto peão · b7 preto peão · c7 preto peão · e7 preto peão · f7 preto peão · g7 preto bispo · h7 preto peão · d6 preto peão · f6 preto cavalo · g6 preto peão · g5 branco bispo · c4 branco peão · d4 branco peão · e4 branco peão · c3 branco cavalo · a2 branco peão · b2 branco peão · e2 branco bispo · f2 branco peão · g2 branco peão · h2 branco peão · a1 branco torre · d1 branco rainha · e1 branco rei · g1 branco cavalo · h1 branco torre | a8 preto torre · b8 preto cavalo · c8 preto bispo · d8 preto rainha · f8 preto torre · g8 preto rei · a7 preto peão · b7 preto peão · c7 preto peão · e7 preto peão · f7 preto peão · g7 preto bispo · h7 preto peão · d6 preto peão · f6 preto cavalo · g6 preto peão · g5 branco bispo · c4 branco peão · d4 branco peão · e4 branco peão · c3 branco cavalo · a2 branco peão · b2 branco peão · e2 branco bispo · f2 branco peão · g2 branco peão · h2 branco peão · a1 branco torre · d1 branco rainha · e1 branco rei · g1 branco cavalo · h1 branco torre | a8 preto torre · b8 preto cavalo · c8 preto bispo · d8 preto rainha · f8 preto torre · g8 preto rei · a7 preto peão · b7 preto peão · c7 preto peão · e7 preto peão · f7 preto peão · g7 preto bispo · h7 preto peão · d6 preto peão · f6 preto cavalo · g6 preto peão · g5 branco bispo · c4 branco peão · d4 branco peão · e4 branco peão · c3 branco cavalo · a2 branco peão · b2 branco peão · e2 branco bispo · f2 branco peão · g2 branco peão · h2 branco peão · a1 branco torre · d1 branco rainha · e1 branco rei · g1 branco cavalo · h1 branco torre | a8 preto torre · b8 preto cavalo · c8 preto bispo · d8 preto rainha · f8 preto torre · g8 preto rei · a7 preto peão · b7 preto peão · c7 preto peão · e7 preto peão · f7 preto peão · g7 preto bispo · h7 preto peão · d6 preto peão · f6 preto cavalo · g6 preto peão · g5 branco bispo · c4 branco peão · d4 branco peão · e4 branco peão · c3 branco cavalo · a2 branco peão · b2 branco peão · e2 branco bispo · f2 branco peão · g2 branco peão · h2 branco peão · a1 branco torre · d1 branco rainha · e1 branco rei · g1 branco cavalo · h1 branco torre | a8 preto torre · b8 preto cavalo · c8 preto bispo · d8 preto rainha · f8 preto torre · g8 preto rei · a7 preto peão · b7 preto peão · c7 preto peão · e7 preto peão · f7 preto peão · g7 preto bispo · h7 preto peão · d6 preto peão · f6 preto cavalo · g6 preto peão · g5 branco bispo · c4 branco peão · d4 branco peão · e4 branco peão · c3 branco cavalo · a2 branco peão · b2 branco peão · e2 branco bispo · f2 branco peão · g2 branco peão · h2 branco peão · a1 branco torre · d1 branco rainha · e1 branco rei · g1 branco cavalo · h1 branco torre | a8 preto torre · b8 preto cavalo · c8 preto bispo · d8 preto rainha · f8 preto torre · g8 preto rei · a7 preto peão · b7 preto peão · c7 preto peão · e7 preto peão · f7 preto peão · g7 preto bispo · h7 preto peão · d6 preto peão · f6 preto cavalo · g6 preto peão · g5 branco bispo · c4 branco peão · d4 branco peão · e4 branco peão · c3 branco cavalo · a2 branco peão · b2 branco peão · e2 branco bispo · f2 branco peão · g2 branco peão · h2 branco peão · a1 branco torre · d1 branco rainha · e1 branco rei · g1 branco cavalo · h1 branco torre | a8 preto torre · b8 preto cavalo · c8 preto bispo · d8 preto rainha · f8 preto torre · g8 preto rei · a7 preto peão · b7 preto peão · c7 preto peão · e7 preto peão · f7 preto peão · g7 preto bispo · h7 preto peão · d6 preto peão · f6 preto cavalo · g6 preto peão · g5 branco bispo · c4 branco peão · d4 branco peão · e4 branco peão · c3 branco cavalo · a2 branco peão · b2 branco peão · e2 branco bispo · f2 branco peão · g2 branco peão · h2 branco peão · a1 branco torre · d1 branco rainha · e1 branco rei · g1 branco cavalo · h1 branco torre | a8 preto torre · b8 preto cavalo · c8 preto bispo · d8 preto rainha · f8 preto torre · g8 preto rei · a7 preto peão · b7 preto peão · c7 preto peão · e7 preto peão · f7 preto peão · g7 preto bispo · h7 preto peão · d6 preto peão · f6 preto cavalo · g6 preto peão · g5 branco bispo · c4 branco peão · d4 branco peão · e4 branco peão · c3 branco cavalo · a2 branco peão · b2 branco peão · e2 branco bispo · f2 branco peão · g2 branco peão · h2 branco peão · a1 branco torre · d1 branco rainha · e1 branco rei · g1 branco cavalo · h1 branco torre | 8 |
| 7 | a8 preto torre · b8 preto cavalo · c8 preto bispo · d8 preto rainha · f8 preto torre · g8 preto rei · a7 preto peão · b7 preto peão · c7 preto peão · e7 preto peão · f7 preto peão · g7 preto bispo · h7 preto peão · d6 preto peão · f6 preto cavalo · g6 preto peão · g5 branco bispo · c4 branco peão · d4 branco peão · e4 branco peão · c3 branco cavalo · a2 branco peão · b2 branco peão · e2 branco bispo · f2 branco peão · g2 branco peão · h2 branco peão · a1 branco torre · d1 branco rainha · e1 branco rei · g1 branco cavalo · h1 branco torre | a8 preto torre · b8 preto cavalo · c8 preto bispo · d8 preto rainha · f8 preto torre · g8 preto rei · a7 preto peão · b7 preto peão · c7 preto peão · e7 preto peão · f7 preto peão · g7 preto bispo · h7 preto peão · d6 preto peão · f6 preto cavalo · g6 preto peão · g5 branco bispo · c4 branco peão · d4 branco peão · e4 branco peão · c3 branco cavalo · a2 branco peão · b2 branco peão · e2 branco bispo · f2 branco peão · g2 branco peão · h2 branco peão · a1 branco torre · d1 branco rainha · e1 branco rei · g1 branco cavalo · h1 branco torre | a8 preto torre · b8 preto cavalo · c8 preto bispo · d8 preto rainha · f8 preto torre · g8 preto rei · a7 preto peão · b7 preto peão · c7 preto peão · e7 preto peão · f7 preto peão · g7 preto bispo · h7 preto peão · d6 preto peão · f6 preto cavalo · g6 preto peão · g5 branco bispo · c4 branco peão · d4 branco peão · e4 branco peão · c3 branco cavalo · a2 branco peão · b2 branco peão · e2 branco bispo · f2 branco peão · g2 branco peão · h2 branco peão · a1 branco torre · d1 branco rainha · e1 branco rei · g1 branco cavalo · h1 branco torre | a8 preto torre · b8 preto cavalo · c8 preto bispo · d8 preto rainha · f8 preto torre · g8 preto rei · a7 preto peão · b7 preto peão · c7 preto peão · e7 preto peão · f7 preto peão · g7 preto bispo · h7 preto peão · d6 preto peão · f6 preto cavalo · g6 preto peão · g5 branco bispo · c4 branco peão · d4 branco peão · e4 branco peão · c3 branco cavalo · a2 branco peão · b2 branco peão · e2 branco bispo · f2 branco peão · g2 branco peão · h2 branco peão · a1 branco torre · d1 branco rainha · e1 branco rei · g1 branco cavalo · h1 branco torre | a8 preto torre · b8 preto cavalo · c8 preto bispo · d8 preto rainha · f8 preto torre · g8 preto rei · a7 preto peão · b7 preto peão · c7 preto peão · e7 preto peão · f7 preto peão · g7 preto bispo · h7 preto peão · d6 preto peão · f6 preto cavalo · g6 preto peão · g5 branco bispo · c4 branco peão · d4 branco peão · e4 branco peão · c3 branco cavalo · a2 branco peão · b2 branco peão · e2 branco bispo · f2 branco peão · g2 branco peão · h2 branco peão · a1 branco torre · d1 branco rainha · e1 branco rei · g1 branco cavalo · h1 branco torre | a8 preto torre · b8 preto cavalo · c8 preto bispo · d8 preto rainha · f8 preto torre · g8 preto rei · a7 preto peão · b7 preto peão · c7 preto peão · e7 preto peão · f7 preto peão · g7 preto bispo · h7 preto peão · d6 preto peão · f6 preto cavalo · g6 preto peão · g5 branco bispo · c4 branco peão · d4 branco peão · e4 branco peão · c3 branco cavalo · a2 branco peão · b2 branco peão · e2 branco bispo · f2 branco peão · g2 branco peão · h2 branco peão · a1 branco torre · d1 branco rainha · e1 branco rei · g1 branco cavalo · h1 branco torre | a8 preto torre · b8 preto cavalo · c8 preto bispo · d8 preto rainha · f8 preto torre · g8 preto rei · a7 preto peão · b7 preto peão · c7 preto peão · e7 preto peão · f7 preto peão · g7 preto bispo · h7 preto peão · d6 preto peão · f6 preto cavalo · g6 preto peão · g5 branco bispo · c4 branco peão · d4 branco peão · e4 branco peão · c3 branco cavalo · a2 branco peão · b2 branco peão · e2 branco bispo · f2 branco peão · g2 branco peão · h2 branco peão · a1 branco torre · d1 branco rainha · e1 branco rei · g1 branco cavalo · h1 branco torre | a8 preto torre · b8 preto cavalo · c8 preto bispo · d8 preto rainha · f8 preto torre · g8 preto rei · a7 preto peão · b7 preto peão · c7 preto peão · e7 preto peão · f7 preto peão · g7 preto bispo · h7 preto peão · d6 preto peão · f6 preto cavalo · g6 preto peão · g5 branco bispo · c4 branco peão · d4 branco peão · e4 branco peão · c3 branco cavalo · a2 branco peão · b2 branco peão · e2 branco bispo · f2 branco peão · g2 branco peão · h2 branco peão · a1 branco torre · d1 branco rainha · e1 branco rei · g1 branco cavalo · h1 branco torre | 7 |
| 6 | a8 preto torre · b8 preto cavalo · c8 preto bispo · d8 preto rainha · f8 preto torre · g8 preto rei · a7 preto peão · b7 preto peão · c7 preto peão · e7 preto peão · f7 preto peão · g7 preto bispo · h7 preto peão · d6 preto peão · f6 preto cavalo · g6 preto peão · g5 branco bispo · c4 branco peão · d4 branco peão · e4 branco peão · c3 branco cavalo · a2 branco peão · b2 branco peão · e2 branco bispo · f2 branco peão · g2 branco peão · h2 branco peão · a1 branco torre · d1 branco rainha · e1 branco rei · g1 branco cavalo · h1 branco torre | a8 preto torre · b8 preto cavalo · c8 preto bispo · d8 preto rainha · f8 preto torre · g8 preto rei · a7 preto peão · b7 preto peão · c7 preto peão · e7 preto peão · f7 preto peão · g7 preto bispo · h7 preto peão · d6 preto peão · f6 preto cavalo · g6 preto peão · g5 branco bispo · c4 branco peão · d4 branco peão · e4 branco peão · c3 branco cavalo · a2 branco peão · b2 branco peão · e2 branco bispo · f2 branco peão · g2 branco peão · h2 branco peão · a1 branco torre · d1 branco rainha · e1 branco rei · g1 branco cavalo · h1 branco torre | a8 preto torre · b8 preto cavalo · c8 preto bispo · d8 preto rainha · f8 preto torre · g8 preto rei · a7 preto peão · b7 preto peão · c7 preto peão · e7 preto peão · f7 preto peão · g7 preto bispo · h7 preto peão · d6 preto peão · f6 preto cavalo · g6 preto peão · g5 branco bispo · c4 branco peão · d4 branco peão · e4 branco peão · c3 branco cavalo · a2 branco peão · b2 branco peão · e2 branco bispo · f2 branco peão · g2 branco peão · h2 branco peão · a1 branco torre · d1 branco rainha · e1 branco rei · g1 branco cavalo · h1 branco torre | a8 preto torre · b8 preto cavalo · c8 preto bispo · d8 preto rainha · f8 preto torre · g8 preto rei · a7 preto peão · b7 preto peão · c7 preto peão · e7 preto peão · f7 preto peão · g7 preto bispo · h7 preto peão · d6 preto peão · f6 preto cavalo · g6 preto peão · g5 branco bispo · c4 branco peão · d4 branco peão · e4 branco peão · c3 branco cavalo · a2 branco peão · b2 branco peão · e2 branco bispo · f2 branco peão · g2 branco peão · h2 branco peão · a1 branco torre · d1 branco rainha · e1 branco rei · g1 branco cavalo · h1 branco torre | a8 preto torre · b8 preto cavalo · c8 preto bispo · d8 preto rainha · f8 preto torre · g8 preto rei · a7 preto peão · b7 preto peão · c7 preto peão · e7 preto peão · f7 preto peão · g7 preto bispo · h7 preto peão · d6 preto peão · f6 preto cavalo · g6 preto peão · g5 branco bispo · c4 branco peão · d4 branco peão · e4 branco peão · c3 branco cavalo · a2 branco peão · b2 branco peão · e2 branco bispo · f2 branco peão · g2 branco peão · h2 branco peão · a1 branco torre · d1 branco rainha · e1 branco rei · g1 branco cavalo · h1 branco torre | a8 preto torre · b8 preto cavalo · c8 preto bispo · d8 preto rainha · f8 preto torre · g8 preto rei · a7 preto peão · b7 preto peão · c7 preto peão · e7 preto peão · f7 preto peão · g7 preto bispo · h7 preto peão · d6 preto peão · f6 preto cavalo · g6 preto peão · g5 branco bispo · c4 branco peão · d4 branco peão · e4 branco peão · c3 branco cavalo · a2 branco peão · b2 branco peão · e2 branco bispo · f2 branco peão · g2 branco peão · h2 branco peão · a1 branco torre · d1 branco rainha · e1 branco rei · g1 branco cavalo · h1 branco torre | a8 preto torre · b8 preto cavalo · c8 preto bispo · d8 preto rainha · f8 preto torre · g8 preto rei · a7 preto peão · b7 preto peão · c7 preto peão · e7 preto peão · f7 preto peão · g7 preto bispo · h7 preto peão · d6 preto peão · f6 preto cavalo · g6 preto peão · g5 branco bispo · c4 branco peão · d4 branco peão · e4 branco peão · c3 branco cavalo · a2 branco peão · b2 branco peão · e2 branco bispo · f2 branco peão · g2 branco peão · h2 branco peão · a1 branco torre · d1 branco rainha · e1 branco rei · g1 branco cavalo · h1 branco torre | a8 preto torre · b8 preto cavalo · c8 preto bispo · d8 preto rainha · f8 preto torre · g8 preto rei · a7 preto peão · b7 preto peão · c7 preto peão · e7 preto peão · f7 preto peão · g7 preto bispo · h7 preto peão · d6 preto peão · f6 preto cavalo · g6 preto peão · g5 branco bispo · c4 branco peão · d4 branco peão · e4 branco peão · c3 branco cavalo · a2 branco peão · b2 branco peão · e2 branco bispo · f2 branco peão · g2 branco peão · h2 branco peão · a1 branco torre · d1 branco rainha · e1 branco rei · g1 branco cavalo · h1 branco torre | 6 |
| 5 | a8 preto torre · b8 preto cavalo · c8 preto bispo · d8 preto rainha · f8 preto torre · g8 preto rei · a7 preto peão · b7 preto peão · c7 preto peão · e7 preto peão · f7 preto peão · g7 preto bispo · h7 preto peão · d6 preto peão · f6 preto cavalo · g6 preto peão · g5 branco bispo · c4 branco peão · d4 branco peão · e4 branco peão · c3 branco cavalo · a2 branco peão · b2 branco peão · e2 branco bispo · f2 branco peão · g2 branco peão · h2 branco peão · a1 branco torre · d1 branco rainha · e1 branco rei · g1 branco cavalo · h1 branco torre | a8 preto torre · b8 preto cavalo · c8 preto bispo · d8 preto rainha · f8 preto torre · g8 preto rei · a7 preto peão · b7 preto peão · c7 preto peão · e7 preto peão · f7 preto peão · g7 preto bispo · h7 preto peão · d6 preto peão · f6 preto cavalo · g6 preto peão · g5 branco bispo · c4 branco peão · d4 branco peão · e4 branco peão · c3 branco cavalo · a2 branco peão · b2 branco peão · e2 branco bispo · f2 branco peão · g2 branco peão · h2 branco peão · a1 branco torre · d1 branco rainha · e1 branco rei · g1 branco cavalo · h1 branco torre | a8 preto torre · b8 preto cavalo · c8 preto bispo · d8 preto rainha · f8 preto torre · g8 preto rei · a7 preto peão · b7 preto peão · c7 preto peão · e7 preto peão · f7 preto peão · g7 preto bispo · h7 preto peão · d6 preto peão · f6 preto cavalo · g6 preto peão · g5 branco bispo · c4 branco peão · d4 branco peão · e4 branco peão · c3 branco cavalo · a2 branco peão · b2 branco peão · e2 branco bispo · f2 branco peão · g2 branco peão · h2 branco peão · a1 branco torre · d1 branco rainha · e1 branco rei · g1 branco cavalo · h1 branco torre | a8 preto torre · b8 preto cavalo · c8 preto bispo · d8 preto rainha · f8 preto torre · g8 preto rei · a7 preto peão · b7 preto peão · c7 preto peão · e7 preto peão · f7 preto peão · g7 preto bispo · h7 preto peão · d6 preto peão · f6 preto cavalo · g6 preto peão · g5 branco bispo · c4 branco peão · d4 branco peão · e4 branco peão · c3 branco cavalo · a2 branco peão · b2 branco peão · e2 branco bispo · f2 branco peão · g2 branco peão · h2 branco peão · a1 branco torre · d1 branco rainha · e1 branco rei · g1 branco cavalo · h1 branco torre | a8 preto torre · b8 preto cavalo · c8 preto bispo · d8 preto rainha · f8 preto torre · g8 preto rei · a7 preto peão · b7 preto peão · c7 preto peão · e7 preto peão · f7 preto peão · g7 preto bispo · h7 preto peão · d6 preto peão · f6 preto cavalo · g6 preto peão · g5 branco bispo · c4 branco peão · d4 branco peão · e4 branco peão · c3 branco cavalo · a2 branco peão · b2 branco peão · e2 branco bispo · f2 branco peão · g2 branco peão · h2 branco peão · a1 branco torre · d1 branco rainha · e1 branco rei · g1 branco cavalo · h1 branco torre | a8 preto torre · b8 preto cavalo · c8 preto bispo · d8 preto rainha · f8 preto torre · g8 preto rei · a7 preto peão · b7 preto peão · c7 preto peão · e7 preto peão · f7 preto peão · g7 preto bispo · h7 preto peão · d6 preto peão · f6 preto cavalo · g6 preto peão · g5 branco bispo · c4 branco peão · d4 branco peão · e4 branco peão · c3 branco cavalo · a2 branco peão · b2 branco peão · e2 branco bispo · f2 branco peão · g2 branco peão · h2 branco peão · a1 branco torre · d1 branco rainha · e1 branco rei · g1 branco cavalo · h1 branco torre | a8 preto torre · b8 preto cavalo · c8 preto bispo · d8 preto rainha · f8 preto torre · g8 preto rei · a7 preto peão · b7 preto peão · c7 preto peão · e7 preto peão · f7 preto peão · g7 preto bispo · h7 preto peão · d6 preto peão · f6 preto cavalo · g6 preto peão · g5 branco bispo · c4 branco peão · d4 branco peão · e4 branco peão · c3 branco cavalo · a2 branco peão · b2 branco peão · e2 branco bispo · f2 branco peão · g2 branco peão · h2 branco peão · a1 branco torre · d1 branco rainha · e1 branco rei · g1 branco cavalo · h1 branco torre | a8 preto torre · b8 preto cavalo · c8 preto bispo · d8 preto rainha · f8 preto torre · g8 preto rei · a7 preto peão · b7 preto peão · c7 preto peão · e7 preto peão · f7 preto peão · g7 preto bispo · h7 preto peão · d6 preto peão · f6 preto cavalo · g6 preto peão · g5 branco bispo · c4 branco peão · d4 branco peão · e4 branco peão · c3 branco cavalo · a2 branco peão · b2 branco peão · e2 branco bispo · f2 branco peão · g2 branco peão · h2 branco peão · a1 branco torre · d1 branco rainha · e1 branco rei · g1 branco cavalo · h1 branco torre | 5 |
| 4 | a8 preto torre · b8 preto cavalo · c8 preto bispo · d8 preto rainha · f8 preto torre · g8 preto rei · a7 preto peão · b7 preto peão · c7 preto peão · e7 preto peão · f7 preto peão · g7 preto bispo · h7 preto peão · d6 preto peão · f6 preto cavalo · g6 preto peão · g5 branco bispo · c4 branco peão · d4 branco peão · e4 branco peão · c3 branco cavalo · a2 branco peão · b2 branco peão · e2 branco bispo · f2 branco peão · g2 branco peão · h2 branco peão · a1 branco torre · d1 branco rainha · e1 branco rei · g1 branco cavalo · h1 branco torre | a8 preto torre · b8 preto cavalo · c8 preto bispo · d8 preto rainha · f8 preto torre · g8 preto rei · a7 preto peão · b7 preto peão · c7 preto peão · e7 preto peão · f7 preto peão · g7 preto bispo · h7 preto peão · d6 preto peão · f6 preto cavalo · g6 preto peão · g5 branco bispo · c4 branco peão · d4 branco peão · e4 branco peão · c3 branco cavalo · a2 branco peão · b2 branco peão · e2 branco bispo · f2 branco peão · g2 branco peão · h2 branco peão · a1 branco torre · d1 branco rainha · e1 branco rei · g1 branco cavalo · h1 branco torre | a8 preto torre · b8 preto cavalo · c8 preto bispo · d8 preto rainha · f8 preto torre · g8 preto rei · a7 preto peão · b7 preto peão · c7 preto peão · e7 preto peão · f7 preto peão · g7 preto bispo · h7 preto peão · d6 preto peão · f6 preto cavalo · g6 preto peão · g5 branco bispo · c4 branco peão · d4 branco peão · e4 branco peão · c3 branco cavalo · a2 branco peão · b2 branco peão · e2 branco bispo · f2 branco peão · g2 branco peão · h2 branco peão · a1 branco torre · d1 branco rainha · e1 branco rei · g1 branco cavalo · h1 branco torre | a8 preto torre · b8 preto cavalo · c8 preto bispo · d8 preto rainha · f8 preto torre · g8 preto rei · a7 preto peão · b7 preto peão · c7 preto peão · e7 preto peão · f7 preto peão · g7 preto bispo · h7 preto peão · d6 preto peão · f6 preto cavalo · g6 preto peão · g5 branco bispo · c4 branco peão · d4 branco peão · e4 branco peão · c3 branco cavalo · a2 branco peão · b2 branco peão · e2 branco bispo · f2 branco peão · g2 branco peão · h2 branco peão · a1 branco torre · d1 branco rainha · e1 branco rei · g1 branco cavalo · h1 branco torre | a8 preto torre · b8 preto cavalo · c8 preto bispo · d8 preto rainha · f8 preto torre · g8 preto rei · a7 preto peão · b7 preto peão · c7 preto peão · e7 preto peão · f7 preto peão · g7 preto bispo · h7 preto peão · d6 preto peão · f6 preto cavalo · g6 preto peão · g5 branco bispo · c4 branco peão · d4 branco peão · e4 branco peão · c3 branco cavalo · a2 branco peão · b2 branco peão · e2 branco bispo · f2 branco peão · g2 branco peão · h2 branco peão · a1 branco torre · d1 branco rainha · e1 branco rei · g1 branco cavalo · h1 branco torre | a8 preto torre · b8 preto cavalo · c8 preto bispo · d8 preto rainha · f8 preto torre · g8 preto rei · a7 preto peão · b7 preto peão · c7 preto peão · e7 preto peão · f7 preto peão · g7 preto bispo · h7 preto peão · d6 preto peão · f6 preto cavalo · g6 preto peão · g5 branco bispo · c4 branco peão · d4 branco peão · e4 branco peão · c3 branco cavalo · a2 branco peão · b2 branco peão · e2 branco bispo · f2 branco peão · g2 branco peão · h2 branco peão · a1 branco torre · d1 branco rainha · e1 branco rei · g1 branco cavalo · h1 branco torre | a8 preto torre · b8 preto cavalo · c8 preto bispo · d8 preto rainha · f8 preto torre · g8 preto rei · a7 preto peão · b7 preto peão · c7 preto peão · e7 preto peão · f7 preto peão · g7 preto bispo · h7 preto peão · d6 preto peão · f6 preto cavalo · g6 preto peão · g5 branco bispo · c4 branco peão · d4 branco peão · e4 branco peão · c3 branco cavalo · a2 branco peão · b2 branco peão · e2 branco bispo · f2 branco peão · g2 branco peão · h2 branco peão · a1 branco torre · d1 branco rainha · e1 branco rei · g1 branco cavalo · h1 branco torre | a8 preto torre · b8 preto cavalo · c8 preto bispo · d8 preto rainha · f8 preto torre · g8 preto rei · a7 preto peão · b7 preto peão · c7 preto peão · e7 preto peão · f7 preto peão · g7 preto bispo · h7 preto peão · d6 preto peão · f6 preto cavalo · g6 preto peão · g5 branco bispo · c4 branco peão · d4 branco peão · e4 branco peão · c3 branco cavalo · a2 branco peão · b2 branco peão · e2 branco bispo · f2 branco peão · g2 branco peão · h2 branco peão · a1 branco torre · d1 branco rainha · e1 branco rei · g1 branco cavalo · h1 branco torre | 4 |
| 3 | a8 preto torre · b8 preto cavalo · c8 preto bispo · d8 preto rainha · f8 preto torre · g8 preto rei · a7 preto peão · b7 preto peão · c7 preto peão · e7 preto peão · f7 preto peão · g7 preto bispo · h7 preto peão · d6 preto peão · f6 preto cavalo · g6 preto peão · g5 branco bispo · c4 branco peão · d4 branco peão · e4 branco peão · c3 branco cavalo · a2 branco peão · b2 branco peão · e2 branco bispo · f2 branco peão · g2 branco peão · h2 branco peão · a1 branco torre · d1 branco rainha · e1 branco rei · g1 branco cavalo · h1 branco torre | a8 preto torre · b8 preto cavalo · c8 preto bispo · d8 preto rainha · f8 preto torre · g8 preto rei · a7 preto peão · b7 preto peão · c7 preto peão · e7 preto peão · f7 preto peão · g7 preto bispo · h7 preto peão · d6 preto peão · f6 preto cavalo · g6 preto peão · g5 branco bispo · c4 branco peão · d4 branco peão · e4 branco peão · c3 branco cavalo · a2 branco peão · b2 branco peão · e2 branco bispo · f2 branco peão · g2 branco peão · h2 branco peão · a1 branco torre · d1 branco rainha · e1 branco rei · g1 branco cavalo · h1 branco torre | a8 preto torre · b8 preto cavalo · c8 preto bispo · d8 preto rainha · f8 preto torre · g8 preto rei · a7 preto peão · b7 preto peão · c7 preto peão · e7 preto peão · f7 preto peão · g7 preto bispo · h7 preto peão · d6 preto peão · f6 preto cavalo · g6 preto peão · g5 branco bispo · c4 branco peão · d4 branco peão · e4 branco peão · c3 branco cavalo · a2 branco peão · b2 branco peão · e2 branco bispo · f2 branco peão · g2 branco peão · h2 branco peão · a1 branco torre · d1 branco rainha · e1 branco rei · g1 branco cavalo · h1 branco torre | a8 preto torre · b8 preto cavalo · c8 preto bispo · d8 preto rainha · f8 preto torre · g8 preto rei · a7 preto peão · b7 preto peão · c7 preto peão · e7 preto peão · f7 preto peão · g7 preto bispo · h7 preto peão · d6 preto peão · f6 preto cavalo · g6 preto peão · g5 branco bispo · c4 branco peão · d4 branco peão · e4 branco peão · c3 branco cavalo · a2 branco peão · b2 branco peão · e2 branco bispo · f2 branco peão · g2 branco peão · h2 branco peão · a1 branco torre · d1 branco rainha · e1 branco rei · g1 branco cavalo · h1 branco torre | a8 preto torre · b8 preto cavalo · c8 preto bispo · d8 preto rainha · f8 preto torre · g8 preto rei · a7 preto peão · b7 preto peão · c7 preto peão · e7 preto peão · f7 preto peão · g7 preto bispo · h7 preto peão · d6 preto peão · f6 preto cavalo · g6 preto peão · g5 branco bispo · c4 branco peão · d4 branco peão · e4 branco peão · c3 branco cavalo · a2 branco peão · b2 branco peão · e2 branco bispo · f2 branco peão · g2 branco peão · h2 branco peão · a1 branco torre · d1 branco rainha · e1 branco rei · g1 branco cavalo · h1 branco torre | a8 preto torre · b8 preto cavalo · c8 preto bispo · d8 preto rainha · f8 preto torre · g8 preto rei · a7 preto peão · b7 preto peão · c7 preto peão · e7 preto peão · f7 preto peão · g7 preto bispo · h7 preto peão · d6 preto peão · f6 preto cavalo · g6 preto peão · g5 branco bispo · c4 branco peão · d4 branco peão · e4 branco peão · c3 branco cavalo · a2 branco peão · b2 branco peão · e2 branco bispo · f2 branco peão · g2 branco peão · h2 branco peão · a1 branco torre · d1 branco rainha · e1 branco rei · g1 branco cavalo · h1 branco torre | a8 preto torre · b8 preto cavalo · c8 preto bispo · d8 preto rainha · f8 preto torre · g8 preto rei · a7 preto peão · b7 preto peão · c7 preto peão · e7 preto peão · f7 preto peão · g7 preto bispo · h7 preto peão · d6 preto peão · f6 preto cavalo · g6 preto peão · g5 branco bispo · c4 branco peão · d4 branco peão · e4 branco peão · c3 branco cavalo · a2 branco peão · b2 branco peão · e2 branco bispo · f2 branco peão · g2 branco peão · h2 branco peão · a1 branco torre · d1 branco rainha · e1 branco rei · g1 branco cavalo · h1 branco torre | a8 preto torre · b8 preto cavalo · c8 preto bispo · d8 preto rainha · f8 preto torre · g8 preto rei · a7 preto peão · b7 preto peão · c7 preto peão · e7 preto peão · f7 preto peão · g7 preto bispo · h7 preto peão · d6 preto peão · f6 preto cavalo · g6 preto peão · g5 branco bispo · c4 branco peão · d4 branco peão · e4 branco peão · c3 branco cavalo · a2 branco peão · b2 branco peão · e2 branco bispo · f2 branco peão · g2 branco peão · h2 branco peão · a1 branco torre · d1 branco rainha · e1 branco rei · g1 branco cavalo · h1 branco torre | 3 |
| 2 | a8 preto torre · b8 preto cavalo · c8 preto bispo · d8 preto rainha · f8 preto torre · g8 preto rei · a7 preto peão · b7 preto peão · c7 preto peão · e7 preto peão · f7 preto peão · g7 preto bispo · h7 preto peão · d6 preto peão · f6 preto cavalo · g6 preto peão · g5 branco bispo · c4 branco peão · d4 branco peão · e4 branco peão · c3 branco cavalo · a2 branco peão · b2 branco peão · e2 branco bispo · f2 branco peão · g2 branco peão · h2 branco peão · a1 branco torre · d1 branco rainha · e1 branco rei · g1 branco cavalo · h1 branco torre | a8 preto torre · b8 preto cavalo · c8 preto bispo · d8 preto rainha · f8 preto torre · g8 preto rei · a7 preto peão · b7 preto peão · c7 preto peão · e7 preto peão · f7 preto peão · g7 preto bispo · h7 preto peão · d6 preto peão · f6 preto cavalo · g6 preto peão · g5 branco bispo · c4 branco peão · d4 branco peão · e4 branco peão · c3 branco cavalo · a2 branco peão · b2 branco peão · e2 branco bispo · f2 branco peão · g2 branco peão · h2 branco peão · a1 branco torre · d1 branco rainha · e1 branco rei · g1 branco cavalo · h1 branco torre | a8 preto torre · b8 preto cavalo · c8 preto bispo · d8 preto rainha · f8 preto torre · g8 preto rei · a7 preto peão · b7 preto peão · c7 preto peão · e7 preto peão · f7 preto peão · g7 preto bispo · h7 preto peão · d6 preto peão · f6 preto cavalo · g6 preto peão · g5 branco bispo · c4 branco peão · d4 branco peão · e4 branco peão · c3 branco cavalo · a2 branco peão · b2 branco peão · e2 branco bispo · f2 branco peão · g2 branco peão · h2 branco peão · a1 branco torre · d1 branco rainha · e1 branco rei · g1 branco cavalo · h1 branco torre | a8 preto torre · b8 preto cavalo · c8 preto bispo · d8 preto rainha · f8 preto torre · g8 preto rei · a7 preto peão · b7 preto peão · c7 preto peão · e7 preto peão · f7 preto peão · g7 preto bispo · h7 preto peão · d6 preto peão · f6 preto cavalo · g6 preto peão · g5 branco bispo · c4 branco peão · d4 branco peão · e4 branco peão · c3 branco cavalo · a2 branco peão · b2 branco peão · e2 branco bispo · f2 branco peão · g2 branco peão · h2 branco peão · a1 branco torre · d1 branco rainha · e1 branco rei · g1 branco cavalo · h1 branco torre | a8 preto torre · b8 preto cavalo · c8 preto bispo · d8 preto rainha · f8 preto torre · g8 preto rei · a7 preto peão · b7 preto peão · c7 preto peão · e7 preto peão · f7 preto peão · g7 preto bispo · h7 preto peão · d6 preto peão · f6 preto cavalo · g6 preto peão · g5 branco bispo · c4 branco peão · d4 branco peão · e4 branco peão · c3 branco cavalo · a2 branco peão · b2 branco peão · e2 branco bispo · f2 branco peão · g2 branco peão · h2 branco peão · a1 branco torre · d1 branco rainha · e1 branco rei · g1 branco cavalo · h1 branco torre | a8 preto torre · b8 preto cavalo · c8 preto bispo · d8 preto rainha · f8 preto torre · g8 preto rei · a7 preto peão · b7 preto peão · c7 preto peão · e7 preto peão · f7 preto peão · g7 preto bispo · h7 preto peão · d6 preto peão · f6 preto cavalo · g6 preto peão · g5 branco bispo · c4 branco peão · d4 branco peão · e4 branco peão · c3 branco cavalo · a2 branco peão · b2 branco peão · e2 branco bispo · f2 branco peão · g2 branco peão · h2 branco peão · a1 branco torre · d1 branco rainha · e1 branco rei · g1 branco cavalo · h1 branco torre | a8 preto torre · b8 preto cavalo · c8 preto bispo · d8 preto rainha · f8 preto torre · g8 preto rei · a7 preto peão · b7 preto peão · c7 preto peão · e7 preto peão · f7 preto peão · g7 preto bispo · h7 preto peão · d6 preto peão · f6 preto cavalo · g6 preto peão · g5 branco bispo · c4 branco peão · d4 branco peão · e4 branco peão · c3 branco cavalo · a2 branco peão · b2 branco peão · e2 branco bispo · f2 branco peão · g2 branco peão · h2 branco peão · a1 branco torre · d1 branco rainha · e1 branco rei · g1 branco cavalo · h1 branco torre | a8 preto torre · b8 preto cavalo · c8 preto bispo · d8 preto rainha · f8 preto torre · g8 preto rei · a7 preto peão · b7 preto peão · c7 preto peão · e7 preto peão · f7 preto peão · g7 preto bispo · h7 preto peão · d6 preto peão · f6 preto cavalo · g6 preto peão · g5 branco bispo · c4 branco peão · d4 branco peão · e4 branco peão · c3 branco cavalo · a2 branco peão · b2 branco peão · e2 branco bispo · f2 branco peão · g2 branco peão · h2 branco peão · a1 branco torre · d1 branco rainha · e1 branco rei · g1 branco cavalo · h1 branco torre | 2 |
| 1 | a8 preto torre · b8 preto cavalo · c8 preto bispo · d8 preto rainha · f8 preto torre · g8 preto rei · a7 preto peão · b7 preto peão · c7 preto peão · e7 preto peão · f7 preto peão · g7 preto bispo · h7 preto peão · d6 preto peão · f6 preto cavalo · g6 preto peão · g5 branco bispo · c4 branco peão · d4 branco peão · e4 branco peão · c3 branco cavalo · a2 branco peão · b2 branco peão · e2 branco bispo · f2 branco peão · g2 branco peão · h2 branco peão · a1 branco torre · d1 branco rainha · e1 branco rei · g1 branco cavalo · h1 branco torre | a8 preto torre · b8 preto cavalo · c8 preto bispo · d8 preto rainha · f8 preto torre · g8 preto rei · a7 preto peão · b7 preto peão · c7 preto peão · e7 preto peão · f7 preto peão · g7 preto bispo · h7 preto peão · d6 preto peão · f6 preto cavalo · g6 preto peão · g5 branco bispo · c4 branco peão · d4 branco peão · e4 branco peão · c3 branco cavalo · a2 branco peão · b2 branco peão · e2 branco bispo · f2 branco peão · g2 branco peão · h2 branco peão · a1 branco torre · d1 branco rainha · e1 branco rei · g1 branco cavalo · h1 branco torre | a8 preto torre · b8 preto cavalo · c8 preto bispo · d8 preto rainha · f8 preto torre · g8 preto rei · a7 preto peão · b7 preto peão · c7 preto peão · e7 preto peão · f7 preto peão · g7 preto bispo · h7 preto peão · d6 preto peão · f6 preto cavalo · g6 preto peão · g5 branco bispo · c4 branco peão · d4 branco peão · e4 branco peão · c3 branco cavalo · a2 branco peão · b2 branco peão · e2 branco bispo · f2 branco peão · g2 branco peão · h2 branco peão · a1 branco torre · d1 branco rainha · e1 branco rei · g1 branco cavalo · h1 branco torre | a8 preto torre · b8 preto cavalo · c8 preto bispo · d8 preto rainha · f8 preto torre · g8 preto rei · a7 preto peão · b7 preto peão · c7 preto peão · e7 preto peão · f7 preto peão · g7 preto bispo · h7 preto peão · d6 preto peão · f6 preto cavalo · g6 preto peão · g5 branco bispo · c4 branco peão · d4 branco peão · e4 branco peão · c3 branco cavalo · a2 branco peão · b2 branco peão · e2 branco bispo · f2 branco peão · g2 branco peão · h2 branco peão · a1 branco torre · d1 branco rainha · e1 branco rei · g1 branco cavalo · h1 branco torre | a8 preto torre · b8 preto cavalo · c8 preto bispo · d8 preto rainha · f8 preto torre · g8 preto rei · a7 preto peão · b7 preto peão · c7 preto peão · e7 preto peão · f7 preto peão · g7 preto bispo · h7 preto peão · d6 preto peão · f6 preto cavalo · g6 preto peão · g5 branco bispo · c4 branco peão · d4 branco peão · e4 branco peão · c3 branco cavalo · a2 branco peão · b2 branco peão · e2 branco bispo · f2 branco peão · g2 branco peão · h2 branco peão · a1 branco torre · d1 branco rainha · e1 branco rei · g1 branco cavalo · h1 branco torre | a8 preto torre · b8 preto cavalo · c8 preto bispo · d8 preto rainha · f8 preto torre · g8 preto rei · a7 preto peão · b7 preto peão · c7 preto peão · e7 preto peão · f7 preto peão · g7 preto bispo · h7 preto peão · d6 preto peão · f6 preto cavalo · g6 preto peão · g5 branco bispo · c4 branco peão · d4 branco peão · e4 branco peão · c3 branco cavalo · a2 branco peão · b2 branco peão · e2 branco bispo · f2 branco peão · g2 branco peão · h2 branco peão · a1 branco torre · d1 branco rainha · e1 branco rei · g1 branco cavalo · h1 branco torre | a8 preto torre · b8 preto cavalo · c8 preto bispo · d8 preto rainha · f8 preto torre · g8 preto rei · a7 preto peão · b7 preto peão · c7 preto peão · e7 preto peão · f7 preto peão · g7 preto bispo · h7 preto peão · d6 preto peão · f6 preto cavalo · g6 preto peão · g5 branco bispo · c4 branco peão · d4 branco peão · e4 branco peão · c3 branco cavalo · a2 branco peão · b2 branco peão · e2 branco bispo · f2 branco peão · g2 branco peão · h2 branco peão · a1 branco torre · d1 branco rainha · e1 branco rei · g1 branco cavalo · h1 branco torre | a8 preto torre · b8 preto cavalo · c8 preto bispo · d8 preto rainha · f8 preto torre · g8 preto rei · a7 preto peão · b7 preto peão · c7 preto peão · e7 preto peão · f7 preto peão · g7 preto bispo · h7 preto peão · d6 preto peão · f6 preto cavalo · g6 preto peão · g5 branco bispo · c4 branco peão · d4 branco peão · e4 branco peão · c3 branco cavalo · a2 branco peão · b2 branco peão · e2 branco bispo · f2 branco peão · g2 branco peão · h2 branco peão · a1 branco torre · d1 branco rainha · e1 branco rei · g1 branco cavalo · h1 branco torre | 1 |
|   | a | b | c | d | e | f | g | h |   |

A Variação Averbakh (em homenagem a Yuri Averbakh) é 3.Cc3 Bg7 4.e4 d6 5.Be2 0-0 6.Bg5, que previne o 6...e5 imediato (6...e5? 7. dxe5 dxe5 8. Qxd8 Txd8 9. Cd5 Cxd5 (Se as pretas não jogarem Cxd5, as pretas perdem o cavalo f6)10. Bxd8 Cb6 11. Bxc7 As brancas têm uma troca e um peão, o final de jogo deve ser vencedor para as brancas.)
As pretas geralmente repelem o bispo com 6...h6, dando a elas a opção de um g5 posterior, embora na prática este seja um movimento de enfraquecimento. As brancas têm várias maneiras de se desenvolver, como Qd2, Cf3, f4 ou mesmo h4. No entanto, as pretas obtêm um bom jogo contra todos esses esquemas de desenvolvimento.
A antiga linha principal nisso começa com 6...c5 (que mantém a diagonal longa aberta).
No entanto, 6...Cbd7 e 6...Ca6 (movimento de Judit Polgár) também são vistos.
É possível que o Sistema Averbakh (da Defesa Moderna) possa transitar para a Variação Averbakh da Defesa Índia do Rei.

#### Ataque dos 4 Peões: 5. f4
|   | a | b | c | d | e | f | g | h |   |
| 8 | a8 preto torre · b8 preto cavalo · c8 preto bispo · d8 preto rainha · e8 preto rei · h8 preto torre · a7 preto peão · b7 preto peão · c7 preto peão · e7 preto peão · f7 preto peão · g7 preto bispo · h7 preto peão · d6 preto peão · f6 preto cavalo · g6 preto peão · c4 branco peão · d4 branco peão · e4 branco peão · f4 branco peão · c3 branco cavalo · a2 branco peão · b2 branco peão · g2 branco peão · h2 branco peão · a1 branco torre · c1 branco bispo · d1 branco rainha · e1 branco rei · f1 branco bispo · g1 branco cavalo · h1 branco torre | a8 preto torre · b8 preto cavalo · c8 preto bispo · d8 preto rainha · e8 preto rei · h8 preto torre · a7 preto peão · b7 preto peão · c7 preto peão · e7 preto peão · f7 preto peão · g7 preto bispo · h7 preto peão · d6 preto peão · f6 preto cavalo · g6 preto peão · c4 branco peão · d4 branco peão · e4 branco peão · f4 branco peão · c3 branco cavalo · a2 branco peão · b2 branco peão · g2 branco peão · h2 branco peão · a1 branco torre · c1 branco bispo · d1 branco rainha · e1 branco rei · f1 branco bispo · g1 branco cavalo · h1 branco torre | a8 preto torre · b8 preto cavalo · c8 preto bispo · d8 preto rainha · e8 preto rei · h8 preto torre · a7 preto peão · b7 preto peão · c7 preto peão · e7 preto peão · f7 preto peão · g7 preto bispo · h7 preto peão · d6 preto peão · f6 preto cavalo · g6 preto peão · c4 branco peão · d4 branco peão · e4 branco peão · f4 branco peão · c3 branco cavalo · a2 branco peão · b2 branco peão · g2 branco peão · h2 branco peão · a1 branco torre · c1 branco bispo · d1 branco rainha · e1 branco rei · f1 branco bispo · g1 branco cavalo · h1 branco torre | a8 preto torre · b8 preto cavalo · c8 preto bispo · d8 preto rainha · e8 preto rei · h8 preto torre · a7 preto peão · b7 preto peão · c7 preto peão · e7 preto peão · f7 preto peão · g7 preto bispo · h7 preto peão · d6 preto peão · f6 preto cavalo · g6 preto peão · c4 branco peão · d4 branco peão · e4 branco peão · f4 branco peão · c3 branco cavalo · a2 branco peão · b2 branco peão · g2 branco peão · h2 branco peão · a1 branco torre · c1 branco bispo · d1 branco rainha · e1 branco rei · f1 branco bispo · g1 branco cavalo · h1 branco torre | a8 preto torre · b8 preto cavalo · c8 preto bispo · d8 preto rainha · e8 preto rei · h8 preto torre · a7 preto peão · b7 preto peão · c7 preto peão · e7 preto peão · f7 preto peão · g7 preto bispo · h7 preto peão · d6 preto peão · f6 preto cavalo · g6 preto peão · c4 branco peão · d4 branco peão · e4 branco peão · f4 branco peão · c3 branco cavalo · a2 branco peão · b2 branco peão · g2 branco peão · h2 branco peão · a1 branco torre · c1 branco bispo · d1 branco rainha · e1 branco rei · f1 branco bispo · g1 branco cavalo · h1 branco torre | a8 preto torre · b8 preto cavalo · c8 preto bispo · d8 preto rainha · e8 preto rei · h8 preto torre · a7 preto peão · b7 preto peão · c7 preto peão · e7 preto peão · f7 preto peão · g7 preto bispo · h7 preto peão · d6 preto peão · f6 preto cavalo · g6 preto peão · c4 branco peão · d4 branco peão · e4 branco peão · f4 branco peão · c3 branco cavalo · a2 branco peão · b2 branco peão · g2 branco peão · h2 branco peão · a1 branco torre · c1 branco bispo · d1 branco rainha · e1 branco rei · f1 branco bispo · g1 branco cavalo · h1 branco torre | a8 preto torre · b8 preto cavalo · c8 preto bispo · d8 preto rainha · e8 preto rei · h8 preto torre · a7 preto peão · b7 preto peão · c7 preto peão · e7 preto peão · f7 preto peão · g7 preto bispo · h7 preto peão · d6 preto peão · f6 preto cavalo · g6 preto peão · c4 branco peão · d4 branco peão · e4 branco peão · f4 branco peão · c3 branco cavalo · a2 branco peão · b2 branco peão · g2 branco peão · h2 branco peão · a1 branco torre · c1 branco bispo · d1 branco rainha · e1 branco rei · f1 branco bispo · g1 branco cavalo · h1 branco torre | a8 preto torre · b8 preto cavalo · c8 preto bispo · d8 preto rainha · e8 preto rei · h8 preto torre · a7 preto peão · b7 preto peão · c7 preto peão · e7 preto peão · f7 preto peão · g7 preto bispo · h7 preto peão · d6 preto peão · f6 preto cavalo · g6 preto peão · c4 branco peão · d4 branco peão · e4 branco peão · f4 branco peão · c3 branco cavalo · a2 branco peão · b2 branco peão · g2 branco peão · h2 branco peão · a1 branco torre · c1 branco bispo · d1 branco rainha · e1 branco rei · f1 branco bispo · g1 branco cavalo · h1 branco torre | 8 |
| 7 | a8 preto torre · b8 preto cavalo · c8 preto bispo · d8 preto rainha · e8 preto rei · h8 preto torre · a7 preto peão · b7 preto peão · c7 preto peão · e7 preto peão · f7 preto peão · g7 preto bispo · h7 preto peão · d6 preto peão · f6 preto cavalo · g6 preto peão · c4 branco peão · d4 branco peão · e4 branco peão · f4 branco peão · c3 branco cavalo · a2 branco peão · b2 branco peão · g2 branco peão · h2 branco peão · a1 branco torre · c1 branco bispo · d1 branco rainha · e1 branco rei · f1 branco bispo · g1 branco cavalo · h1 branco torre | a8 preto torre · b8 preto cavalo · c8 preto bispo · d8 preto rainha · e8 preto rei · h8 preto torre · a7 preto peão · b7 preto peão · c7 preto peão · e7 preto peão · f7 preto peão · g7 preto bispo · h7 preto peão · d6 preto peão · f6 preto cavalo · g6 preto peão · c4 branco peão · d4 branco peão · e4 branco peão · f4 branco peão · c3 branco cavalo · a2 branco peão · b2 branco peão · g2 branco peão · h2 branco peão · a1 branco torre · c1 branco bispo · d1 branco rainha · e1 branco rei · f1 branco bispo · g1 branco cavalo · h1 branco torre | a8 preto torre · b8 preto cavalo · c8 preto bispo · d8 preto rainha · e8 preto rei · h8 preto torre · a7 preto peão · b7 preto peão · c7 preto peão · e7 preto peão · f7 preto peão · g7 preto bispo · h7 preto peão · d6 preto peão · f6 preto cavalo · g6 preto peão · c4 branco peão · d4 branco peão · e4 branco peão · f4 branco peão · c3 branco cavalo · a2 branco peão · b2 branco peão · g2 branco peão · h2 branco peão · a1 branco torre · c1 branco bispo · d1 branco rainha · e1 branco rei · f1 branco bispo · g1 branco cavalo · h1 branco torre | a8 preto torre · b8 preto cavalo · c8 preto bispo · d8 preto rainha · e8 preto rei · h8 preto torre · a7 preto peão · b7 preto peão · c7 preto peão · e7 preto peão · f7 preto peão · g7 preto bispo · h7 preto peão · d6 preto peão · f6 preto cavalo · g6 preto peão · c4 branco peão · d4 branco peão · e4 branco peão · f4 branco peão · c3 branco cavalo · a2 branco peão · b2 branco peão · g2 branco peão · h2 branco peão · a1 branco torre · c1 branco bispo · d1 branco rainha · e1 branco rei · f1 branco bispo · g1 branco cavalo · h1 branco torre | a8 preto torre · b8 preto cavalo · c8 preto bispo · d8 preto rainha · e8 preto rei · h8 preto torre · a7 preto peão · b7 preto peão · c7 preto peão · e7 preto peão · f7 preto peão · g7 preto bispo · h7 preto peão · d6 preto peão · f6 preto cavalo · g6 preto peão · c4 branco peão · d4 branco peão · e4 branco peão · f4 branco peão · c3 branco cavalo · a2 branco peão · b2 branco peão · g2 branco peão · h2 branco peão · a1 branco torre · c1 branco bispo · d1 branco rainha · e1 branco rei · f1 branco bispo · g1 branco cavalo · h1 branco torre | a8 preto torre · b8 preto cavalo · c8 preto bispo · d8 preto rainha · e8 preto rei · h8 preto torre · a7 preto peão · b7 preto peão · c7 preto peão · e7 preto peão · f7 preto peão · g7 preto bispo · h7 preto peão · d6 preto peão · f6 preto cavalo · g6 preto peão · c4 branco peão · d4 branco peão · e4 branco peão · f4 branco peão · c3 branco cavalo · a2 branco peão · b2 branco peão · g2 branco peão · h2 branco peão · a1 branco torre · c1 branco bispo · d1 branco rainha · e1 branco rei · f1 branco bispo · g1 branco cavalo · h1 branco torre | a8 preto torre · b8 preto cavalo · c8 preto bispo · d8 preto rainha · e8 preto rei · h8 preto torre · a7 preto peão · b7 preto peão · c7 preto peão · e7 preto peão · f7 preto peão · g7 preto bispo · h7 preto peão · d6 preto peão · f6 preto cavalo · g6 preto peão · c4 branco peão · d4 branco peão · e4 branco peão · f4 branco peão · c3 branco cavalo · a2 branco peão · b2 branco peão · g2 branco peão · h2 branco peão · a1 branco torre · c1 branco bispo · d1 branco rainha · e1 branco rei · f1 branco bispo · g1 branco cavalo · h1 branco torre | a8 preto torre · b8 preto cavalo · c8 preto bispo · d8 preto rainha · e8 preto rei · h8 preto torre · a7 preto peão · b7 preto peão · c7 preto peão · e7 preto peão · f7 preto peão · g7 preto bispo · h7 preto peão · d6 preto peão · f6 preto cavalo · g6 preto peão · c4 branco peão · d4 branco peão · e4 branco peão · f4 branco peão · c3 branco cavalo · a2 branco peão · b2 branco peão · g2 branco peão · h2 branco peão · a1 branco torre · c1 branco bispo · d1 branco rainha · e1 branco rei · f1 branco bispo · g1 branco cavalo · h1 branco torre | 7 |
| 6 | a8 preto torre · b8 preto cavalo · c8 preto bispo · d8 preto rainha · e8 preto rei · h8 preto torre · a7 preto peão · b7 preto peão · c7 preto peão · e7 preto peão · f7 preto peão · g7 preto bispo · h7 preto peão · d6 preto peão · f6 preto cavalo · g6 preto peão · c4 branco peão · d4 branco peão · e4 branco peão · f4 branco peão · c3 branco cavalo · a2 branco peão · b2 branco peão · g2 branco peão · h2 branco peão · a1 branco torre · c1 branco bispo · d1 branco rainha · e1 branco rei · f1 branco bispo · g1 branco cavalo · h1 branco torre | a8 preto torre · b8 preto cavalo · c8 preto bispo · d8 preto rainha · e8 preto rei · h8 preto torre · a7 preto peão · b7 preto peão · c7 preto peão · e7 preto peão · f7 preto peão · g7 preto bispo · h7 preto peão · d6 preto peão · f6 preto cavalo · g6 preto peão · c4 branco peão · d4 branco peão · e4 branco peão · f4 branco peão · c3 branco cavalo · a2 branco peão · b2 branco peão · g2 branco peão · h2 branco peão · a1 branco torre · c1 branco bispo · d1 branco rainha · e1 branco rei · f1 branco bispo · g1 branco cavalo · h1 branco torre | a8 preto torre · b8 preto cavalo · c8 preto bispo · d8 preto rainha · e8 preto rei · h8 preto torre · a7 preto peão · b7 preto peão · c7 preto peão · e7 preto peão · f7 preto peão · g7 preto bispo · h7 preto peão · d6 preto peão · f6 preto cavalo · g6 preto peão · c4 branco peão · d4 branco peão · e4 branco peão · f4 branco peão · c3 branco cavalo · a2 branco peão · b2 branco peão · g2 branco peão · h2 branco peão · a1 branco torre · c1 branco bispo · d1 branco rainha · e1 branco rei · f1 branco bispo · g1 branco cavalo · h1 branco torre | a8 preto torre · b8 preto cavalo · c8 preto bispo · d8 preto rainha · e8 preto rei · h8 preto torre · a7 preto peão · b7 preto peão · c7 preto peão · e7 preto peão · f7 preto peão · g7 preto bispo · h7 preto peão · d6 preto peão · f6 preto cavalo · g6 preto peão · c4 branco peão · d4 branco peão · e4 branco peão · f4 branco peão · c3 branco cavalo · a2 branco peão · b2 branco peão · g2 branco peão · h2 branco peão · a1 branco torre · c1 branco bispo · d1 branco rainha · e1 branco rei · f1 branco bispo · g1 branco cavalo · h1 branco torre | a8 preto torre · b8 preto cavalo · c8 preto bispo · d8 preto rainha · e8 preto rei · h8 preto torre · a7 preto peão · b7 preto peão · c7 preto peão · e7 preto peão · f7 preto peão · g7 preto bispo · h7 preto peão · d6 preto peão · f6 preto cavalo · g6 preto peão · c4 branco peão · d4 branco peão · e4 branco peão · f4 branco peão · c3 branco cavalo · a2 branco peão · b2 branco peão · g2 branco peão · h2 branco peão · a1 branco torre · c1 branco bispo · d1 branco rainha · e1 branco rei · f1 branco bispo · g1 branco cavalo · h1 branco torre | a8 preto torre · b8 preto cavalo · c8 preto bispo · d8 preto rainha · e8 preto rei · h8 preto torre · a7 preto peão · b7 preto peão · c7 preto peão · e7 preto peão · f7 preto peão · g7 preto bispo · h7 preto peão · d6 preto peão · f6 preto cavalo · g6 preto peão · c4 branco peão · d4 branco peão · e4 branco peão · f4 branco peão · c3 branco cavalo · a2 branco peão · b2 branco peão · g2 branco peão · h2 branco peão · a1 branco torre · c1 branco bispo · d1 branco rainha · e1 branco rei · f1 branco bispo · g1 branco cavalo · h1 branco torre | a8 preto torre · b8 preto cavalo · c8 preto bispo · d8 preto rainha · e8 preto rei · h8 preto torre · a7 preto peão · b7 preto peão · c7 preto peão · e7 preto peão · f7 preto peão · g7 preto bispo · h7 preto peão · d6 preto peão · f6 preto cavalo · g6 preto peão · c4 branco peão · d4 branco peão · e4 branco peão · f4 branco peão · c3 branco cavalo · a2 branco peão · b2 branco peão · g2 branco peão · h2 branco peão · a1 branco torre · c1 branco bispo · d1 branco rainha · e1 branco rei · f1 branco bispo · g1 branco cavalo · h1 branco torre | a8 preto torre · b8 preto cavalo · c8 preto bispo · d8 preto rainha · e8 preto rei · h8 preto torre · a7 preto peão · b7 preto peão · c7 preto peão · e7 preto peão · f7 preto peão · g7 preto bispo · h7 preto peão · d6 preto peão · f6 preto cavalo · g6 preto peão · c4 branco peão · d4 branco peão · e4 branco peão · f4 branco peão · c3 branco cavalo · a2 branco peão · b2 branco peão · g2 branco peão · h2 branco peão · a1 branco torre · c1 branco bispo · d1 branco rainha · e1 branco rei · f1 branco bispo · g1 branco cavalo · h1 branco torre | 6 |
| 5 | a8 preto torre · b8 preto cavalo · c8 preto bispo · d8 preto rainha · e8 preto rei · h8 preto torre · a7 preto peão · b7 preto peão · c7 preto peão · e7 preto peão · f7 preto peão · g7 preto bispo · h7 preto peão · d6 preto peão · f6 preto cavalo · g6 preto peão · c4 branco peão · d4 branco peão · e4 branco peão · f4 branco peão · c3 branco cavalo · a2 branco peão · b2 branco peão · g2 branco peão · h2 branco peão · a1 branco torre · c1 branco bispo · d1 branco rainha · e1 branco rei · f1 branco bispo · g1 branco cavalo · h1 branco torre | a8 preto torre · b8 preto cavalo · c8 preto bispo · d8 preto rainha · e8 preto rei · h8 preto torre · a7 preto peão · b7 preto peão · c7 preto peão · e7 preto peão · f7 preto peão · g7 preto bispo · h7 preto peão · d6 preto peão · f6 preto cavalo · g6 preto peão · c4 branco peão · d4 branco peão · e4 branco peão · f4 branco peão · c3 branco cavalo · a2 branco peão · b2 branco peão · g2 branco peão · h2 branco peão · a1 branco torre · c1 branco bispo · d1 branco rainha · e1 branco rei · f1 branco bispo · g1 branco cavalo · h1 branco torre | a8 preto torre · b8 preto cavalo · c8 preto bispo · d8 preto rainha · e8 preto rei · h8 preto torre · a7 preto peão · b7 preto peão · c7 preto peão · e7 preto peão · f7 preto peão · g7 preto bispo · h7 preto peão · d6 preto peão · f6 preto cavalo · g6 preto peão · c4 branco peão · d4 branco peão · e4 branco peão · f4 branco peão · c3 branco cavalo · a2 branco peão · b2 branco peão · g2 branco peão · h2 branco peão · a1 branco torre · c1 branco bispo · d1 branco rainha · e1 branco rei · f1 branco bispo · g1 branco cavalo · h1 branco torre | a8 preto torre · b8 preto cavalo · c8 preto bispo · d8 preto rainha · e8 preto rei · h8 preto torre · a7 preto peão · b7 preto peão · c7 preto peão · e7 preto peão · f7 preto peão · g7 preto bispo · h7 preto peão · d6 preto peão · f6 preto cavalo · g6 preto peão · c4 branco peão · d4 branco peão · e4 branco peão · f4 branco peão · c3 branco cavalo · a2 branco peão · b2 branco peão · g2 branco peão · h2 branco peão · a1 branco torre · c1 branco bispo · d1 branco rainha · e1 branco rei · f1 branco bispo · g1 branco cavalo · h1 branco torre | a8 preto torre · b8 preto cavalo · c8 preto bispo · d8 preto rainha · e8 preto rei · h8 preto torre · a7 preto peão · b7 preto peão · c7 preto peão · e7 preto peão · f7 preto peão · g7 preto bispo · h7 preto peão · d6 preto peão · f6 preto cavalo · g6 preto peão · c4 branco peão · d4 branco peão · e4 branco peão · f4 branco peão · c3 branco cavalo · a2 branco peão · b2 branco peão · g2 branco peão · h2 branco peão · a1 branco torre · c1 branco bispo · d1 branco rainha · e1 branco rei · f1 branco bispo · g1 branco cavalo · h1 branco torre | a8 preto torre · b8 preto cavalo · c8 preto bispo · d8 preto rainha · e8 preto rei · h8 preto torre · a7 preto peão · b7 preto peão · c7 preto peão · e7 preto peão · f7 preto peão · g7 preto bispo · h7 preto peão · d6 preto peão · f6 preto cavalo · g6 preto peão · c4 branco peão · d4 branco peão · e4 branco peão · f4 branco peão · c3 branco cavalo · a2 branco peão · b2 branco peão · g2 branco peão · h2 branco peão · a1 branco torre · c1 branco bispo · d1 branco rainha · e1 branco rei · f1 branco bispo · g1 branco cavalo · h1 branco torre | a8 preto torre · b8 preto cavalo · c8 preto bispo · d8 preto rainha · e8 preto rei · h8 preto torre · a7 preto peão · b7 preto peão · c7 preto peão · e7 preto peão · f7 preto peão · g7 preto bispo · h7 preto peão · d6 preto peão · f6 preto cavalo · g6 preto peão · c4 branco peão · d4 branco peão · e4 branco peão · f4 branco peão · c3 branco cavalo · a2 branco peão · b2 branco peão · g2 branco peão · h2 branco peão · a1 branco torre · c1 branco bispo · d1 branco rainha · e1 branco rei · f1 branco bispo · g1 branco cavalo · h1 branco torre | a8 preto torre · b8 preto cavalo · c8 preto bispo · d8 preto rainha · e8 preto rei · h8 preto torre · a7 preto peão · b7 preto peão · c7 preto peão · e7 preto peão · f7 preto peão · g7 preto bispo · h7 preto peão · d6 preto peão · f6 preto cavalo · g6 preto peão · c4 branco peão · d4 branco peão · e4 branco peão · f4 branco peão · c3 branco cavalo · a2 branco peão · b2 branco peão · g2 branco peão · h2 branco peão · a1 branco torre · c1 branco bispo · d1 branco rainha · e1 branco rei · f1 branco bispo · g1 branco cavalo · h1 branco torre | 5 |
| 4 | a8 preto torre · b8 preto cavalo · c8 preto bispo · d8 preto rainha · e8 preto rei · h8 preto torre · a7 preto peão · b7 preto peão · c7 preto peão · e7 preto peão · f7 preto peão · g7 preto bispo · h7 preto peão · d6 preto peão · f6 preto cavalo · g6 preto peão · c4 branco peão · d4 branco peão · e4 branco peão · f4 branco peão · c3 branco cavalo · a2 branco peão · b2 branco peão · g2 branco peão · h2 branco peão · a1 branco torre · c1 branco bispo · d1 branco rainha · e1 branco rei · f1 branco bispo · g1 branco cavalo · h1 branco torre | a8 preto torre · b8 preto cavalo · c8 preto bispo · d8 preto rainha · e8 preto rei · h8 preto torre · a7 preto peão · b7 preto peão · c7 preto peão · e7 preto peão · f7 preto peão · g7 preto bispo · h7 preto peão · d6 preto peão · f6 preto cavalo · g6 preto peão · c4 branco peão · d4 branco peão · e4 branco peão · f4 branco peão · c3 branco cavalo · a2 branco peão · b2 branco peão · g2 branco peão · h2 branco peão · a1 branco torre · c1 branco bispo · d1 branco rainha · e1 branco rei · f1 branco bispo · g1 branco cavalo · h1 branco torre | a8 preto torre · b8 preto cavalo · c8 preto bispo · d8 preto rainha · e8 preto rei · h8 preto torre · a7 preto peão · b7 preto peão · c7 preto peão · e7 preto peão · f7 preto peão · g7 preto bispo · h7 preto peão · d6 preto peão · f6 preto cavalo · g6 preto peão · c4 branco peão · d4 branco peão · e4 branco peão · f4 branco peão · c3 branco cavalo · a2 branco peão · b2 branco peão · g2 branco peão · h2 branco peão · a1 branco torre · c1 branco bispo · d1 branco rainha · e1 branco rei · f1 branco bispo · g1 branco cavalo · h1 branco torre | a8 preto torre · b8 preto cavalo · c8 preto bispo · d8 preto rainha · e8 preto rei · h8 preto torre · a7 preto peão · b7 preto peão · c7 preto peão · e7 preto peão · f7 preto peão · g7 preto bispo · h7 preto peão · d6 preto peão · f6 preto cavalo · g6 preto peão · c4 branco peão · d4 branco peão · e4 branco peão · f4 branco peão · c3 branco cavalo · a2 branco peão · b2 branco peão · g2 branco peão · h2 branco peão · a1 branco torre · c1 branco bispo · d1 branco rainha · e1 branco rei · f1 branco bispo · g1 branco cavalo · h1 branco torre | a8 preto torre · b8 preto cavalo · c8 preto bispo · d8 preto rainha · e8 preto rei · h8 preto torre · a7 preto peão · b7 preto peão · c7 preto peão · e7 preto peão · f7 preto peão · g7 preto bispo · h7 preto peão · d6 preto peão · f6 preto cavalo · g6 preto peão · c4 branco peão · d4 branco peão · e4 branco peão · f4 branco peão · c3 branco cavalo · a2 branco peão · b2 branco peão · g2 branco peão · h2 branco peão · a1 branco torre · c1 branco bispo · d1 branco rainha · e1 branco rei · f1 branco bispo · g1 branco cavalo · h1 branco torre | a8 preto torre · b8 preto cavalo · c8 preto bispo · d8 preto rainha · e8 preto rei · h8 preto torre · a7 preto peão · b7 preto peão · c7 preto peão · e7 preto peão · f7 preto peão · g7 preto bispo · h7 preto peão · d6 preto peão · f6 preto cavalo · g6 preto peão · c4 branco peão · d4 branco peão · e4 branco peão · f4 branco peão · c3 branco cavalo · a2 branco peão · b2 branco peão · g2 branco peão · h2 branco peão · a1 branco torre · c1 branco bispo · d1 branco rainha · e1 branco rei · f1 branco bispo · g1 branco cavalo · h1 branco torre | a8 preto torre · b8 preto cavalo · c8 preto bispo · d8 preto rainha · e8 preto rei · h8 preto torre · a7 preto peão · b7 preto peão · c7 preto peão · e7 preto peão · f7 preto peão · g7 preto bispo · h7 preto peão · d6 preto peão · f6 preto cavalo · g6 preto peão · c4 branco peão · d4 branco peão · e4 branco peão · f4 branco peão · c3 branco cavalo · a2 branco peão · b2 branco peão · g2 branco peão · h2 branco peão · a1 branco torre · c1 branco bispo · d1 branco rainha · e1 branco rei · f1 branco bispo · g1 branco cavalo · h1 branco torre | a8 preto torre · b8 preto cavalo · c8 preto bispo · d8 preto rainha · e8 preto rei · h8 preto torre · a7 preto peão · b7 preto peão · c7 preto peão · e7 preto peão · f7 preto peão · g7 preto bispo · h7 preto peão · d6 preto peão · f6 preto cavalo · g6 preto peão · c4 branco peão · d4 branco peão · e4 branco peão · f4 branco peão · c3 branco cavalo · a2 branco peão · b2 branco peão · g2 branco peão · h2 branco peão · a1 branco torre · c1 branco bispo · d1 branco rainha · e1 branco rei · f1 branco bispo · g1 branco cavalo · h1 branco torre | 4 |
| 3 | a8 preto torre · b8 preto cavalo · c8 preto bispo · d8 preto rainha · e8 preto rei · h8 preto torre · a7 preto peão · b7 preto peão · c7 preto peão · e7 preto peão · f7 preto peão · g7 preto bispo · h7 preto peão · d6 preto peão · f6 preto cavalo · g6 preto peão · c4 branco peão · d4 branco peão · e4 branco peão · f4 branco peão · c3 branco cavalo · a2 branco peão · b2 branco peão · g2 branco peão · h2 branco peão · a1 branco torre · c1 branco bispo · d1 branco rainha · e1 branco rei · f1 branco bispo · g1 branco cavalo · h1 branco torre | a8 preto torre · b8 preto cavalo · c8 preto bispo · d8 preto rainha · e8 preto rei · h8 preto torre · a7 preto peão · b7 preto peão · c7 preto peão · e7 preto peão · f7 preto peão · g7 preto bispo · h7 preto peão · d6 preto peão · f6 preto cavalo · g6 preto peão · c4 branco peão · d4 branco peão · e4 branco peão · f4 branco peão · c3 branco cavalo · a2 branco peão · b2 branco peão · g2 branco peão · h2 branco peão · a1 branco torre · c1 branco bispo · d1 branco rainha · e1 branco rei · f1 branco bispo · g1 branco cavalo · h1 branco torre | a8 preto torre · b8 preto cavalo · c8 preto bispo · d8 preto rainha · e8 preto rei · h8 preto torre · a7 preto peão · b7 preto peão · c7 preto peão · e7 preto peão · f7 preto peão · g7 preto bispo · h7 preto peão · d6 preto peão · f6 preto cavalo · g6 preto peão · c4 branco peão · d4 branco peão · e4 branco peão · f4 branco peão · c3 branco cavalo · a2 branco peão · b2 branco peão · g2 branco peão · h2 branco peão · a1 branco torre · c1 branco bispo · d1 branco rainha · e1 branco rei · f1 branco bispo · g1 branco cavalo · h1 branco torre | a8 preto torre · b8 preto cavalo · c8 preto bispo · d8 preto rainha · e8 preto rei · h8 preto torre · a7 preto peão · b7 preto peão · c7 preto peão · e7 preto peão · f7 preto peão · g7 preto bispo · h7 preto peão · d6 preto peão · f6 preto cavalo · g6 preto peão · c4 branco peão · d4 branco peão · e4 branco peão · f4 branco peão · c3 branco cavalo · a2 branco peão · b2 branco peão · g2 branco peão · h2 branco peão · a1 branco torre · c1 branco bispo · d1 branco rainha · e1 branco rei · f1 branco bispo · g1 branco cavalo · h1 branco torre | a8 preto torre · b8 preto cavalo · c8 preto bispo · d8 preto rainha · e8 preto rei · h8 preto torre · a7 preto peão · b7 preto peão · c7 preto peão · e7 preto peão · f7 preto peão · g7 preto bispo · h7 preto peão · d6 preto peão · f6 preto cavalo · g6 preto peão · c4 branco peão · d4 branco peão · e4 branco peão · f4 branco peão · c3 branco cavalo · a2 branco peão · b2 branco peão · g2 branco peão · h2 branco peão · a1 branco torre · c1 branco bispo · d1 branco rainha · e1 branco rei · f1 branco bispo · g1 branco cavalo · h1 branco torre | a8 preto torre · b8 preto cavalo · c8 preto bispo · d8 preto rainha · e8 preto rei · h8 preto torre · a7 preto peão · b7 preto peão · c7 preto peão · e7 preto peão · f7 preto peão · g7 preto bispo · h7 preto peão · d6 preto peão · f6 preto cavalo · g6 preto peão · c4 branco peão · d4 branco peão · e4 branco peão · f4 branco peão · c3 branco cavalo · a2 branco peão · b2 branco peão · g2 branco peão · h2 branco peão · a1 branco torre · c1 branco bispo · d1 branco rainha · e1 branco rei · f1 branco bispo · g1 branco cavalo · h1 branco torre | a8 preto torre · b8 preto cavalo · c8 preto bispo · d8 preto rainha · e8 preto rei · h8 preto torre · a7 preto peão · b7 preto peão · c7 preto peão · e7 preto peão · f7 preto peão · g7 preto bispo · h7 preto peão · d6 preto peão · f6 preto cavalo · g6 preto peão · c4 branco peão · d4 branco peão · e4 branco peão · f4 branco peão · c3 branco cavalo · a2 branco peão · b2 branco peão · g2 branco peão · h2 branco peão · a1 branco torre · c1 branco bispo · d1 branco rainha · e1 branco rei · f1 branco bispo · g1 branco cavalo · h1 branco torre | a8 preto torre · b8 preto cavalo · c8 preto bispo · d8 preto rainha · e8 preto rei · h8 preto torre · a7 preto peão · b7 preto peão · c7 preto peão · e7 preto peão · f7 preto peão · g7 preto bispo · h7 preto peão · d6 preto peão · f6 preto cavalo · g6 preto peão · c4 branco peão · d4 branco peão · e4 branco peão · f4 branco peão · c3 branco cavalo · a2 branco peão · b2 branco peão · g2 branco peão · h2 branco peão · a1 branco torre · c1 branco bispo · d1 branco rainha · e1 branco rei · f1 branco bispo · g1 branco cavalo · h1 branco torre | 3 |
| 2 | a8 preto torre · b8 preto cavalo · c8 preto bispo · d8 preto rainha · e8 preto rei · h8 preto torre · a7 preto peão · b7 preto peão · c7 preto peão · e7 preto peão · f7 preto peão · g7 preto bispo · h7 preto peão · d6 preto peão · f6 preto cavalo · g6 preto peão · c4 branco peão · d4 branco peão · e4 branco peão · f4 branco peão · c3 branco cavalo · a2 branco peão · b2 branco peão · g2 branco peão · h2 branco peão · a1 branco torre · c1 branco bispo · d1 branco rainha · e1 branco rei · f1 branco bispo · g1 branco cavalo · h1 branco torre | a8 preto torre · b8 preto cavalo · c8 preto bispo · d8 preto rainha · e8 preto rei · h8 preto torre · a7 preto peão · b7 preto peão · c7 preto peão · e7 preto peão · f7 preto peão · g7 preto bispo · h7 preto peão · d6 preto peão · f6 preto cavalo · g6 preto peão · c4 branco peão · d4 branco peão · e4 branco peão · f4 branco peão · c3 branco cavalo · a2 branco peão · b2 branco peão · g2 branco peão · h2 branco peão · a1 branco torre · c1 branco bispo · d1 branco rainha · e1 branco rei · f1 branco bispo · g1 branco cavalo · h1 branco torre | a8 preto torre · b8 preto cavalo · c8 preto bispo · d8 preto rainha · e8 preto rei · h8 preto torre · a7 preto peão · b7 preto peão · c7 preto peão · e7 preto peão · f7 preto peão · g7 preto bispo · h7 preto peão · d6 preto peão · f6 preto cavalo · g6 preto peão · c4 branco peão · d4 branco peão · e4 branco peão · f4 branco peão · c3 branco cavalo · a2 branco peão · b2 branco peão · g2 branco peão · h2 branco peão · a1 branco torre · c1 branco bispo · d1 branco rainha · e1 branco rei · f1 branco bispo · g1 branco cavalo · h1 branco torre | a8 preto torre · b8 preto cavalo · c8 preto bispo · d8 preto rainha · e8 preto rei · h8 preto torre · a7 preto peão · b7 preto peão · c7 preto peão · e7 preto peão · f7 preto peão · g7 preto bispo · h7 preto peão · d6 preto peão · f6 preto cavalo · g6 preto peão · c4 branco peão · d4 branco peão · e4 branco peão · f4 branco peão · c3 branco cavalo · a2 branco peão · b2 branco peão · g2 branco peão · h2 branco peão · a1 branco torre · c1 branco bispo · d1 branco rainha · e1 branco rei · f1 branco bispo · g1 branco cavalo · h1 branco torre | a8 preto torre · b8 preto cavalo · c8 preto bispo · d8 preto rainha · e8 preto rei · h8 preto torre · a7 preto peão · b7 preto peão · c7 preto peão · e7 preto peão · f7 preto peão · g7 preto bispo · h7 preto peão · d6 preto peão · f6 preto cavalo · g6 preto peão · c4 branco peão · d4 branco peão · e4 branco peão · f4 branco peão · c3 branco cavalo · a2 branco peão · b2 branco peão · g2 branco peão · h2 branco peão · a1 branco torre · c1 branco bispo · d1 branco rainha · e1 branco rei · f1 branco bispo · g1 branco cavalo · h1 branco torre | a8 preto torre · b8 preto cavalo · c8 preto bispo · d8 preto rainha · e8 preto rei · h8 preto torre · a7 preto peão · b7 preto peão · c7 preto peão · e7 preto peão · f7 preto peão · g7 preto bispo · h7 preto peão · d6 preto peão · f6 preto cavalo · g6 preto peão · c4 branco peão · d4 branco peão · e4 branco peão · f4 branco peão · c3 branco cavalo · a2 branco peão · b2 branco peão · g2 branco peão · h2 branco peão · a1 branco torre · c1 branco bispo · d1 branco rainha · e1 branco rei · f1 branco bispo · g1 branco cavalo · h1 branco torre | a8 preto torre · b8 preto cavalo · c8 preto bispo · d8 preto rainha · e8 preto rei · h8 preto torre · a7 preto peão · b7 preto peão · c7 preto peão · e7 preto peão · f7 preto peão · g7 preto bispo · h7 preto peão · d6 preto peão · f6 preto cavalo · g6 preto peão · c4 branco peão · d4 branco peão · e4 branco peão · f4 branco peão · c3 branco cavalo · a2 branco peão · b2 branco peão · g2 branco peão · h2 branco peão · a1 branco torre · c1 branco bispo · d1 branco rainha · e1 branco rei · f1 branco bispo · g1 branco cavalo · h1 branco torre | a8 preto torre · b8 preto cavalo · c8 preto bispo · d8 preto rainha · e8 preto rei · h8 preto torre · a7 preto peão · b7 preto peão · c7 preto peão · e7 preto peão · f7 preto peão · g7 preto bispo · h7 preto peão · d6 preto peão · f6 preto cavalo · g6 preto peão · c4 branco peão · d4 branco peão · e4 branco peão · f4 branco peão · c3 branco cavalo · a2 branco peão · b2 branco peão · g2 branco peão · h2 branco peão · a1 branco torre · c1 branco bispo · d1 branco rainha · e1 branco rei · f1 branco bispo · g1 branco cavalo · h1 branco torre | 2 |
| 1 | a8 preto torre · b8 preto cavalo · c8 preto bispo · d8 preto rainha · e8 preto rei · h8 preto torre · a7 preto peão · b7 preto peão · c7 preto peão · e7 preto peão · f7 preto peão · g7 preto bispo · h7 preto peão · d6 preto peão · f6 preto cavalo · g6 preto peão · c4 branco peão · d4 branco peão · e4 branco peão · f4 branco peão · c3 branco cavalo · a2 branco peão · b2 branco peão · g2 branco peão · h2 branco peão · a1 branco torre · c1 branco bispo · d1 branco rainha · e1 branco rei · f1 branco bispo · g1 branco cavalo · h1 branco torre | a8 preto torre · b8 preto cavalo · c8 preto bispo · d8 preto rainha · e8 preto rei · h8 preto torre · a7 preto peão · b7 preto peão · c7 preto peão · e7 preto peão · f7 preto peão · g7 preto bispo · h7 preto peão · d6 preto peão · f6 preto cavalo · g6 preto peão · c4 branco peão · d4 branco peão · e4 branco peão · f4 branco peão · c3 branco cavalo · a2 branco peão · b2 branco peão · g2 branco peão · h2 branco peão · a1 branco torre · c1 branco bispo · d1 branco rainha · e1 branco rei · f1 branco bispo · g1 branco cavalo · h1 branco torre | a8 preto torre · b8 preto cavalo · c8 preto bispo · d8 preto rainha · e8 preto rei · h8 preto torre · a7 preto peão · b7 preto peão · c7 preto peão · e7 preto peão · f7 preto peão · g7 preto bispo · h7 preto peão · d6 preto peão · f6 preto cavalo · g6 preto peão · c4 branco peão · d4 branco peão · e4 branco peão · f4 branco peão · c3 branco cavalo · a2 branco peão · b2 branco peão · g2 branco peão · h2 branco peão · a1 branco torre · c1 branco bispo · d1 branco rainha · e1 branco rei · f1 branco bispo · g1 branco cavalo · h1 branco torre | a8 preto torre · b8 preto cavalo · c8 preto bispo · d8 preto rainha · e8 preto rei · h8 preto torre · a7 preto peão · b7 preto peão · c7 preto peão · e7 preto peão · f7 preto peão · g7 preto bispo · h7 preto peão · d6 preto peão · f6 preto cavalo · g6 preto peão · c4 branco peão · d4 branco peão · e4 branco peão · f4 branco peão · c3 branco cavalo · a2 branco peão · b2 branco peão · g2 branco peão · h2 branco peão · a1 branco torre · c1 branco bispo · d1 branco rainha · e1 branco rei · f1 branco bispo · g1 branco cavalo · h1 branco torre | a8 preto torre · b8 preto cavalo · c8 preto bispo · d8 preto rainha · e8 preto rei · h8 preto torre · a7 preto peão · b7 preto peão · c7 preto peão · e7 preto peão · f7 preto peão · g7 preto bispo · h7 preto peão · d6 preto peão · f6 preto cavalo · g6 preto peão · c4 branco peão · d4 branco peão · e4 branco peão · f4 branco peão · c3 branco cavalo · a2 branco peão · b2 branco peão · g2 branco peão · h2 branco peão · a1 branco torre · c1 branco bispo · d1 branco rainha · e1 branco rei · f1 branco bispo · g1 branco cavalo · h1 branco torre | a8 preto torre · b8 preto cavalo · c8 preto bispo · d8 preto rainha · e8 preto rei · h8 preto torre · a7 preto peão · b7 preto peão · c7 preto peão · e7 preto peão · f7 preto peão · g7 preto bispo · h7 preto peão · d6 preto peão · f6 preto cavalo · g6 preto peão · c4 branco peão · d4 branco peão · e4 branco peão · f4 branco peão · c3 branco cavalo · a2 branco peão · b2 branco peão · g2 branco peão · h2 branco peão · a1 branco torre · c1 branco bispo · d1 branco rainha · e1 branco rei · f1 branco bispo · g1 branco cavalo · h1 branco torre | a8 preto torre · b8 preto cavalo · c8 preto bispo · d8 preto rainha · e8 preto rei · h8 preto torre · a7 preto peão · b7 preto peão · c7 preto peão · e7 preto peão · f7 preto peão · g7 preto bispo · h7 preto peão · d6 preto peão · f6 preto cavalo · g6 preto peão · c4 branco peão · d4 branco peão · e4 branco peão · f4 branco peão · c3 branco cavalo · a2 branco peão · b2 branco peão · g2 branco peão · h2 branco peão · a1 branco torre · c1 branco bispo · d1 branco rainha · e1 branco rei · f1 branco bispo · g1 branco cavalo · h1 branco torre | a8 preto torre · b8 preto cavalo · c8 preto bispo · d8 preto rainha · e8 preto rei · h8 preto torre · a7 preto peão · b7 preto peão · c7 preto peão · e7 preto peão · f7 preto peão · g7 preto bispo · h7 preto peão · d6 preto peão · f6 preto cavalo · g6 preto peão · c4 branco peão · d4 branco peão · e4 branco peão · f4 branco peão · c3 branco cavalo · a2 branco peão · b2 branco peão · g2 branco peão · h2 branco peão · a1 branco torre · c1 branco bispo · d1 branco rainha · e1 branco rei · f1 branco bispo · g1 branco cavalo · h1 branco torre | 1 |
|   | a | b | c | d | e | f | g | h |   |

O Ataque dos Quatro Peões continua com 3.Cc3 Bg7 4.e4 d6 5.f4 0-0 6.Cf3. Este é o método mais agressivo para as Brancas e era visto frequentemente na década de 1920. Com seu quinto movimento, as Brancas erguem um centro enorme ao preço de ficarem para trás no desenvolvimento. Se as Pretas puderem abrir a posição, as Brancas podem muito bem se ver sobrecarregadas. A partir disto, 6...c5 é a linha principal.
- 6...c5 7.d5 e6 8.Be2 exd5 9.cxd5
  - 9...Bg4 tem sido uma linha sólida para as Pretas.
  - 9...Te8 pode ser justificado com jogo sólido.
  - 9...b5 é conhecido por levar a um jogo afiado e perigoso.
- 6...Na6 é conhecido como a Variação Moderna. Este é um movimento que antecipa jogar ...Nc5 com contrajogo. Se as Brancas fizerem movimentos neutros como 7.Bd3, isso teve sucesso. Por outro lado, 7.e5 é o plano mais agressivo.

### Variante do fianqueto:  3.Cf3 Bg7 4.g3
|   | a | b | c | d | e | f | g | h |   |
| 8 | a8 preto torre · b8 preto cavalo · c8 preto bispo · d8 preto rainha · f8 preto torre · g8 preto rei · a7 preto peão · b7 preto peão · c7 preto peão · e7 preto peão · f7 preto peão · g7 preto bispo · h7 preto peão · d6 preto peão · f6 preto cavalo · g6 preto peão · c4 branco peão · d4 branco peão · f3 branco cavalo · g3 branco peão · a2 branco peão · b2 branco peão · e2 branco peão · f2 branco peão · g2 branco bispo · h2 branco peão · a1 branco torre · b1 branco cavalo · c1 branco bispo · d1 branco rainha · f1 branco torre · g1 branco rei | a8 preto torre · b8 preto cavalo · c8 preto bispo · d8 preto rainha · f8 preto torre · g8 preto rei · a7 preto peão · b7 preto peão · c7 preto peão · e7 preto peão · f7 preto peão · g7 preto bispo · h7 preto peão · d6 preto peão · f6 preto cavalo · g6 preto peão · c4 branco peão · d4 branco peão · f3 branco cavalo · g3 branco peão · a2 branco peão · b2 branco peão · e2 branco peão · f2 branco peão · g2 branco bispo · h2 branco peão · a1 branco torre · b1 branco cavalo · c1 branco bispo · d1 branco rainha · f1 branco torre · g1 branco rei | a8 preto torre · b8 preto cavalo · c8 preto bispo · d8 preto rainha · f8 preto torre · g8 preto rei · a7 preto peão · b7 preto peão · c7 preto peão · e7 preto peão · f7 preto peão · g7 preto bispo · h7 preto peão · d6 preto peão · f6 preto cavalo · g6 preto peão · c4 branco peão · d4 branco peão · f3 branco cavalo · g3 branco peão · a2 branco peão · b2 branco peão · e2 branco peão · f2 branco peão · g2 branco bispo · h2 branco peão · a1 branco torre · b1 branco cavalo · c1 branco bispo · d1 branco rainha · f1 branco torre · g1 branco rei | a8 preto torre · b8 preto cavalo · c8 preto bispo · d8 preto rainha · f8 preto torre · g8 preto rei · a7 preto peão · b7 preto peão · c7 preto peão · e7 preto peão · f7 preto peão · g7 preto bispo · h7 preto peão · d6 preto peão · f6 preto cavalo · g6 preto peão · c4 branco peão · d4 branco peão · f3 branco cavalo · g3 branco peão · a2 branco peão · b2 branco peão · e2 branco peão · f2 branco peão · g2 branco bispo · h2 branco peão · a1 branco torre · b1 branco cavalo · c1 branco bispo · d1 branco rainha · f1 branco torre · g1 branco rei | a8 preto torre · b8 preto cavalo · c8 preto bispo · d8 preto rainha · f8 preto torre · g8 preto rei · a7 preto peão · b7 preto peão · c7 preto peão · e7 preto peão · f7 preto peão · g7 preto bispo · h7 preto peão · d6 preto peão · f6 preto cavalo · g6 preto peão · c4 branco peão · d4 branco peão · f3 branco cavalo · g3 branco peão · a2 branco peão · b2 branco peão · e2 branco peão · f2 branco peão · g2 branco bispo · h2 branco peão · a1 branco torre · b1 branco cavalo · c1 branco bispo · d1 branco rainha · f1 branco torre · g1 branco rei | a8 preto torre · b8 preto cavalo · c8 preto bispo · d8 preto rainha · f8 preto torre · g8 preto rei · a7 preto peão · b7 preto peão · c7 preto peão · e7 preto peão · f7 preto peão · g7 preto bispo · h7 preto peão · d6 preto peão · f6 preto cavalo · g6 preto peão · c4 branco peão · d4 branco peão · f3 branco cavalo · g3 branco peão · a2 branco peão · b2 branco peão · e2 branco peão · f2 branco peão · g2 branco bispo · h2 branco peão · a1 branco torre · b1 branco cavalo · c1 branco bispo · d1 branco rainha · f1 branco torre · g1 branco rei | a8 preto torre · b8 preto cavalo · c8 preto bispo · d8 preto rainha · f8 preto torre · g8 preto rei · a7 preto peão · b7 preto peão · c7 preto peão · e7 preto peão · f7 preto peão · g7 preto bispo · h7 preto peão · d6 preto peão · f6 preto cavalo · g6 preto peão · c4 branco peão · d4 branco peão · f3 branco cavalo · g3 branco peão · a2 branco peão · b2 branco peão · e2 branco peão · f2 branco peão · g2 branco bispo · h2 branco peão · a1 branco torre · b1 branco cavalo · c1 branco bispo · d1 branco rainha · f1 branco torre · g1 branco rei | a8 preto torre · b8 preto cavalo · c8 preto bispo · d8 preto rainha · f8 preto torre · g8 preto rei · a7 preto peão · b7 preto peão · c7 preto peão · e7 preto peão · f7 preto peão · g7 preto bispo · h7 preto peão · d6 preto peão · f6 preto cavalo · g6 preto peão · c4 branco peão · d4 branco peão · f3 branco cavalo · g3 branco peão · a2 branco peão · b2 branco peão · e2 branco peão · f2 branco peão · g2 branco bispo · h2 branco peão · a1 branco torre · b1 branco cavalo · c1 branco bispo · d1 branco rainha · f1 branco torre · g1 branco rei | 8 |
| 7 | a8 preto torre · b8 preto cavalo · c8 preto bispo · d8 preto rainha · f8 preto torre · g8 preto rei · a7 preto peão · b7 preto peão · c7 preto peão · e7 preto peão · f7 preto peão · g7 preto bispo · h7 preto peão · d6 preto peão · f6 preto cavalo · g6 preto peão · c4 branco peão · d4 branco peão · f3 branco cavalo · g3 branco peão · a2 branco peão · b2 branco peão · e2 branco peão · f2 branco peão · g2 branco bispo · h2 branco peão · a1 branco torre · b1 branco cavalo · c1 branco bispo · d1 branco rainha · f1 branco torre · g1 branco rei | a8 preto torre · b8 preto cavalo · c8 preto bispo · d8 preto rainha · f8 preto torre · g8 preto rei · a7 preto peão · b7 preto peão · c7 preto peão · e7 preto peão · f7 preto peão · g7 preto bispo · h7 preto peão · d6 preto peão · f6 preto cavalo · g6 preto peão · c4 branco peão · d4 branco peão · f3 branco cavalo · g3 branco peão · a2 branco peão · b2 branco peão · e2 branco peão · f2 branco peão · g2 branco bispo · h2 branco peão · a1 branco torre · b1 branco cavalo · c1 branco bispo · d1 branco rainha · f1 branco torre · g1 branco rei | a8 preto torre · b8 preto cavalo · c8 preto bispo · d8 preto rainha · f8 preto torre · g8 preto rei · a7 preto peão · b7 preto peão · c7 preto peão · e7 preto peão · f7 preto peão · g7 preto bispo · h7 preto peão · d6 preto peão · f6 preto cavalo · g6 preto peão · c4 branco peão · d4 branco peão · f3 branco cavalo · g3 branco peão · a2 branco peão · b2 branco peão · e2 branco peão · f2 branco peão · g2 branco bispo · h2 branco peão · a1 branco torre · b1 branco cavalo · c1 branco bispo · d1 branco rainha · f1 branco torre · g1 branco rei | a8 preto torre · b8 preto cavalo · c8 preto bispo · d8 preto rainha · f8 preto torre · g8 preto rei · a7 preto peão · b7 preto peão · c7 preto peão · e7 preto peão · f7 preto peão · g7 preto bispo · h7 preto peão · d6 preto peão · f6 preto cavalo · g6 preto peão · c4 branco peão · d4 branco peão · f3 branco cavalo · g3 branco peão · a2 branco peão · b2 branco peão · e2 branco peão · f2 branco peão · g2 branco bispo · h2 branco peão · a1 branco torre · b1 branco cavalo · c1 branco bispo · d1 branco rainha · f1 branco torre · g1 branco rei | a8 preto torre · b8 preto cavalo · c8 preto bispo · d8 preto rainha · f8 preto torre · g8 preto rei · a7 preto peão · b7 preto peão · c7 preto peão · e7 preto peão · f7 preto peão · g7 preto bispo · h7 preto peão · d6 preto peão · f6 preto cavalo · g6 preto peão · c4 branco peão · d4 branco peão · f3 branco cavalo · g3 branco peão · a2 branco peão · b2 branco peão · e2 branco peão · f2 branco peão · g2 branco bispo · h2 branco peão · a1 branco torre · b1 branco cavalo · c1 branco bispo · d1 branco rainha · f1 branco torre · g1 branco rei | a8 preto torre · b8 preto cavalo · c8 preto bispo · d8 preto rainha · f8 preto torre · g8 preto rei · a7 preto peão · b7 preto peão · c7 preto peão · e7 preto peão · f7 preto peão · g7 preto bispo · h7 preto peão · d6 preto peão · f6 preto cavalo · g6 preto peão · c4 branco peão · d4 branco peão · f3 branco cavalo · g3 branco peão · a2 branco peão · b2 branco peão · e2 branco peão · f2 branco peão · g2 branco bispo · h2 branco peão · a1 branco torre · b1 branco cavalo · c1 branco bispo · d1 branco rainha · f1 branco torre · g1 branco rei | a8 preto torre · b8 preto cavalo · c8 preto bispo · d8 preto rainha · f8 preto torre · g8 preto rei · a7 preto peão · b7 preto peão · c7 preto peão · e7 preto peão · f7 preto peão · g7 preto bispo · h7 preto peão · d6 preto peão · f6 preto cavalo · g6 preto peão · c4 branco peão · d4 branco peão · f3 branco cavalo · g3 branco peão · a2 branco peão · b2 branco peão · e2 branco peão · f2 branco peão · g2 branco bispo · h2 branco peão · a1 branco torre · b1 branco cavalo · c1 branco bispo · d1 branco rainha · f1 branco torre · g1 branco rei | a8 preto torre · b8 preto cavalo · c8 preto bispo · d8 preto rainha · f8 preto torre · g8 preto rei · a7 preto peão · b7 preto peão · c7 preto peão · e7 preto peão · f7 preto peão · g7 preto bispo · h7 preto peão · d6 preto peão · f6 preto cavalo · g6 preto peão · c4 branco peão · d4 branco peão · f3 branco cavalo · g3 branco peão · a2 branco peão · b2 branco peão · e2 branco peão · f2 branco peão · g2 branco bispo · h2 branco peão · a1 branco torre · b1 branco cavalo · c1 branco bispo · d1 branco rainha · f1 branco torre · g1 branco rei | 7 |
| 6 | a8 preto torre · b8 preto cavalo · c8 preto bispo · d8 preto rainha · f8 preto torre · g8 preto rei · a7 preto peão · b7 preto peão · c7 preto peão · e7 preto peão · f7 preto peão · g7 preto bispo · h7 preto peão · d6 preto peão · f6 preto cavalo · g6 preto peão · c4 branco peão · d4 branco peão · f3 branco cavalo · g3 branco peão · a2 branco peão · b2 branco peão · e2 branco peão · f2 branco peão · g2 branco bispo · h2 branco peão · a1 branco torre · b1 branco cavalo · c1 branco bispo · d1 branco rainha · f1 branco torre · g1 branco rei | a8 preto torre · b8 preto cavalo · c8 preto bispo · d8 preto rainha · f8 preto torre · g8 preto rei · a7 preto peão · b7 preto peão · c7 preto peão · e7 preto peão · f7 preto peão · g7 preto bispo · h7 preto peão · d6 preto peão · f6 preto cavalo · g6 preto peão · c4 branco peão · d4 branco peão · f3 branco cavalo · g3 branco peão · a2 branco peão · b2 branco peão · e2 branco peão · f2 branco peão · g2 branco bispo · h2 branco peão · a1 branco torre · b1 branco cavalo · c1 branco bispo · d1 branco rainha · f1 branco torre · g1 branco rei | a8 preto torre · b8 preto cavalo · c8 preto bispo · d8 preto rainha · f8 preto torre · g8 preto rei · a7 preto peão · b7 preto peão · c7 preto peão · e7 preto peão · f7 preto peão · g7 preto bispo · h7 preto peão · d6 preto peão · f6 preto cavalo · g6 preto peão · c4 branco peão · d4 branco peão · f3 branco cavalo · g3 branco peão · a2 branco peão · b2 branco peão · e2 branco peão · f2 branco peão · g2 branco bispo · h2 branco peão · a1 branco torre · b1 branco cavalo · c1 branco bispo · d1 branco rainha · f1 branco torre · g1 branco rei | a8 preto torre · b8 preto cavalo · c8 preto bispo · d8 preto rainha · f8 preto torre · g8 preto rei · a7 preto peão · b7 preto peão · c7 preto peão · e7 preto peão · f7 preto peão · g7 preto bispo · h7 preto peão · d6 preto peão · f6 preto cavalo · g6 preto peão · c4 branco peão · d4 branco peão · f3 branco cavalo · g3 branco peão · a2 branco peão · b2 branco peão · e2 branco peão · f2 branco peão · g2 branco bispo · h2 branco peão · a1 branco torre · b1 branco cavalo · c1 branco bispo · d1 branco rainha · f1 branco torre · g1 branco rei | a8 preto torre · b8 preto cavalo · c8 preto bispo · d8 preto rainha · f8 preto torre · g8 preto rei · a7 preto peão · b7 preto peão · c7 preto peão · e7 preto peão · f7 preto peão · g7 preto bispo · h7 preto peão · d6 preto peão · f6 preto cavalo · g6 preto peão · c4 branco peão · d4 branco peão · f3 branco cavalo · g3 branco peão · a2 branco peão · b2 branco peão · e2 branco peão · f2 branco peão · g2 branco bispo · h2 branco peão · a1 branco torre · b1 branco cavalo · c1 branco bispo · d1 branco rainha · f1 branco torre · g1 branco rei | a8 preto torre · b8 preto cavalo · c8 preto bispo · d8 preto rainha · f8 preto torre · g8 preto rei · a7 preto peão · b7 preto peão · c7 preto peão · e7 preto peão · f7 preto peão · g7 preto bispo · h7 preto peão · d6 preto peão · f6 preto cavalo · g6 preto peão · c4 branco peão · d4 branco peão · f3 branco cavalo · g3 branco peão · a2 branco peão · b2 branco peão · e2 branco peão · f2 branco peão · g2 branco bispo · h2 branco peão · a1 branco torre · b1 branco cavalo · c1 branco bispo · d1 branco rainha · f1 branco torre · g1 branco rei | a8 preto torre · b8 preto cavalo · c8 preto bispo · d8 preto rainha · f8 preto torre · g8 preto rei · a7 preto peão · b7 preto peão · c7 preto peão · e7 preto peão · f7 preto peão · g7 preto bispo · h7 preto peão · d6 preto peão · f6 preto cavalo · g6 preto peão · c4 branco peão · d4 branco peão · f3 branco cavalo · g3 branco peão · a2 branco peão · b2 branco peão · e2 branco peão · f2 branco peão · g2 branco bispo · h2 branco peão · a1 branco torre · b1 branco cavalo · c1 branco bispo · d1 branco rainha · f1 branco torre · g1 branco rei | a8 preto torre · b8 preto cavalo · c8 preto bispo · d8 preto rainha · f8 preto torre · g8 preto rei · a7 preto peão · b7 preto peão · c7 preto peão · e7 preto peão · f7 preto peão · g7 preto bispo · h7 preto peão · d6 preto peão · f6 preto cavalo · g6 preto peão · c4 branco peão · d4 branco peão · f3 branco cavalo · g3 branco peão · a2 branco peão · b2 branco peão · e2 branco peão · f2 branco peão · g2 branco bispo · h2 branco peão · a1 branco torre · b1 branco cavalo · c1 branco bispo · d1 branco rainha · f1 branco torre · g1 branco rei | 6 |
| 5 | a8 preto torre · b8 preto cavalo · c8 preto bispo · d8 preto rainha · f8 preto torre · g8 preto rei · a7 preto peão · b7 preto peão · c7 preto peão · e7 preto peão · f7 preto peão · g7 preto bispo · h7 preto peão · d6 preto peão · f6 preto cavalo · g6 preto peão · c4 branco peão · d4 branco peão · f3 branco cavalo · g3 branco peão · a2 branco peão · b2 branco peão · e2 branco peão · f2 branco peão · g2 branco bispo · h2 branco peão · a1 branco torre · b1 branco cavalo · c1 branco bispo · d1 branco rainha · f1 branco torre · g1 branco rei | a8 preto torre · b8 preto cavalo · c8 preto bispo · d8 preto rainha · f8 preto torre · g8 preto rei · a7 preto peão · b7 preto peão · c7 preto peão · e7 preto peão · f7 preto peão · g7 preto bispo · h7 preto peão · d6 preto peão · f6 preto cavalo · g6 preto peão · c4 branco peão · d4 branco peão · f3 branco cavalo · g3 branco peão · a2 branco peão · b2 branco peão · e2 branco peão · f2 branco peão · g2 branco bispo · h2 branco peão · a1 branco torre · b1 branco cavalo · c1 branco bispo · d1 branco rainha · f1 branco torre · g1 branco rei | a8 preto torre · b8 preto cavalo · c8 preto bispo · d8 preto rainha · f8 preto torre · g8 preto rei · a7 preto peão · b7 preto peão · c7 preto peão · e7 preto peão · f7 preto peão · g7 preto bispo · h7 preto peão · d6 preto peão · f6 preto cavalo · g6 preto peão · c4 branco peão · d4 branco peão · f3 branco cavalo · g3 branco peão · a2 branco peão · b2 branco peão · e2 branco peão · f2 branco peão · g2 branco bispo · h2 branco peão · a1 branco torre · b1 branco cavalo · c1 branco bispo · d1 branco rainha · f1 branco torre · g1 branco rei | a8 preto torre · b8 preto cavalo · c8 preto bispo · d8 preto rainha · f8 preto torre · g8 preto rei · a7 preto peão · b7 preto peão · c7 preto peão · e7 preto peão · f7 preto peão · g7 preto bispo · h7 preto peão · d6 preto peão · f6 preto cavalo · g6 preto peão · c4 branco peão · d4 branco peão · f3 branco cavalo · g3 branco peão · a2 branco peão · b2 branco peão · e2 branco peão · f2 branco peão · g2 branco bispo · h2 branco peão · a1 branco torre · b1 branco cavalo · c1 branco bispo · d1 branco rainha · f1 branco torre · g1 branco rei | a8 preto torre · b8 preto cavalo · c8 preto bispo · d8 preto rainha · f8 preto torre · g8 preto rei · a7 preto peão · b7 preto peão · c7 preto peão · e7 preto peão · f7 preto peão · g7 preto bispo · h7 preto peão · d6 preto peão · f6 preto cavalo · g6 preto peão · c4 branco peão · d4 branco peão · f3 branco cavalo · g3 branco peão · a2 branco peão · b2 branco peão · e2 branco peão · f2 branco peão · g2 branco bispo · h2 branco peão · a1 branco torre · b1 branco cavalo · c1 branco bispo · d1 branco rainha · f1 branco torre · g1 branco rei | a8 preto torre · b8 preto cavalo · c8 preto bispo · d8 preto rainha · f8 preto torre · g8 preto rei · a7 preto peão · b7 preto peão · c7 preto peão · e7 preto peão · f7 preto peão · g7 preto bispo · h7 preto peão · d6 preto peão · f6 preto cavalo · g6 preto peão · c4 branco peão · d4 branco peão · f3 branco cavalo · g3 branco peão · a2 branco peão · b2 branco peão · e2 branco peão · f2 branco peão · g2 branco bispo · h2 branco peão · a1 branco torre · b1 branco cavalo · c1 branco bispo · d1 branco rainha · f1 branco torre · g1 branco rei | a8 preto torre · b8 preto cavalo · c8 preto bispo · d8 preto rainha · f8 preto torre · g8 preto rei · a7 preto peão · b7 preto peão · c7 preto peão · e7 preto peão · f7 preto peão · g7 preto bispo · h7 preto peão · d6 preto peão · f6 preto cavalo · g6 preto peão · c4 branco peão · d4 branco peão · f3 branco cavalo · g3 branco peão · a2 branco peão · b2 branco peão · e2 branco peão · f2 branco peão · g2 branco bispo · h2 branco peão · a1 branco torre · b1 branco cavalo · c1 branco bispo · d1 branco rainha · f1 branco torre · g1 branco rei | a8 preto torre · b8 preto cavalo · c8 preto bispo · d8 preto rainha · f8 preto torre · g8 preto rei · a7 preto peão · b7 preto peão · c7 preto peão · e7 preto peão · f7 preto peão · g7 preto bispo · h7 preto peão · d6 preto peão · f6 preto cavalo · g6 preto peão · c4 branco peão · d4 branco peão · f3 branco cavalo · g3 branco peão · a2 branco peão · b2 branco peão · e2 branco peão · f2 branco peão · g2 branco bispo · h2 branco peão · a1 branco torre · b1 branco cavalo · c1 branco bispo · d1 branco rainha · f1 branco torre · g1 branco rei | 5 |
| 4 | a8 preto torre · b8 preto cavalo · c8 preto bispo · d8 preto rainha · f8 preto torre · g8 preto rei · a7 preto peão · b7 preto peão · c7 preto peão · e7 preto peão · f7 preto peão · g7 preto bispo · h7 preto peão · d6 preto peão · f6 preto cavalo · g6 preto peão · c4 branco peão · d4 branco peão · f3 branco cavalo · g3 branco peão · a2 branco peão · b2 branco peão · e2 branco peão · f2 branco peão · g2 branco bispo · h2 branco peão · a1 branco torre · b1 branco cavalo · c1 branco bispo · d1 branco rainha · f1 branco torre · g1 branco rei | a8 preto torre · b8 preto cavalo · c8 preto bispo · d8 preto rainha · f8 preto torre · g8 preto rei · a7 preto peão · b7 preto peão · c7 preto peão · e7 preto peão · f7 preto peão · g7 preto bispo · h7 preto peão · d6 preto peão · f6 preto cavalo · g6 preto peão · c4 branco peão · d4 branco peão · f3 branco cavalo · g3 branco peão · a2 branco peão · b2 branco peão · e2 branco peão · f2 branco peão · g2 branco bispo · h2 branco peão · a1 branco torre · b1 branco cavalo · c1 branco bispo · d1 branco rainha · f1 branco torre · g1 branco rei | a8 preto torre · b8 preto cavalo · c8 preto bispo · d8 preto rainha · f8 preto torre · g8 preto rei · a7 preto peão · b7 preto peão · c7 preto peão · e7 preto peão · f7 preto peão · g7 preto bispo · h7 preto peão · d6 preto peão · f6 preto cavalo · g6 preto peão · c4 branco peão · d4 branco peão · f3 branco cavalo · g3 branco peão · a2 branco peão · b2 branco peão · e2 branco peão · f2 branco peão · g2 branco bispo · h2 branco peão · a1 branco torre · b1 branco cavalo · c1 branco bispo · d1 branco rainha · f1 branco torre · g1 branco rei | a8 preto torre · b8 preto cavalo · c8 preto bispo · d8 preto rainha · f8 preto torre · g8 preto rei · a7 preto peão · b7 preto peão · c7 preto peão · e7 preto peão · f7 preto peão · g7 preto bispo · h7 preto peão · d6 preto peão · f6 preto cavalo · g6 preto peão · c4 branco peão · d4 branco peão · f3 branco cavalo · g3 branco peão · a2 branco peão · b2 branco peão · e2 branco peão · f2 branco peão · g2 branco bispo · h2 branco peão · a1 branco torre · b1 branco cavalo · c1 branco bispo · d1 branco rainha · f1 branco torre · g1 branco rei | a8 preto torre · b8 preto cavalo · c8 preto bispo · d8 preto rainha · f8 preto torre · g8 preto rei · a7 preto peão · b7 preto peão · c7 preto peão · e7 preto peão · f7 preto peão · g7 preto bispo · h7 preto peão · d6 preto peão · f6 preto cavalo · g6 preto peão · c4 branco peão · d4 branco peão · f3 branco cavalo · g3 branco peão · a2 branco peão · b2 branco peão · e2 branco peão · f2 branco peão · g2 branco bispo · h2 branco peão · a1 branco torre · b1 branco cavalo · c1 branco bispo · d1 branco rainha · f1 branco torre · g1 branco rei | a8 preto torre · b8 preto cavalo · c8 preto bispo · d8 preto rainha · f8 preto torre · g8 preto rei · a7 preto peão · b7 preto peão · c7 preto peão · e7 preto peão · f7 preto peão · g7 preto bispo · h7 preto peão · d6 preto peão · f6 preto cavalo · g6 preto peão · c4 branco peão · d4 branco peão · f3 branco cavalo · g3 branco peão · a2 branco peão · b2 branco peão · e2 branco peão · f2 branco peão · g2 branco bispo · h2 branco peão · a1 branco torre · b1 branco cavalo · c1 branco bispo · d1 branco rainha · f1 branco torre · g1 branco rei | a8 preto torre · b8 preto cavalo · c8 preto bispo · d8 preto rainha · f8 preto torre · g8 preto rei · a7 preto peão · b7 preto peão · c7 preto peão · e7 preto peão · f7 preto peão · g7 preto bispo · h7 preto peão · d6 preto peão · f6 preto cavalo · g6 preto peão · c4 branco peão · d4 branco peão · f3 branco cavalo · g3 branco peão · a2 branco peão · b2 branco peão · e2 branco peão · f2 branco peão · g2 branco bispo · h2 branco peão · a1 branco torre · b1 branco cavalo · c1 branco bispo · d1 branco rainha · f1 branco torre · g1 branco rei | a8 preto torre · b8 preto cavalo · c8 preto bispo · d8 preto rainha · f8 preto torre · g8 preto rei · a7 preto peão · b7 preto peão · c7 preto peão · e7 preto peão · f7 preto peão · g7 preto bispo · h7 preto peão · d6 preto peão · f6 preto cavalo · g6 preto peão · c4 branco peão · d4 branco peão · f3 branco cavalo · g3 branco peão · a2 branco peão · b2 branco peão · e2 branco peão · f2 branco peão · g2 branco bispo · h2 branco peão · a1 branco torre · b1 branco cavalo · c1 branco bispo · d1 branco rainha · f1 branco torre · g1 branco rei | 4 |
| 3 | a8 preto torre · b8 preto cavalo · c8 preto bispo · d8 preto rainha · f8 preto torre · g8 preto rei · a7 preto peão · b7 preto peão · c7 preto peão · e7 preto peão · f7 preto peão · g7 preto bispo · h7 preto peão · d6 preto peão · f6 preto cavalo · g6 preto peão · c4 branco peão · d4 branco peão · f3 branco cavalo · g3 branco peão · a2 branco peão · b2 branco peão · e2 branco peão · f2 branco peão · g2 branco bispo · h2 branco peão · a1 branco torre · b1 branco cavalo · c1 branco bispo · d1 branco rainha · f1 branco torre · g1 branco rei | a8 preto torre · b8 preto cavalo · c8 preto bispo · d8 preto rainha · f8 preto torre · g8 preto rei · a7 preto peão · b7 preto peão · c7 preto peão · e7 preto peão · f7 preto peão · g7 preto bispo · h7 preto peão · d6 preto peão · f6 preto cavalo · g6 preto peão · c4 branco peão · d4 branco peão · f3 branco cavalo · g3 branco peão · a2 branco peão · b2 branco peão · e2 branco peão · f2 branco peão · g2 branco bispo · h2 branco peão · a1 branco torre · b1 branco cavalo · c1 branco bispo · d1 branco rainha · f1 branco torre · g1 branco rei | a8 preto torre · b8 preto cavalo · c8 preto bispo · d8 preto rainha · f8 preto torre · g8 preto rei · a7 preto peão · b7 preto peão · c7 preto peão · e7 preto peão · f7 preto peão · g7 preto bispo · h7 preto peão · d6 preto peão · f6 preto cavalo · g6 preto peão · c4 branco peão · d4 branco peão · f3 branco cavalo · g3 branco peão · a2 branco peão · b2 branco peão · e2 branco peão · f2 branco peão · g2 branco bispo · h2 branco peão · a1 branco torre · b1 branco cavalo · c1 branco bispo · d1 branco rainha · f1 branco torre · g1 branco rei | a8 preto torre · b8 preto cavalo · c8 preto bispo · d8 preto rainha · f8 preto torre · g8 preto rei · a7 preto peão · b7 preto peão · c7 preto peão · e7 preto peão · f7 preto peão · g7 preto bispo · h7 preto peão · d6 preto peão · f6 preto cavalo · g6 preto peão · c4 branco peão · d4 branco peão · f3 branco cavalo · g3 branco peão · a2 branco peão · b2 branco peão · e2 branco peão · f2 branco peão · g2 branco bispo · h2 branco peão · a1 branco torre · b1 branco cavalo · c1 branco bispo · d1 branco rainha · f1 branco torre · g1 branco rei | a8 preto torre · b8 preto cavalo · c8 preto bispo · d8 preto rainha · f8 preto torre · g8 preto rei · a7 preto peão · b7 preto peão · c7 preto peão · e7 preto peão · f7 preto peão · g7 preto bispo · h7 preto peão · d6 preto peão · f6 preto cavalo · g6 preto peão · c4 branco peão · d4 branco peão · f3 branco cavalo · g3 branco peão · a2 branco peão · b2 branco peão · e2 branco peão · f2 branco peão · g2 branco bispo · h2 branco peão · a1 branco torre · b1 branco cavalo · c1 branco bispo · d1 branco rainha · f1 branco torre · g1 branco rei | a8 preto torre · b8 preto cavalo · c8 preto bispo · d8 preto rainha · f8 preto torre · g8 preto rei · a7 preto peão · b7 preto peão · c7 preto peão · e7 preto peão · f7 preto peão · g7 preto bispo · h7 preto peão · d6 preto peão · f6 preto cavalo · g6 preto peão · c4 branco peão · d4 branco peão · f3 branco cavalo · g3 branco peão · a2 branco peão · b2 branco peão · e2 branco peão · f2 branco peão · g2 branco bispo · h2 branco peão · a1 branco torre · b1 branco cavalo · c1 branco bispo · d1 branco rainha · f1 branco torre · g1 branco rei | a8 preto torre · b8 preto cavalo · c8 preto bispo · d8 preto rainha · f8 preto torre · g8 preto rei · a7 preto peão · b7 preto peão · c7 preto peão · e7 preto peão · f7 preto peão · g7 preto bispo · h7 preto peão · d6 preto peão · f6 preto cavalo · g6 preto peão · c4 branco peão · d4 branco peão · f3 branco cavalo · g3 branco peão · a2 branco peão · b2 branco peão · e2 branco peão · f2 branco peão · g2 branco bispo · h2 branco peão · a1 branco torre · b1 branco cavalo · c1 branco bispo · d1 branco rainha · f1 branco torre · g1 branco rei | a8 preto torre · b8 preto cavalo · c8 preto bispo · d8 preto rainha · f8 preto torre · g8 preto rei · a7 preto peão · b7 preto peão · c7 preto peão · e7 preto peão · f7 preto peão · g7 preto bispo · h7 preto peão · d6 preto peão · f6 preto cavalo · g6 preto peão · c4 branco peão · d4 branco peão · f3 branco cavalo · g3 branco peão · a2 branco peão · b2 branco peão · e2 branco peão · f2 branco peão · g2 branco bispo · h2 branco peão · a1 branco torre · b1 branco cavalo · c1 branco bispo · d1 branco rainha · f1 branco torre · g1 branco rei | 3 |
| 2 | a8 preto torre · b8 preto cavalo · c8 preto bispo · d8 preto rainha · f8 preto torre · g8 preto rei · a7 preto peão · b7 preto peão · c7 preto peão · e7 preto peão · f7 preto peão · g7 preto bispo · h7 preto peão · d6 preto peão · f6 preto cavalo · g6 preto peão · c4 branco peão · d4 branco peão · f3 branco cavalo · g3 branco peão · a2 branco peão · b2 branco peão · e2 branco peão · f2 branco peão · g2 branco bispo · h2 branco peão · a1 branco torre · b1 branco cavalo · c1 branco bispo · d1 branco rainha · f1 branco torre · g1 branco rei | a8 preto torre · b8 preto cavalo · c8 preto bispo · d8 preto rainha · f8 preto torre · g8 preto rei · a7 preto peão · b7 preto peão · c7 preto peão · e7 preto peão · f7 preto peão · g7 preto bispo · h7 preto peão · d6 preto peão · f6 preto cavalo · g6 preto peão · c4 branco peão · d4 branco peão · f3 branco cavalo · g3 branco peão · a2 branco peão · b2 branco peão · e2 branco peão · f2 branco peão · g2 branco bispo · h2 branco peão · a1 branco torre · b1 branco cavalo · c1 branco bispo · d1 branco rainha · f1 branco torre · g1 branco rei | a8 preto torre · b8 preto cavalo · c8 preto bispo · d8 preto rainha · f8 preto torre · g8 preto rei · a7 preto peão · b7 preto peão · c7 preto peão · e7 preto peão · f7 preto peão · g7 preto bispo · h7 preto peão · d6 preto peão · f6 preto cavalo · g6 preto peão · c4 branco peão · d4 branco peão · f3 branco cavalo · g3 branco peão · a2 branco peão · b2 branco peão · e2 branco peão · f2 branco peão · g2 branco bispo · h2 branco peão · a1 branco torre · b1 branco cavalo · c1 branco bispo · d1 branco rainha · f1 branco torre · g1 branco rei | a8 preto torre · b8 preto cavalo · c8 preto bispo · d8 preto rainha · f8 preto torre · g8 preto rei · a7 preto peão · b7 preto peão · c7 preto peão · e7 preto peão · f7 preto peão · g7 preto bispo · h7 preto peão · d6 preto peão · f6 preto cavalo · g6 preto peão · c4 branco peão · d4 branco peão · f3 branco cavalo · g3 branco peão · a2 branco peão · b2 branco peão · e2 branco peão · f2 branco peão · g2 branco bispo · h2 branco peão · a1 branco torre · b1 branco cavalo · c1 branco bispo · d1 branco rainha · f1 branco torre · g1 branco rei | a8 preto torre · b8 preto cavalo · c8 preto bispo · d8 preto rainha · f8 preto torre · g8 preto rei · a7 preto peão · b7 preto peão · c7 preto peão · e7 preto peão · f7 preto peão · g7 preto bispo · h7 preto peão · d6 preto peão · f6 preto cavalo · g6 preto peão · c4 branco peão · d4 branco peão · f3 branco cavalo · g3 branco peão · a2 branco peão · b2 branco peão · e2 branco peão · f2 branco peão · g2 branco bispo · h2 branco peão · a1 branco torre · b1 branco cavalo · c1 branco bispo · d1 branco rainha · f1 branco torre · g1 branco rei | a8 preto torre · b8 preto cavalo · c8 preto bispo · d8 preto rainha · f8 preto torre · g8 preto rei · a7 preto peão · b7 preto peão · c7 preto peão · e7 preto peão · f7 preto peão · g7 preto bispo · h7 preto peão · d6 preto peão · f6 preto cavalo · g6 preto peão · c4 branco peão · d4 branco peão · f3 branco cavalo · g3 branco peão · a2 branco peão · b2 branco peão · e2 branco peão · f2 branco peão · g2 branco bispo · h2 branco peão · a1 branco torre · b1 branco cavalo · c1 branco bispo · d1 branco rainha · f1 branco torre · g1 branco rei | a8 preto torre · b8 preto cavalo · c8 preto bispo · d8 preto rainha · f8 preto torre · g8 preto rei · a7 preto peão · b7 preto peão · c7 preto peão · e7 preto peão · f7 preto peão · g7 preto bispo · h7 preto peão · d6 preto peão · f6 preto cavalo · g6 preto peão · c4 branco peão · d4 branco peão · f3 branco cavalo · g3 branco peão · a2 branco peão · b2 branco peão · e2 branco peão · f2 branco peão · g2 branco bispo · h2 branco peão · a1 branco torre · b1 branco cavalo · c1 branco bispo · d1 branco rainha · f1 branco torre · g1 branco rei | a8 preto torre · b8 preto cavalo · c8 preto bispo · d8 preto rainha · f8 preto torre · g8 preto rei · a7 preto peão · b7 preto peão · c7 preto peão · e7 preto peão · f7 preto peão · g7 preto bispo · h7 preto peão · d6 preto peão · f6 preto cavalo · g6 preto peão · c4 branco peão · d4 branco peão · f3 branco cavalo · g3 branco peão · a2 branco peão · b2 branco peão · e2 branco peão · f2 branco peão · g2 branco bispo · h2 branco peão · a1 branco torre · b1 branco cavalo · c1 branco bispo · d1 branco rainha · f1 branco torre · g1 branco rei | 2 |
| 1 | a8 preto torre · b8 preto cavalo · c8 preto bispo · d8 preto rainha · f8 preto torre · g8 preto rei · a7 preto peão · b7 preto peão · c7 preto peão · e7 preto peão · f7 preto peão · g7 preto bispo · h7 preto peão · d6 preto peão · f6 preto cavalo · g6 preto peão · c4 branco peão · d4 branco peão · f3 branco cavalo · g3 branco peão · a2 branco peão · b2 branco peão · e2 branco peão · f2 branco peão · g2 branco bispo · h2 branco peão · a1 branco torre · b1 branco cavalo · c1 branco bispo · d1 branco rainha · f1 branco torre · g1 branco rei | a8 preto torre · b8 preto cavalo · c8 preto bispo · d8 preto rainha · f8 preto torre · g8 preto rei · a7 preto peão · b7 preto peão · c7 preto peão · e7 preto peão · f7 preto peão · g7 preto bispo · h7 preto peão · d6 preto peão · f6 preto cavalo · g6 preto peão · c4 branco peão · d4 branco peão · f3 branco cavalo · g3 branco peão · a2 branco peão · b2 branco peão · e2 branco peão · f2 branco peão · g2 branco bispo · h2 branco peão · a1 branco torre · b1 branco cavalo · c1 branco bispo · d1 branco rainha · f1 branco torre · g1 branco rei | a8 preto torre · b8 preto cavalo · c8 preto bispo · d8 preto rainha · f8 preto torre · g8 preto rei · a7 preto peão · b7 preto peão · c7 preto peão · e7 preto peão · f7 preto peão · g7 preto bispo · h7 preto peão · d6 preto peão · f6 preto cavalo · g6 preto peão · c4 branco peão · d4 branco peão · f3 branco cavalo · g3 branco peão · a2 branco peão · b2 branco peão · e2 branco peão · f2 branco peão · g2 branco bispo · h2 branco peão · a1 branco torre · b1 branco cavalo · c1 branco bispo · d1 branco rainha · f1 branco torre · g1 branco rei | a8 preto torre · b8 preto cavalo · c8 preto bispo · d8 preto rainha · f8 preto torre · g8 preto rei · a7 preto peão · b7 preto peão · c7 preto peão · e7 preto peão · f7 preto peão · g7 preto bispo · h7 preto peão · d6 preto peão · f6 preto cavalo · g6 preto peão · c4 branco peão · d4 branco peão · f3 branco cavalo · g3 branco peão · a2 branco peão · b2 branco peão · e2 branco peão · f2 branco peão · g2 branco bispo · h2 branco peão · a1 branco torre · b1 branco cavalo · c1 branco bispo · d1 branco rainha · f1 branco torre · g1 branco rei | a8 preto torre · b8 preto cavalo · c8 preto bispo · d8 preto rainha · f8 preto torre · g8 preto rei · a7 preto peão · b7 preto peão · c7 preto peão · e7 preto peão · f7 preto peão · g7 preto bispo · h7 preto peão · d6 preto peão · f6 preto cavalo · g6 preto peão · c4 branco peão · d4 branco peão · f3 branco cavalo · g3 branco peão · a2 branco peão · b2 branco peão · e2 branco peão · f2 branco peão · g2 branco bispo · h2 branco peão · a1 branco torre · b1 branco cavalo · c1 branco bispo · d1 branco rainha · f1 branco torre · g1 branco rei | a8 preto torre · b8 preto cavalo · c8 preto bispo · d8 preto rainha · f8 preto torre · g8 preto rei · a7 preto peão · b7 preto peão · c7 preto peão · e7 preto peão · f7 preto peão · g7 preto bispo · h7 preto peão · d6 preto peão · f6 preto cavalo · g6 preto peão · c4 branco peão · d4 branco peão · f3 branco cavalo · g3 branco peão · a2 branco peão · b2 branco peão · e2 branco peão · f2 branco peão · g2 branco bispo · h2 branco peão · a1 branco torre · b1 branco cavalo · c1 branco bispo · d1 branco rainha · f1 branco torre · g1 branco rei | a8 preto torre · b8 preto cavalo · c8 preto bispo · d8 preto rainha · f8 preto torre · g8 preto rei · a7 preto peão · b7 preto peão · c7 preto peão · e7 preto peão · f7 preto peão · g7 preto bispo · h7 preto peão · d6 preto peão · f6 preto cavalo · g6 preto peão · c4 branco peão · d4 branco peão · f3 branco cavalo · g3 branco peão · a2 branco peão · b2 branco peão · e2 branco peão · f2 branco peão · g2 branco bispo · h2 branco peão · a1 branco torre · b1 branco cavalo · c1 branco bispo · d1 branco rainha · f1 branco torre · g1 branco rei | a8 preto torre · b8 preto cavalo · c8 preto bispo · d8 preto rainha · f8 preto torre · g8 preto rei · a7 preto peão · b7 preto peão · c7 preto peão · e7 preto peão · f7 preto peão · g7 preto bispo · h7 preto peão · d6 preto peão · f6 preto cavalo · g6 preto peão · c4 branco peão · d4 branco peão · f3 branco cavalo · g3 branco peão · a2 branco peão · b2 branco peão · e2 branco peão · f2 branco peão · g2 branco bispo · h2 branco peão · a1 branco torre · b1 branco cavalo · c1 branco bispo · d1 branco rainha · f1 branco torre · g1 branco rei | 1 |
|   | a | b | c | d | e | f | g | h |   |

A Variação do fianqueto 1.d4 Cf6 2.c4 g6 3.Cf3 Bg7 4.g3 0-0 5.Bg2 d6 6.0-0, recebe esse nome devido ao desenvolvimento das Brancas do seu bispo de casas claras para g2, e é uma das linhas mais populares no nível de grande mestre, Korchnoi já foi seu praticante mais notável. Este método de desenvolvimento está em linhas completamente diferentes de outras variações Índias do Rei. Aqui, o plano normal de ataque das Pretas dificilmente pode ter sucesso, pois o lado do rei das Brancas é mais solidamente defendido do que na maioria das variações da Índia do Rei. As respostas mais comuns são:
- 6...Cbd7 com 8...exd4. As Pretas pretendem reivindicar o centro com ...e7–e5. 7.Cc3 e5 8.e4 exd4 9.Cxd4 Te8 10.h3 a6. A preparação foi feita para 11...Tb8, com ...c7–c5 e ...b7–b5, e às vezes com ...Ce5 primeiro. Isso é conhecido como a Variação Gallagher da Variação do fianqueto.
  - 8...c6 e 8...a6 são alternativas.
- 6...Cc6 7.Cc3 a6 8.d5 Na5. Essa variação vai contra o dogma antigo que afirma que os cavalos não estão bem posicionados no aro; no entanto, uma pressão extra é exercida contra o Calcanhar de Aquiles das linhas do fianqueto — a fraqueza em c4. Centenas de jogos de mestre continuaram com 9.Cd2 c5 10.Dc2 Tb8 11.b3 b5 12.Bb2 bxc4 13.bxc4 Bh6 14.f4 (14.e3 Bf5 é uma armadilha que conta com Mark Taimanov entre suas vítimas;[5]